# Crazy for You
«Crazy for You» es una canción compuesta por John Bettis y Jon Lind e interpretada por la cantante estadounidense Madonna para la película coming-of-age, Vision Quest (1985). Tras recibir el guion del filme, Bettis y Lind compusieron una balada que acompañara la escena en la que los personajes principales bailan juntos por primera vez en un bar local. Titulada «Crazy for You», Phil Ramone —supervisor musical del filme— propuso que Madonna grabara la canción, aunque los autores se mostraron escépticos ante la elección. Ramone produjo una primera versión en noviembre de 1983, pero las sesiones no impresionaron a Bettis y Lind, quienes temieron que fuera descartada de la película. Tiempo después, se optó por grabar una segunda versión, esta vez con la participación de Rob Mounsey como arreglista y de John «Jellybean» Benitez como productor. La grabación supuso un nuevo territorio para este último, ya que nunca antes había trabajado en una balada y era la primera vez que producía una sesión en vivo.
De género pop, la balada marcó un cambio musical y estilístico para Madonna, cuya voz adquirió una textura ronca, llena de pequeños suspiros y quiebres. La letra trata sobre la atracción y describe la experiencia de conectar con un desconocido en un bar. Académicos y periodistas analizaron la naturaleza romántica de la canción y las referencias a la sexualidad y el deseo femenino. El tema salió a la venta como sencillo de la banda sonora de Vision Quest el 2 de marzo de 1985, a través de los sellos Geffen y CBS Records. Dado que Madonna pertenecía a Sire, subsidiario de Warner Bros., originalmente no iba a editarse porque a la compañía le preocupaba que pudiera desviar la atención de su segundo álbum de estudio, Like a Virgin. Sin embargo, Jon Peters —uno de los productores de la película— presionó al estudio y finalmente se acordó que «Crazy for You» fuera publicado como sencillo.
En términos generales, «Crazy for You» obtuvo elogios de la crítica, que resaltó la composición, la producción, el cambio de estilo musical de Madonna y su interpretación vocal, considerada hasta ese momento como la más potente de su carrera. No obstante, otros periodistas otorgaron comentarios más variados o desfavorables sobre esos aspectos mencionados. La artista obtuvo una nominación a mejor interpretación vocal pop femenina en la 28.ª ceremonia anual de los premios Grammy, mientras que Bettis y Lind también fueron premiados por su trabajo como compositores. Desde el punto de vista comercial, el tema alcanzó el primer puesto en Australia, Canadá y los Estados Unidos, donde se convirtió en el segundo número uno de Madonna, y estuvo entre los cinco primeros lugares en Irlanda, Italia, Nueva Zelanda, Paraguay, Perú, el Reino Unido y Singapur.
El videoclip, que recibió amplia difusión en el canal MTV, se compone íntegramente de imágenes de Vision Quest y transcurre en el bar local, durante la escena clave del baile lento entre los protagonistas. Madonna interpretó «Crazy for You» en cuatro de sus giras musicales: Virgin (1985), Re-Invention (2004), Rebel Heart (2016) y The Celebration Tour (2023-2024). En general, la voz de la cantante en cada una de estas presentaciones atrajo comentarios favorables de la prensa. Tras su lanzamiento, numerosos artistas de diferentes nacionalidades grabaron una versión de la canción, y varias de estas adaptaciones diferían en sonidos y géneros musicales. Adicionalmente, apareció en otros medios audiovisuales, como la telenovela brasileña A Gata Comeu, la serie animada Padre de familia y las películas 13 Going on 30 y The Do-Over.
En reseñas retrospectivas, «Crazy for You» fue reconocida por atraer a un público más maduro para Madonna y por exponer la versatilidad que más adelante la caracterizaría en su carrera. Numerosos medios de comunicación la calificaron como una de las canciones más destacadas de la cantante, de la década de 1980 y de todos los tiempos, además de que fue incluida en múltiples listados y conteos sobre las mejores canciones de amor de la historia. Con el paso de los años, se la ha considerado un «clásico instantáneo» y un momento cumbre en su carrera, y se la ha valorado por su éxito en las listas musicales y su influencia en la cultura popular.

## Antecedentes

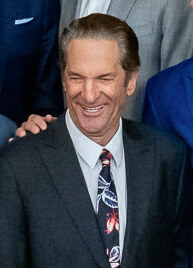
Bajo la producción de Jon Peters y Peter Guber (en la imagen), Madonna tuvo una breve aparición en la película Vision Quest (1985), en la que interpretó a la cantante de un bar local.

Luego del éxito que supuso Flashdance (1983), Jon Peters y Peter Guber produjeron la película D.C. Cab, una comedia dirigida por Joel Schumacher que, sin embargo, no logró repetir el mismo éxito comercial y recaudó únicamente dieciséis millones de dólares en taquilla. El siguiente proyecto de Peters y Guber —el primero con Warner Bros. Pictures— fue Vision Quest, una adaptación de la galardonada novela del mismo nombre del autor Terry Davis, publicada a finales de los años 1970. El filme fue dirigido por Harold Becker, reconocido por su trabajo en The Onion Field (1979) y Taps (1981), y protagonizado por Matthew Modine y Linda Fiorentino. Con un guion gráfico similar a The Karate Kid (1984), Vision Quest es una «clásica saga» de género coming-of-age, con su respectivo «rito masculino de madurez y despertar sexual», que sigue la historia de Louden Swain (Modine), un joven estudiante de secundaria y campeón de lucha libre, que entrena duro para poder competir en una categoría de menor peso y así enfrentarse a su rival. En el camino, busca descubrir su propia identidad y se enamora de una mujer mayor (Fiorentino), una estudiante de arte que alquila una habitación en la casa de su padre. Decidido a alcanzar el éxito deportivo, logra vencer a su oponente, pero pierde a su enamorada en el camino. Los productores mantuvieron la «crudeza» de la trama original del libro, que se ambienta en la ciudad de Spokane, en el estado de Washington. El título de la obra, con «tintes de la nueva era», proviene de la práctica de los nativos americanos de tomarse un tiempo en la naturaleza para encontrarse a uno mismo y alcanzar la madurez. La trama fue caracterizada como una versión masculina de Flashdance y una combinación de Rocky (1976) y Footloose (1984), esta vez ambientada en el mundo de la lucha libre.
En septiembre de 1983, Peters necesitaba a una mujer que interpretara un pequeño papel en la película como la cantante de un club nocturno. Se comunicó con la directora de casting Cis Corman, quien intentaba desarrollar una película sobre la estadounidense Madonna, para solicitarle que se pusiera en contacto con la artista. En ese momento, Madonna contemplaba la oportunidad de dedicarse a la actuación y confiaba en que su creciente popularidad en la industria la ayudaría a iniciar una carrera como actriz. Peters y el productor musical Phil Ramone ya habían notado a la cantante, que acababa de firmar un contrato discográfico con Sire Records, un sello subsidiario de Warner Bros. Tras verla cantar en un concierto en Nueva York, quedaron impresionados por su imagen. Ramone la invitó a una cena en la casa de Barbra Streisand en Los Ángeles, donde proyectaron algunos de sus videoclips, y ambos se mostraron fascinados por su serenidad y su estilo que combinaba medias de red y crucifijos. Madonna incluso recordó que Streisand se preocupaba genuinamente por ella como persona y cantante. Ese mismo mes, el entonces representante de la cantante, Freddy DeMann, le organizó una reunión con Peters. Este último originalmente la había considerado para un papel en la comedia de Bette Midler, Ruthless People, pero Vision Quest le pareció más adecuado. Tras hacerle una prueba en un estudio de Nueva York, el productor decidió incorporarla al elenco de la película y le ofreció un breve cameo. Según Madonna, los productores «no querían a alguien a quien tuvieran que dirigir [o] una actriz que fingiera ser cantante. Querían a alguien que tuviera mucho estilo». Sumada a la intervención de DeMann, el éxito de sus primeas canciones y vídeos en el canal MTV, que ya había influido en la industria cinematográfica, contribuyó a que obtuviera el papel.
El rodaje de sus escenas tuvo lugar a finales de noviembre de 1983 en el bar Bigfoot Tavern de Spokane. Modine recordó que, si bien los productores afirmaban que sería una gran estrella, en ese momento nadie había oído hablar de ella cuando se presentó al set y la gente «no estaba realmente impresionada». La experiencia no fue emocionante para la cantante, pues admitió que hizo «mucho frío» y el lugar era «solitario y aburrido», además de que le decepcionó la brevedad de su papel. Sin embargo, con el tiempo declaró que, aunque no fue «exactamente un papel actoral, sí fue una película genuina y supuso un primer paso invaluable». Para ella, fue una experiencia «extremadamente importante» porque la presentó al mundo no solo como cantante, sino también como intérprete.
Distribuida por Warner Bros. Pictures, Vision Quest se estrenó en los Estados Unidos el 15 de febrero de 1985 con reseñas regulares. Fue descrita como «confusa», «demasiado larga» y «repleta de elementos familiares». Aunque la producción de Peters y Guber y la actuación de Modine recibieron comentarios favorables por parte de los críticos tradicionales, las historias de madurez dirigidas al público adolescente habían monopolizado las pantallas del país, por lo que muchos críticos concluyeron que se trataba de un «cliché dentro de otro cliché». En taquilla recaudó USD 12.9 millones, por lo que se la consideró un fracaso de taquilla y una «decepción» para Peters. Sin embargo, con el tiempo llegaría a convertirse en un clásico de culto. Para Madonna, supuso su primera aparición «legítima» e importante en una película mainstream. Si bien no tuvo mucha repercusión, su participación ayudó a impulsar las ventas de la banda sonora una vez estrenada la película y le permitió hacer sus primeros pasos frente a las cámaras, a la vez que sirvió como herramienta de promoción de su música.

## Desarrollo
La música ocupó un papel importante en Vision Quest, por lo que el estudio buscaba canciones adecuadas para el proyecto. Para la banda sonora, editada por el sello Geffen Records, se optó por recopilar temas de rock ya publicados de diferentes artistas y composiciones nuevas. Peters y Guber asignaron a Joel Sill, vicepresidente musical de Warner Bros. Pictures, la tarea de confeccionar el álbum, mientras que Phil Ramone fue contratado como supervisor musical. Ramone, quien ya había trabajado en Flashdance (1983), seleccionó canciones de ese género como «Hot Blooded» (1978) de Foreigner, «Lunatic Fringe» (1981) de Red Rider y «Change» de John Waite, además de conseguir temas inéditos de otros artistas reconocidos, como «Only the Young» de Journey, que suena durante el «momento triunfal» hacia el final de la película. Tras ver un montaje preliminar del filme, John Kalodner, representante de A&R de Geffen, también colaboró en la elección de la música.

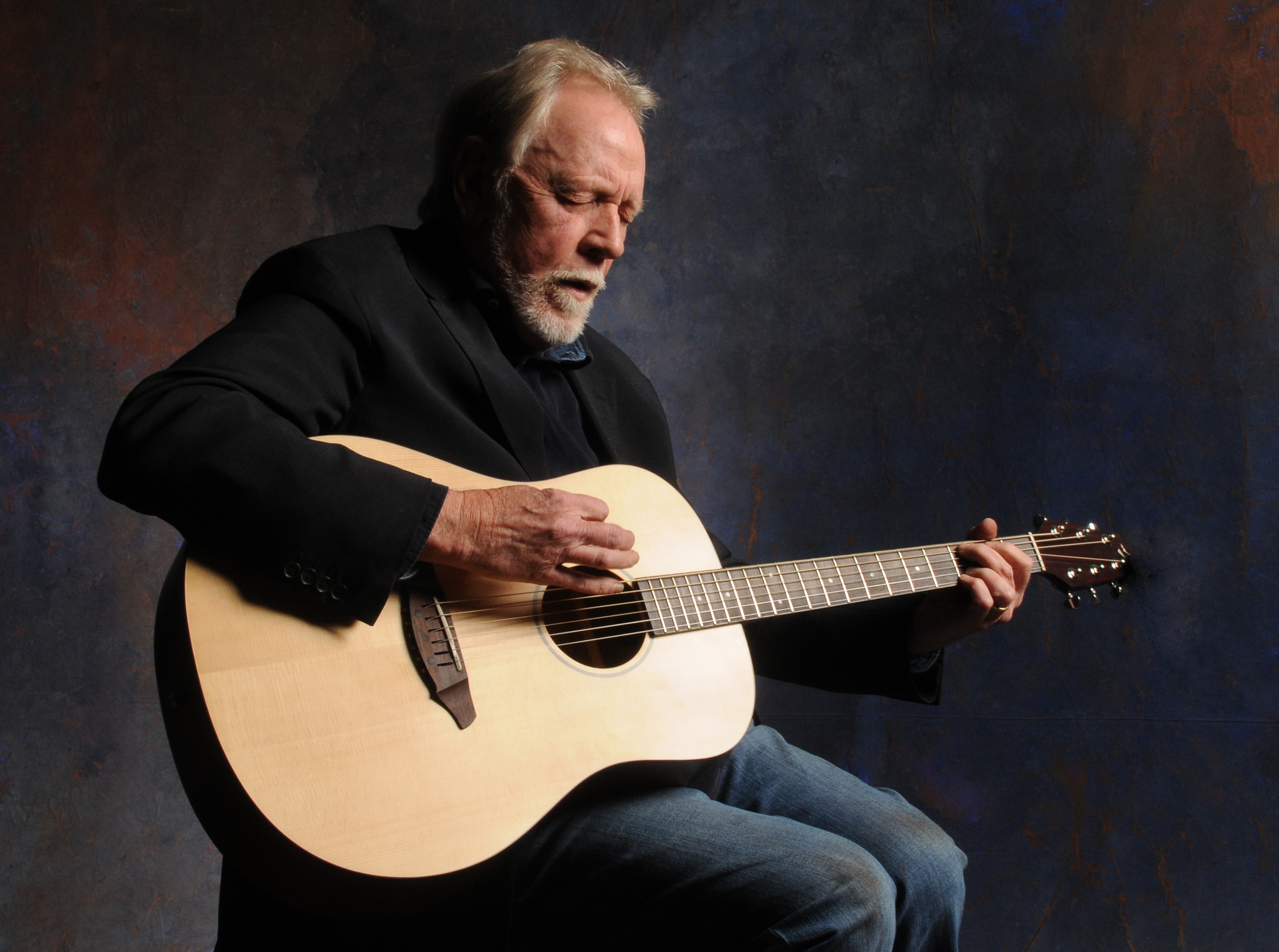
John Bettis, coautor de «Crazy for You», reveló que la letra de la canción le llegó «literalmente casi como dictado».

Se les encargó a los compositores John Bettis y Jon Lind la creación de una canción original para la película, que aún se encontraba en producción, aunque al principio no estaba definido quién la interpretaría. Ambos eran figuras notables dentro de la industria musical, con numerosos créditos. Existen diferentes versiones sobre quién realizó el encargo: algunas lo atribuyen al propio Ramone, otras a los productores Peters y Guber, y una tercera a Michael Sandoval, entonces jefe del departamento de gestión profesional de Warner Chappell Music. Los compositores recibieron una copia del guion de Vision Quest por parte de Sill. Bettis notó que la escena clave se desarrollaba en un bar local, por lo que decidieron crear una canción que acompañara el primer baile entre los personajes de Modine y Fiorentino. Se trataba entonces de una especie de número musical, con una letra —escrita por Bettis— que expresaba sentimientos que el protagonista no se atrevería a decir de manera abierta. Ambos trabajaron juntos en la casa de Lind, quien ya había comenzado a esbozar un ritmo para el inicio del estribillo que sorprendió a su compañero, dado que esperaba algo más R&B de su parte. Mientras improvisaban, Lind cantó la frase crazy for you sobre la melodía, y Bettis sintió que «realmente describía la escena de la película». Sobre la letra, aquel reveló que le llegó «literalmente casi como dictado»; en una entrevista, profundizó el proceso:

Tropecé en un par de lugares y solía tener un puente, pero simplemente fluyó. Sabía lo suficiente sobre la escena como para saber que, si la escribía demasiado dulce, nunca funcionaría. El director nunca se la creería. Tenía que encontrar una forma sensual de darle la vuelta... Decidí: «De acuerdo, voy a usar un viejo truco tipo Noël Coward/Cole Porter». Te llevas el dedo a la boca y observas cómo se mueven los labios, porque la cantante va a sonar sensual por la propia naturaleza del flujo de las palabras.

Los autores compusieron la canción en un solo día y, una vez finalizada, la enviaron a Sill. El estudio cinematográfico quedó encantado, y Sandoval sugirió a Madonna como posible intérprete. Según otra versión, fue Ramone quien, tras reunirse con la artista, decidió que debía ser ella quien grabara el tema, en un «inteligente acto de sinergia corporativa», dado que Warner Bros. era el estudio detrás de Vision Quest y Sire Records era un sello subsidiario de la misma compañía. Peters también puso su mirada en ella, al notar que su incorporación otorgaría al álbum un sonido más contemporáneo. En ese momento, Madonna no era precisamente conocida por cantar baladas y solo había grabado dos álbumes cuando se le propuso interpretar el tema. Su debut homónimo consistió en canciones puramente dance, y su única incursión en el terreno de las baladas había sido una versión de «Love Don't Live Here Anymore» de Rose Royce, grabada para su segundo trabajo Like a Virgin, que se publicaría recién a finales de 1984. La cantante vio en «Crazy for You» una oportunidad de abrirse paso en el mercado de la música contemporánea para adultos, por lo que aceptó interpretarla. Con ello, representó su primera «gran balada».

## Grabación

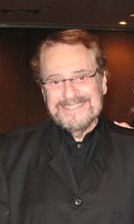
Phil Ramone fue el productor de la primera versión que se grabó de la canción, aunque las sesiones no impresionaron a los compositores.

Bettis se encontraba de vacaciones en el desierto cuando Sill lo contactó para informarle que Ramone, encantado con la canción, quería grabarla para Madonna. Los autores se mostraron escépticos ante la elección, pues la veían más como una cantante de dance pop y dudaban de que pudiera interpretar una balada de estilo middle of the road. Bettis recordó: «"Borderline" estaba sonando en ese momento, y yo dije: "¿Perdón? ¿Esto es para Madonna? ¿En serio? ¿Puede ella cantar una canción como esta? A decir verdad, nos sorprendimos con la elección en ese momento». Por su parte, la grabación representó un desafío para la artista, pues estaba preocupada por cómo recibiría la canción su creciente base de admiradores. Aun así, quería demostrar que podía explorar otros géneros musicales, razón por la que la consideraba una canción importante para ella.
«Crazy for You» fue grabada en dos versiones distintas; de hecho, la que aparece en la película difiere de la que se lanzó como sencillo. La grabación de la primera versión tuvo lugar en Los Ángeles en noviembre de 1983, entre los álbumes Madonna y Like a Virgin. La producción corrió a cargo de Ramone, con la presencia de Bettis y Lind. Madonna participó activamente y le solicitó a Bettis que defendiera «prácticamente todo lo que había escrito en la letra», aunque algunas de sus justificaciones no habían sido bien recibidas de inmediato. El primer intento de grabación con Ramone no fue exitoso y no satisfizo a los compositores. Cuando asistieron a una de las primeras sesiones, sus dudas se vieron reforzadas y concluyeron que Madonna no estuvo a la altura. Recordó: «Para ser sincero, esa sesión en particular no salió muy bien. Jon y yo estábamos deprimidos por cómo había salido la canción. No supimos nada más al respecto y estábamos un poco nerviosos de que fuera descartada». Si bien creyó que estaba bien para la película, ni a Madonna ni a Bettis les sonaba como un éxito, y este último la dio por descartada. En su momento, mencionó: «No [la] culpo. No creo que esa canción sea la elección adecuada para ella». Los ejecutivos tampoco quedaron convencidos con la versión grabada, pero de todas maneras se incluyó finalmente en la película, cuando Madonna la canta en el bar, aunque no en el álbum.
Cuando se decidió publicar una banda sonora con Geffen Records, se optó por grabar una versión nueva, más acorde «con lo que Madonna estaba haciendo», con la intención de publicarse como sencillo. Para entonces, Madonna ya era una «gran estrella discográfica», y se buscaban interpretaciones más sólidas para el álbum que las de la versión original. Por tal motivo, se contactó a John «Jellybean» Benitez, músico, DJ y productor originario del Bronx, además de remezclador muy solicitado. Benitez había conocido a la cantante en una de sus presentaciones en la discoteca Fun House de Nueva York, cuando ella compartía escenario con la banda Run-D.M.C., y pronto iniciaron una relación romántica. Remezcló gran parte de su primer álbum, incluyendo temas como «Lucky Star» y «Borderline», y produjo «Holiday». «Crazy for You» supuso un nuevo territorio para Benitez, al ser la primera vez que trabajaba en una balada. Hasta entonces, estaba acostumbrado a la producción habitual de canciones dance o dance pop, de ahí que su trabajo fuera más «rápido y rítmico». Reveló: «Para mí, mientras estábamos grabando, lo que venía a mi mente era recordar cómo era bailar canciones lentas cuando era adolescente». Además, fue la primera vez que produjo una sesión en vivo, en lugar de utilizar sintetizadores y cajas de ritmos que hicieran todo el trabajo. Recordó sentirse tenso, dada su inexperiencia en canciones de este estilo, y profundizó: «Todo lo hice completamente por instinto. Traté de que la canción pudiera mantenerse por sí sola, pero a la vez integrarla en las escenas en las que se usó en la película».
| En ese momento, Madonna tenía mucho éxito e ímpetu, y supongo que [Bettis y Lind] se dieron cuenta y dijeron: «Bueno, si no estamos de acuerdo con lo que hizo Jellybean, van a retirar la canción». Porque Madonna habría dicho: «Olvídenlo. No voy a hacer una canción para la banda sonora. Usen la versión de la película que mezcló Jellybean». Y no querían hacer eso porque no sentían que tendrían un sencillo exitoso de esa manera. —John «Jellybean» Benitez sobre la segunda versión que se grabó de «Crazy for You». |

El productor incorporó a las sesiones al arreglista y compositor Rob Mounsey para que creara un arreglo nuevo. Mounsey compuso una «especie de arreglo orquestal» y luego tocó cada parte individualmente en varios teclados, en particular un Roland Jupiter-8 y un Yamaha DX7. Además de los teclados, se desempeñó como pianista y director de orquesta, y añadió los coros de fondo. La propia Madonna sugirió incluir un oboe, que tuvo un rol destacado en la versión final. Para ello, contactaron a George Marge, quien le dio el tono melodramático «perfecto». Otro colaborador que participó en las sesiones fue Stephen Bray en la batería. La nueva versión se grabó en los Sigma Sound Studios de Nueva York bajo una fecha límite ajustada, dado que las autoridades del estudio cinematográfico «estaban listas para lanzar la versión original». El estadounidense Thom Wilson fue el ingeniero de sonido, mientras que Greg Fulginiti realizó la masterización.
Durante el proceso surgieron diferencias creativas. En este sentido, Madonna no estaba conforme con el puente original y compuso uno nuevo, que no gustó en absoluto a los compositores. Benitez recordó que le había dicho: «"Bueno, no la voy a cantar con el [puente] original... Si no quieren usar el mío, yo no quiero usar el que ellos compusieron". Como remezclador, le dije: "Lo quitaré". Ella me miró y dijo: "Tienes razón: podemos hacer eso"». Bettis, que acababa de regresar de Inglaterra tras trabajar en la película Legend con el productor musical Jerry Goldsmith, recibió una llamada de Lind informándole que se había hecho una nueva versión y que estaba lista para su lanzamiento como sencillo. Lind se había enterado de la noticia a través de un amigo, mientras cenaba una noche en un restaurante. Confundido, Bettis acudió a la casa del compositor, quien le mostró un vinilo de «Crazy for You» y le dijo: «Tenemos el próximo sencillo de Madonna». Aunque al principio ambos «se enloquecieron un poco» al darse cuenta de que habían eliminado el puente original, finalmente dieron su aprobación a la nueva versión. Satisfecho en especial con el arreglo de Mounsey, Bettis declaró: «Le debemos un gran agradecimiento [a Mounsey]. Realmente la convirtió en un verdadero éxito». Por su parte, Lind expresó que era «uno de esos grandes momentos en los que un compositor se da cuenta de que "existe un Dios"». «Crazy for You» fue una de las tres canciones originales incluidas tanto en la película como en la banda sonora de Vision Quest, junto con «Only the Young» de Journey y «Gambler», compuesta e interpretada también por Madonna, descrita como una de las piezas de dance pop «más queridas de su repertorio».

## Uso enVision Quest
«Crazy for You» se convirtió en la canción revelación y en el punto culminante de Vision Quest. Se presenta de forma recurrente como el «tema de amor» y suena de fondo en varias escenas clave, en especial durante un «clásico» montaje romántico compuesto por tomas en las que los protagonistas comparten momentos íntimos, como paseos por lugares pintorescos de la ciudad o su primer encuentro sexual. Asimismo, adquiere un nuevo significado al acompañar otro montaje en el que Louden, en un intento por distraerse de sus frustraciones sexuales, se dedica intensamente al ejercicio hasta que su cuerpo alcanza una «deseable perfección hercúlea».
Además de aparecer como fondo musical, la canción es interpretada por Madonna —quien personifica a una «atractiva» cantante— durante un breve segmento ambientado en un bar local. En la primera escena, cuando el personaje de Modine ingresa al lugar, la artista canta «Gambler». Pocos segundos después, mientras los protagonistas se unen en un baile lento, interpreta «Crazy for You». En ambas ocasiones, su aparición en el escenario se limitó a planos de muy corta duración, aspecto que fue cuestionado por un crítico, quien consideró que los cortes visuales «arruinaron la presentación de Madonna».

## Composición

### Música
«Crazy for You» representó un cambio musical y estilístico para Madonna en comparación con sus anteriores sencillos, que seguían un estilo más orientado al dance pop. En este sentido, era más sofisticada y recatada que su trabajo previo, y para la cantante fue importante demostrar que podía hacer algo más que material bailable. Se trata de una balada de género pop, con una composición melódica de tono romántico y discreto. También ha sido caracterizada como una power ballad, cuyo ritmo evoca un ambiente «nebuloso», similar al de un club lounge. Tom Breihan, de Stereogum, señaló que no suena como la balada de una película de principios de los años ochenta, sino que los sonidos empleados pertenecen más bien al dance pop, aunque interpretados en un contexto de balada. Según Eric Henderson, de Slant Magazine, su tono solemne rememora «al instante los despreocupados veranos californianos retratados en películas de adolescentes efímeras». De acuerdo con la partitura publicada en Musicnotes por Alfred Publishing Co. Inc., se establece en un compás de 4/4, con un tempo moderado de 90 a 96 pulsaciones por minuto. Está compuesta en la tonalidad de mi mayor, y el registro vocal de Madonna se extiende desde las notas sol sostenido3 hasta do sostenido5. Sigue una progresión armónica de mi2—la2—sisus en la introducción; a continuación, antes de que comience la la primera estrofa, cambia durante unos segundos a sol—la—la—si, y luego retoma la progresión original cuando la cantante entona los versos iniciales Swaying room as the music starts / Strangers making the most of the dark («La habitación se mece mientras comienza la música / Extraños aprovechan al máximo la oscuridad»).
La canción se desarrolla de forma pausada, lo que hace que suene «algo individual» en comparación con otras baladas de Madonna, según el crítico Tim Long. A lo largo del tema —particularmente en la introducción— se destaca la presencia del oboe, un instrumento de viento-madera, y un acorde de guitarra eléctrica que se desliza de una posición a otra, ambos motivos que se repiten varias veces a lo largo de la pieza. La cualidad etérea de la mayor parte de la primera estrofa se debe a que la caja solo suena en el último tiempo del compás. El ritmo más intenso no comienza sino hasta justo antes del estribillo, que posee un carácter audaz acorde con una canción de película. Se aprecian también unas «campanas a capela», es decir, voces que evocan campanadas delicadas similares a las de un altar de iglesia, perceptibles en algunos pasajes como bom bom bom. La producción de Benitez se acompaña de un bajo sintetizado, un arpa, varios sintetizadores y una línea de guitarra de una sola nota, que en conjunto aportan una calidad cinematográfica suave. En la película, los sonidos «suaves y etéreos» de los sintetizadores acompañan al personaje de Louden desde el espacio diegético del bar hasta la privacidad de su habitación, lo cual enfatiza «cuán profundo y persistente es su deseo» por Carla. Los elementos visuales y musicales trabajan en armonía para crear un encuentro sexual idealizado para el protagonista.
El registro de Madonna ha sido descrito como «apasionado», «sincero» y «exultante», con una textura ronca, llena de pequeños suspiros y quiebres que añaden una «intimidad estremecedora». Cuando alarga la frase del título, por momentos suena como una cantante de música country. La melodía tiene algunos giros que le permiten forzar un poco su voz en las notas más altas. En un pasaje, titubea al entonar el verso «estás tan cerca, pero a la vez tan lejos», y el segundo estribillo presenta un cambio melódico vocal. Hay menos repetición en la secuencia de acordes que en otros de sus primeros sencillos; en particular, el estribillo no gira en torno a una secuencia fija, sino que se desarrolla lentamente hasta alcanzar su clímax. A diferencia de otras baladas, no concluye con una nota alta, sino que Madonna deja de cantar y finaliza la canción hablando —con tono inexpresivo— la frase I'm crazy for you.

### Letra
«Crazy for You» es una canción de amor directa, cuya letra trata sobre la atracción y captura la experiencia de conectar con un desconocido en un bar. En este sentido, describe todo el intercambio: observar a alguien atractivo al otro lado de la sala, cruzar miradas, iniciar un baile lento y, finalmente, consumar la atracción con un beso. Eric Diaz, de The A.V. Club, mencionó que captaba el «lujurioso anhelo adolescente mejor que prácticamente cualquier tema de su época». La narradora ve a alguien desde el otro lado de una habitación llena de humo, mientras observa a otras personas emparejarse, y desea que esa persona se acerque a hablar con ella, pero no lo hace. Esto se ve reflejado en los versos I see you through the smokey air / can't you feel the weight of my stare? («Te veo a través del aire ahumado, ¿no sientes el peso de mi mirada?»), que indican al oyente que «estamos ante algo especial». Entonces, ella se adelanta y ambos encuentran una «conexión sin palabras».
En la película, la voz de Madonna expresa el anhelo interno de Louden por intimar con alguien tan cercano y que, sin embargo, parece inalcanzable, debido a la mayor edad de Carla y su porte experimentado. La tensión se hace palpable especialmente en el estribillo, que describe la sensación eléctrica de tocar a alguien por quien se siente una fuerte atracción. En esta parte se incluyen líneas «honestas y puras», y Madonna transmite en su interpretación un deseo sexual cuando canta sensualmente I'm crazy for you / Touch me once and you'll know it's true / I never wanted anyone like this / It's all brand new, you'll feel it in my kiss / I'm crazy for you («Estoy loca por ti / Tócame una vez y sabrás que es verdad / Nunca quise a nadie así, es todo nuevo; lo sentirás en mi beso, estoy loca por ti»). Vocalmente, capta la pasión y el anhelo inherentes a ese encuentro tan intenso. Becker, director de la película, continúa utilizando la balada como un himno subjetivo del deseo de Louden a lo largo del filme. Tal como Madonna susurra en la letra, Louden nunca antes había deseado a alguien de esa manera.
Más adelante, la narradora afirma que el tiempo se ha detenido y recita: Two by two bodies become one / Touch me once and you'll know it's true («De dos en dos los cuerpos se hacen uno / Tócame una vez y sabrás que es verdad»). Su voz melosa, los instrumentos y las líneas sugerentes sobre cuerpos entrelazados y aire ahumado realzan la carga erótica de la escena. Hacia el final, cuando pronuncia de forma ronca y hablada crazy for you justo antes de la coda, Madonna transforma el tema central de un melodrama adolescente en una canción de amor adulta.

#### Análisis

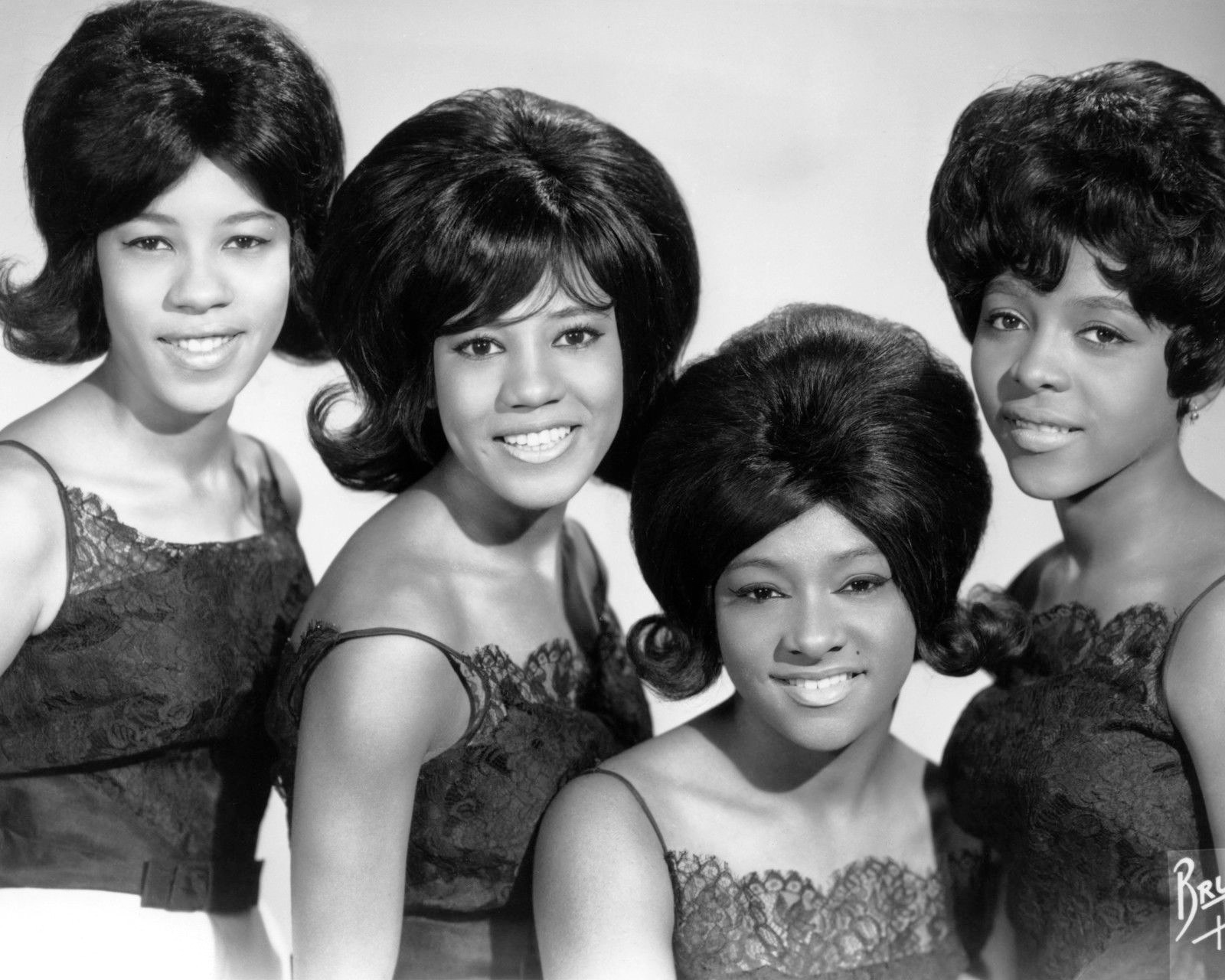
El crítico musical Dave Marsh la describió como una versión actualizada de «Then He Kissed Me» (1963) de la banda The Crystals, pero con la diferencia de que Madonna expresa un estado de deseo francamente sexual en «Crazy for You».

La letra fue objeto de análisis y comentarios por parte de académicos y periodistas musicales. Uno de los principales temas discutidos ha sido la referencia a la sexualidad y el deseo femenino. De acuerdo con Joyce Millman, de The Boston Phoenix, en piezas como «Crazy for You» la artista proyecta una «sexualidad agresiva» que implica que es aceptable que las mujeres no solo inicien las relaciones, sino que también las disfruten. Para Bruce Ward, del Ottawa Citizen, si bien actualizaba el sonido de los grupos femeninos de comienzos de la década de 1960, no se trataba de un melodrama adolescente sobre el amor romántico, sino de una expresión de deseo sexual adulto, en particular del deseo sexual femenino, reflejado en el verso I'm crazy for you / Touch me once and you'll know it's true («Estoy loca por ti / Tócame una vez y sabrás que es verdad»). Según el autor, era un tema que ninguna cantante pop blanca había abordado antes de que Madonna apareciera en escena. Sobre el mismo asunto, Dave Marsh la describió como una versión actualizada de «Then He Kissed Me» (1963) de la banda The Crystals, pero con una diferencia mucho mayor, ya que Madonna expresa un estado de deseo francamente sexual, reflejado en líneas poco ambiguas como I'm crazy for you / Touch me once and you'll know it's true, que habría sido «inconcebible para cualquier cantante pop femenina de los años sesenta». La académica Lisa Peñaloza sostuvo que la expresión del deseo sexual era una característica central del trabajo de la artista, y también citó el verso Touch me once and you'll know it's true / I never wanted anyone like this como ejemplo de ello. En opinión de John Evan Seery, autor de Political Theory for Mortals: Shades of Justice, Images of Death (1996), «Crazy for You» formaba parte de un conjunto de canciones de Madonna que abordaban temáticas como la sexualidad femenina asertiva, el orgasmo femenino y la afirmación del cuerpo. Crystal Kile comentó que la letra representaba una fantasía masculina directa sobre la «fácil entrega romántica y sexual» por parte de una mujer, lo que hacía que encajara ideológicamente con el argumento de Vision Quest, orientado al público masculino y centrado en la acción. La autora explicó que, en esta canción, Madonna «no juega ni subvierte dulcemente la tradición de las cantantes femeninas o de los grupos vocales femeninos», como sí lo haría en trabajos posteriores como «Cherish» (1989).

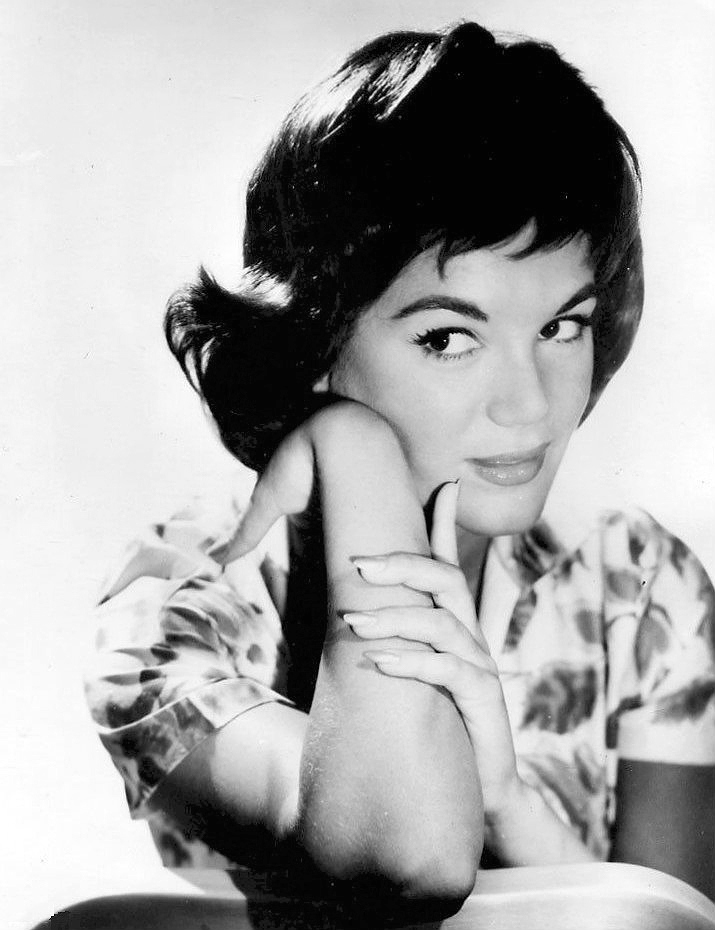
El crítico Joel D. Schwartz, de The Canberra Times, opinó que números como «Crazy for You» sonaban como adaptaciones de canciones de Connie Francis.

Otros se enfocaron en el tono romántico de la canción. Bill Friskics-Warren, autor de I'll Take You There: Pop Music and the Urge for Transcendence (2005), observó que, cuando le canta a su enamorado, Madonna no se refiere a sensaciones meramente efímeras, sino que alude a una transformación más duradera y una forma de renovación espiritual, impulsada por la melodía ascendente del tema y los ritmos «palpitantes» de la batería. Richard Middleton, uno de los redactores de The Cambridge Companion to Singing (2000), declaró que la pista demostraba, a través de su timbre más cálido y su lirismo en estilo balada, que Madonna podía construirse a sí misma en el rol más tradicional de protagonista de una canción romántica. Joel D. Schwartz, de The Canberra Times, opinó que números como «Crazy for You» sonaban como adaptaciones de canciones de Connie Francis, en particular por el verso It's so brand new; I'm crazy for you. Para Ed Masley, de The Arizona Republic, aportaba de alguna manera «nueva vida» a una premisa «tan trillada como el de ver a alguien atractivo al otro lado de la pista de baile abarrotada y acercarse con intención romántica». En cambio, según Tom Breihan, de Stereogum, no era exactamente una canción de amor, dado que la narradora nunca utiliza la palabra love, sino que canta que está loca por esa persona, aunque suena «perfectamente equilibrada». Breihan notó que «también parece nerviosa y vulnerable, como si aún no comprendiera su propio poder o no fuera consciente de que está cediéndoselo a alguien más».
Otras opiniones abordaron diferentes enfoques. Mike Read, autor de Labatt's 500 (1992), notó cómo la letra reflejaba los sentimientos personales de Madonna en ese momento, ya que pocos meses después del lanzamiento del sencillo contrajo matrimonio con el actor Sean Penn. Un reportero de Notimex observó que hablaba de una «chica desesperada por buscar una identidad propia, de repente con gran seriedad». Desde el punto de vista de Frank Hoffmann, B. Lee Cooper y Wayne S. Haney, en Rock Music in American Popular Culture (2013), «Crazy for You» forma parte de un grupo de canciones que recurre de forma prominente a terminología psiquiátrica —en este caso, la palabra crazy— utilizada por analistas aficionados y personas enamoradas para aludir a trastornos de personalidad seudoclínicos. Otro autor, Joel Grus, analizó el diverso historial de referencias culturales y religiosas en la trayectoria de Madonna y, en un tono irónico, relacionó el estilo de «Crazy for You» con una «adoración a Clapton». Un análisis más detallado provino de Alfred Soto, de Stylus Magazine, quien sugirió que el tema principal era la soledad:

Ella baila con el chico que ama, pero él no puede igualar su amor, y ambos lo saben. Lo sabemos cuando, a medida que la canción empieza a desvanecerse, Madonna murmura el título [crazy for you] sin emoción, sonando mucho mayor que hace diez segundos. Es uno de los momentos más subversivos de cualquier canción de Madonna, de hecho la mejor prueba de su inquebrantable fe en un dios católico, y nadie se ha dado cuenta. Comprende lo absurdo que es amar a alguien que guarda silencio.

## Publicación

### Trasfondo y conflictos

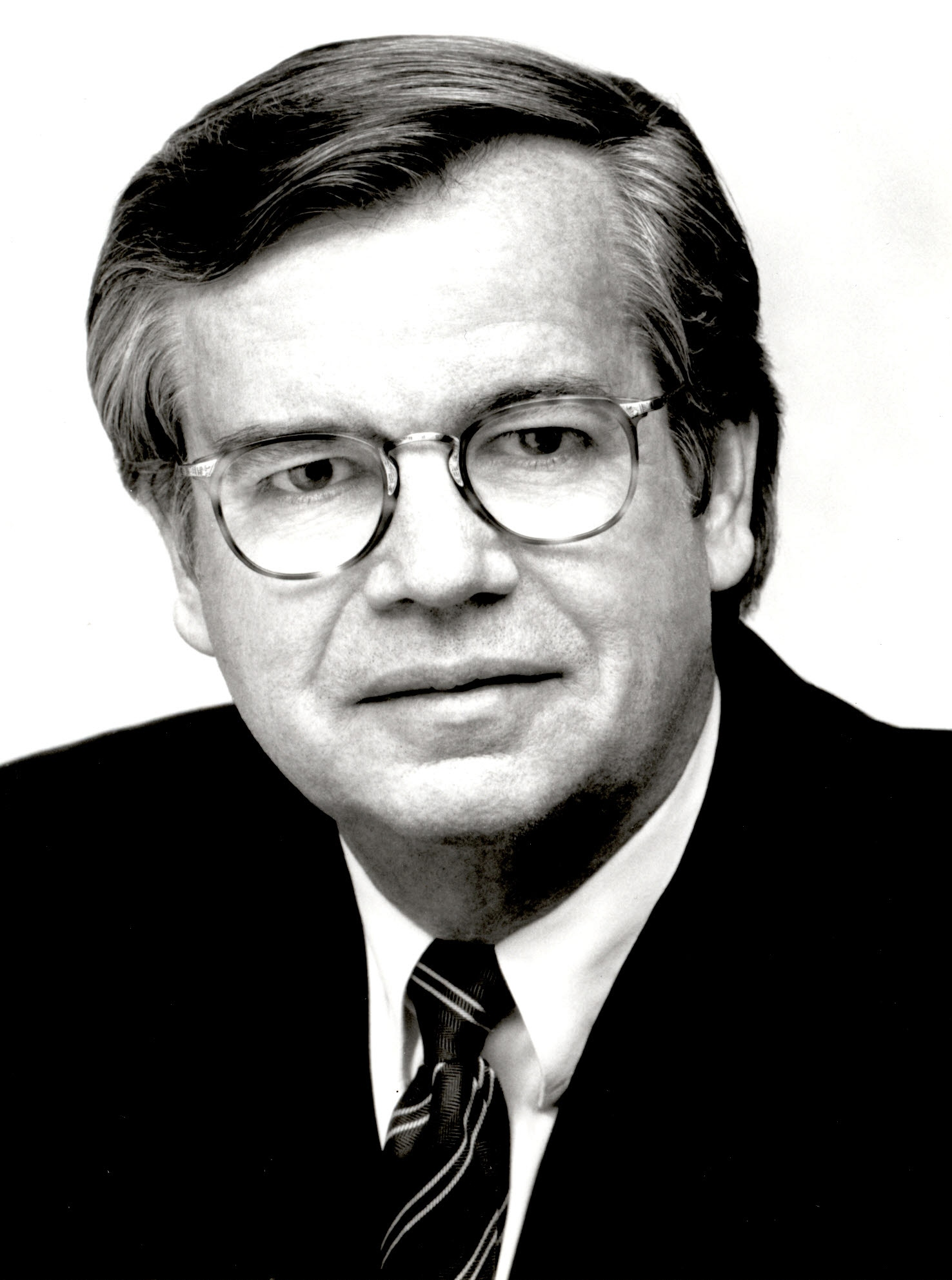
Cuando Robert A. Daly (imagen) informó a Peters y Guber que se debían retirar las canciones de Madonna de Vision Quest, Peters presionó al estudio y, tras las discusiones internas, se acordó que «Crazy for You» fuera publicado como sencillo.

Vision Quest tenía previsto estrenarse en marzo de 1984; sin embargo, el proceso de posproducción se retrasó más de un año y el segundo álbum de estudio de Madonna, Like a Virgin, fue publicado varios meses antes de que la película llegara a los cines. Durante ese retraso, la popularidad de la cantante aumentó con los lanzamientos de «Holiday», «Borderline» y «Lucky Star», y apareció en las portadas de Time, Rolling Stone y Billboard. Para cuando finalmente se estrenó en febrero de 1985, la «Madonnamanía» estaba en pleno apogeo, y las fanáticas adolescentes habían empezado a imitar sus atuendos y estilo. Al mismo tiempo, Like a Virgin encabezaba la lista de álbumes, mientras que la canción homónima salía del primer puesto de la Billboard Hot 100 y «Material Girl» seguía ascendiendo.
Dada la notoriedad de Madonna y de aquellas canciones, el jefe de Warner Bros. Records, Mo Ostin, no quería que «Crazy for You» se lanzara como sencillo, ya que le preocupaba que pudiera desviar la atención del álbum. Esto se debía a que la banda sonora de Vision Quest fue editada por Geffen Records, y Warner no podía impedir que Geffen hiciera todo lo posible por capitalizar la repentina popularidad de Madonna. Los Angeles Times informó que hubo «enormes discusiones» entre los altos ejecutivos de las divisiones discográfica y cinematográfica de Warner sobre el momento en que se lanzarían los sencillos de Madonna, en particular en el caso de «Crazy for You». Eddie Rosenblatt, presidente de Geffen, declaró en ese entonces: «En retrospectiva, la preocupación puede haber sido injustificada». Ostin, que no le veía futuro a la película, planeaba un gran lanzamiento para Like a Virgin y no quería que empañara el debut de quien creía que sería una «superestrella». Sumado a ello, varios de sus videoclips recibían gran difusión en MTV y temían que pudiera saturarse la imagen de la cantante.
Por todo ello, Ostin acudió a Robert A. Daly —entonces presidente de Warner— y le solicitó que retirara las canciones que la cantante había grabado para la banda sonora. Según una versión difundida y publicada en el libro Hit and Run (1996), cuando Daly convocó a Guber y Peters a su oficina para informarles la decisión, este último se enfureció con el estudio y provocó un incidente cuando arrancó la puerta de la oficina de Daly y se subió a su escritorio en señal de protesta, mientras Guber observaba «horrorizado». En lugar de expulsarlo del estudio, Daly sucumbió ante la amenaza de una «violencia irracional» por parte del productor. Warner cedió y los temas de la artista permanecieron en el disco de la película. Finalmente, tras las discusiones internas, se acordó que «Crazy for You» sería editado como sencillo en los Estados Unidos, pero «Gambler» no. Previo a su lanzamiento, ambos temas aparecieron en un anuncio de página completa en la edición del 9 de febrero de 1985 de Billboard para promocionar la banda sonora.

### Lanzamiento original
«Crazy for You» representó el octavo sencillo de Madonna, el primero de su carrera lanzado como balada, y el primero publicado para la banda sonora de una película. El 2 de marzo de 1985, Geffen lo publicó oficialmente en los Estados Unidos como el tercer sencillo de la banda sonora de Vision Quest, después de «Only the Young» de Journey y «Change» de John Waite. Se editó en un vinilo de siete pulgadas que incluyó como lado B la canción «No More Words», de la banda Berlin. En ese mismo país también se lanzó otro vinilo como parte de la edición Back to Back Hits de Sire Records; en esta ocasión, «Gambler», de Madonna, reemplazó a «No More Words» como lado B.
En el Reino Unido, su fecha de lanzamiento fue el 3 de junio de ese año, con «I'll Fall in Love Again» —del cantante estadounidense Sammy Hagar— como lado B del vinilo de siete pulgadas, que venía acompañado de una funda ilustrada (picture sleeve). Dicha canción también figuró en la cara B del vinilo publicado en otros países de Europa, así como en Australia, Nueva Zelanda, Sudáfrica y Japón. En este último país, salió a la venta el 5 de junio bajo la distribución de CBS Records y Sony. En territorios latinoamericanos como Brasil, Costa Rica, México y Perú, donde fue lanzado por CBS, el segundo lado lo ocupó «Only the Young» de Journey. Un vinilo de doce pulgadas, disponible exclusivamente en Europa, integró «I'll Fall in Love Again» y «Only the Young».

### Relanzamiento y apariciones en otros álbumes

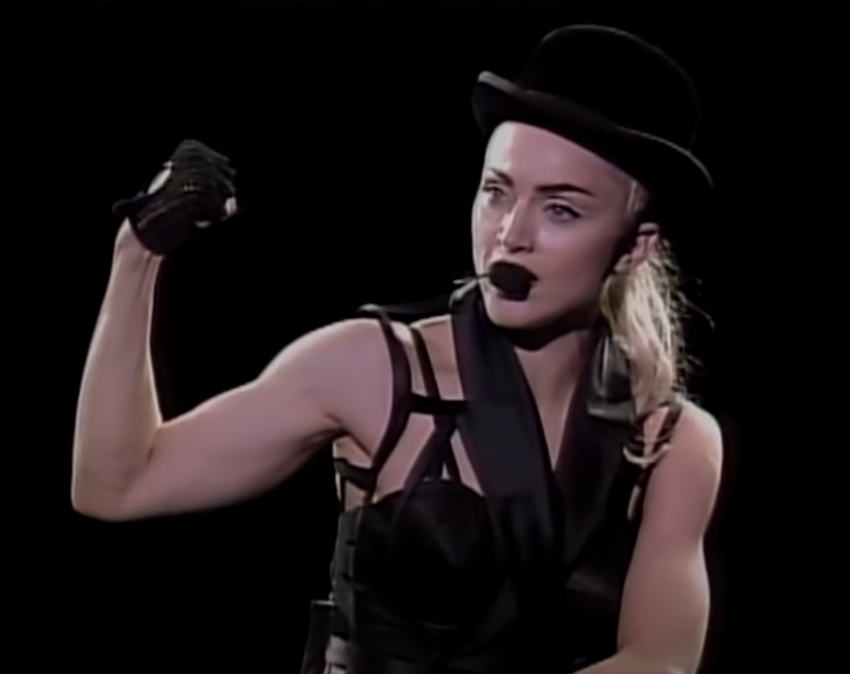
Para el relanzamiento de «Crazy for You» en el Reino Unido en febrero de 1991, se añadió como lado B del vinilo de siete pulgadas y del casete una remezcla de «Keep It Together», de su álbum Like a Prayer (1989). En la imagen, Madonna interpretando dicha canción en el Blond Ambition World Tour (1990).

En mayo de 1987, Warner-Pioneer publicó exclusivamente en Japón el EP La Isla Bonita (Super Mix), en el que figuró «Crazy for You» junto con «Gambler» y versiones extendidas e instrumentales de «Open Your Heart» y «La isla bonita». La maqueta original de «Crazy for You», grabada por Lind y tal como Madonna la escuchó por primera vez antes de interpretarla, formó parte de Number One With a Bullet, una colección de diez canciones demo de éxitos de esa época, publicada en junio de 1988 por Cypress Records.
Una nueva versión «sombríamente oscilante» de «Crazy for You», producida por el DJ estadounidense Shep Pettibone y el ingeniero Michael Hutchinson, figuró en The Immaculate Collection, un recopilatorio con diecisiete de los mayores éxitos de Madonna, publicado en noviembre de 1990. Fue la primera vez que el tema se incluyó en un álbum de la cantante. El recopilatorio reavivó el interés por su catálogo anterior, pese a que entonces llevaba menos de una década de carrera. Por ello, Sire y Warner Bros. decidieron reeditar la canción como sencillo el 18 de febrero de 1991 en el Reino Unido y Europa continental, donde las ventas físicas de vinilos, casetes y discos compactos en particular impulsaban las listas de éxitos. La reedición presentaba una versión ligeramente remezclada, ya que el recopilatorio había sido remasterizado con una tecnología vanguardista de la época llamada QSound. Para el vinilo de siete pulgadas y el casete se utilizó como lado B una remezcla de «Keep It Together», del álbum Like a Prayer (1989), que nunca había tenido un lanzamiento físico en Europa. Las ediciones en CD y vinilo de doce pulgadas incluyeron, además de las dos pistas mencionadas, la versión de «Into the Groove» presente en el disco de remezclas You Can Dance (1985). También estuvo disponible una edición limitada en formato de disco ilustrado.
En noviembre de 1995, «Crazy for You» formó parte de Something to Remember, una recopilación con algunas de las baladas más conocidas e importantes de Madonna, y a finales del año siguiente figuró en CD Single Collection, una caja recopilatoria de edición limitada publicada por Warner Music Japan, que reunía todos los sencillos de la cantante en formato CD, desde «Burning Up» (1983) hasta «One More Chance» (1996). El dúo de compositores y DJ neoyorquinos Steven Nikolas y Brendon Sibley produjo una remezcla de «Crazy for You» que originalmente iba a formar parte del recopilatorio Global Grooves (1997), de Geffen Records. Sibley recordó que, si bien su versión no tuvo mucho éxito en las discotecas, significó «un gran comienzo» para ellos. El DJ Junior Vasquez creó otra remezcla no oficial más orientada a la pista de baile; titulada «Arena Anthem», su versión se filtró años después en Internet. Por último, fue incluida en Celebration, el tercer grandes éxitos de Madonna, editado en septiembre de 2009 por Warner Bros.

## Recepción comercial

### América

#### Estados Unidos

##### Billboard
En los Estados Unidos, «Crazy for You» fue la canción que más veces se incorporó a las listas de reproducción del país, tras recibir airplay en 91 de las 191 estaciones de radio. Gracias al gran interés radial, ingresó en el puesto 55 del Billboard Hot 100 el 2 de marzo de 1985, siendo la cuarta ocasión consecutiva en que Madonna lograba el debut más alto de la semana, racha que había iniciado con «Lucky Star» y continuado con «Like a Virgin» y «Material Girl». En la edición siguiente, ascendió trece lugares hasta el número 42, a la vez que «Material Girl» —su anterior lanzamiento— subía hasta la quinta posición y «Like a Virgin» descendía a la 61.ª, con lo cual Madonna se convirtió en una de las pocas artistas femeninas en los últimos años en haber colocado tres sencillos en el conteo de manera simultánea. Mostró un crecimiento en transmisiones con quince incorporaciones nuevas, y luego de su lanzamiento en formato físico, logró un desempeño favorable a nivel nacional en tiendas como Richman Bros (Filadelfia), Sound-Video Unlimited (Chicago), Handleman (Dallas) y Tower Records (Sacramento), entre otros. El 16 de marzo, Billboard informó que treinta y dos tiendas minoristas reportaron un aumento de sus ventas, y en esa misma edición ingresó a la vigesimocuarta posición en la lista de ventas físicas. La acogida continuó «a buen ritmo», con más reportes de ventas en tiendas como The Wherehouse de Los Ángeles, Harmony House de Detroit, Homer's de Omaha, Spec's de Florida y Kemp Mill de Washington D. C., y el 30 de ese mes ascendió a la novena posición del Hot 100, de manera que Madonna anotó su quinto sencillo top diez en menos de un año. Esa misma semana, «Material Girl» también se encontraba entre los diez primeros, con lo que se convirtió en la primera solista en tener dos temas entre los diez principales al mismo tiempo desde 1980, cuando Diana Ross logró la misma hazaña con «Upside Down» y «I'm Coming Out», y Barbra Streisand con «Woman in Love» y «Guilty». «Crazy for You» continuó ascendiendo, y el 6 de abril se elevó hasta el cuarto puesto, mientras «Material Girl» descendía al tercero. Madonna fue la primera artista en colocar a la par dos sencillos entre los cinco primeros desde Michael Jackson dos años antes, así como la sexta en general en lograr esa «doble victoria» en los últimos diez años. Además, el periodista Paul Grein informó que se había unido a Donna Summer como las únicas artistas de la última década en alcanzar este hito con canciones de diferentes álbumes: «Material Girl» de Like a Virgin y «Crazy for You» de la banda sonora de Vision Quest. Medios como el Orlando Sentinel consideraron que esta hazaña era destacable para cualquier artista —sea mujer u hombre, solista o grupo— debido a que en los últimos años las compañías discográficas procuraron «no diluir la difusión radial de sus artistas lanzando demasiados productos al mismo tiempo». Para el periódico, aquella había sido una semana de logros «poco comunes para Madonna».

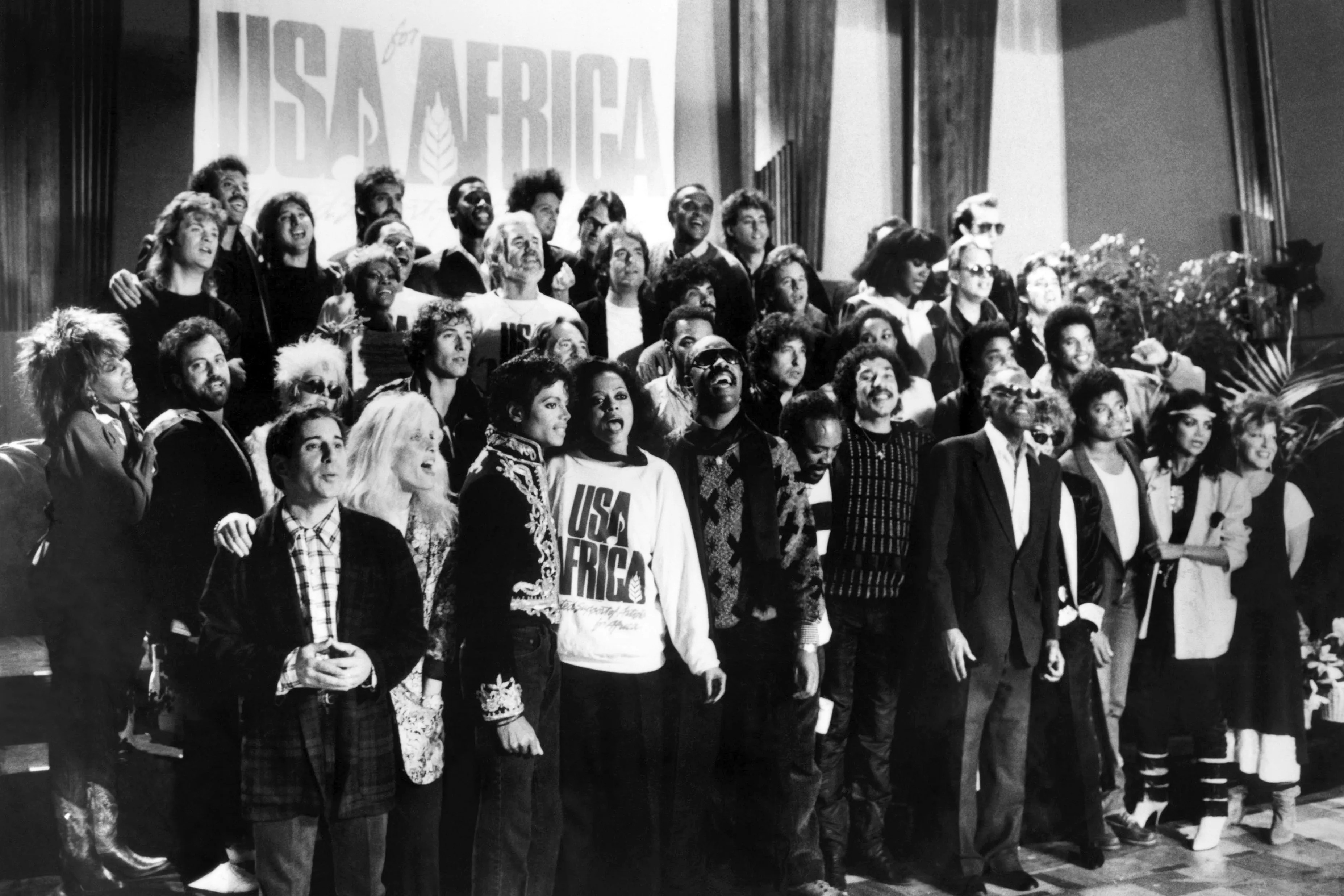
Tras mantenerse tres semanas consecutivas en el segundo puesto de la lista Billboard Hot 100, «Crazy for You» desplazó del primer lugar a «We Are the World» de USA for Africa (imagen) y se convirtió en el segundo número uno de Madonna en el conteo.

A medida que la canción seguía ganando impulso en el Hot 100, al punto de que el 20 de abril subió a la segunda posición, la prensa pronosticó que podría llegar a lo más alto y desbancar a «We Are the World» de USA for Africa. Sin embargo, empezó a competir con la canción dance «Rhythm of the Night» de DeBarge, que se encontraba en el tercer puesto. Si bien Madonna tenía una leve ventaja de puntos, se sumó el hecho de que «Crazy for You» había estado tres semanas consecutivas en el segundo lugar, en todas ellas bloqueada por «We Are the World», que lideraba la lista por una cuarta semana, y ya había alcanzado un punto de saturación en la radio desde hacía más de un mes, lo que llevó a especular que «Rhythm of the Night» reemplazaría a este último y el sencillo de Madonna perdería la oportunidad de llegar a la cima. Finalmente, tras cinco semanas entre los cinco primeros y un «pequeño empujón» por su aparición en Vision Quest, el 11 de mayo «Crazy for You» desplazó a «We Are the World» y subió a lo más alto del Hot 100. Con ello, se convirtió en el segundo número uno de Madonna, tras «Like a Virgin», en el segundo de Geffen Records, después de «(Just Like) Starting Over» (1980) de John Lennon, y en el segundo de Bettis, luego de «Top of the World» (1973) de The Carpenters, así como en el 567.° en la historia del conteo. Además, representó no solo el primer número uno de Benitez y Lind como productor y compositor, respectivamente, sino también el primer top cinco de ambos, mientras que para Bettis fue su quinto éxito entre los cinco primeros como letrista. Según Billboard, también fue la primera producción número uno de un DJ en la historia de la lista, y la primera vez que un sencillo proveniente de una película alcanzaba la primera posición desde «I Just Called to Say I Love You» de Stevie Wonder, incluido en la banda sonora de The Woman in Red (1984). Jan DeKnock, del Chicago Tribune, observó que una combinación de factores contribuyó a que la canción pudiera ascender a lo más alto; en primer lugar, perdió menos difusión en las radios que otras canciones como «We Are the World» y «Rhythm of the Night», que descendió al cuarto puesto. Al mismo tiempo, la mayoría de las demás canciones en el top diez también perdieron impulso o aún estaban a dos o tres semanas de alcanzar su punto más alto de popularidad, lo que dejó a Madonna en el primer puesto «casi por defecto». Además, Lucky Lara, del Manila Standard, señaló que el «rápido desgaste» de «We Are the World» ayudó a que encabezara el ránquin.
Aunque DeKnock predijo que podría mantenerse en la cima, descendió al segundo puesto en la edición siguiente, siendo reemplazada por «Don't You (Forget About Me)» de la banda escocesa Simple Minds. Estuvo presente un total de veintiún semanas, nueve de ellas entre los diez principales, y finalizó noveno entre los sencillos más populares del Hot 100 de 1985, año en que Madonna fue nombrada la artista más exitosa en las listas de Billboard. En la misma semana del 11 de mayo, «Crazy for You» fue la canción más escuchada en las radios estadounidenses tras ascender a lo más alto del Hot 100 Airplay. También alcanzó la segunda posición tanto en la lista de ventas físicas —detrás de «We Are the World»— como en la de Adult Contemporary. En esta última, «Rhythm of the Night» de DeBarge le impidió ocupar el lugar más alto; aun así, marcó el primer top diez de la cantante y en su momento fue su sencillo más exitoso. Por último, ocupó la octogésima casilla en Hot Black Singles. Con base en la cantidad de semanas en el número uno y entre los diez primeros, se ubicó en el vigesimocuarto puesto de los veintiocho sencillos de bandas sonoras más exitosos del Hot 100 durante el período comprendido entre enero de 1980 y junio de 1986. En 1995, fue clasificado como el sexto sencillo más exitoso en la historia de Geffen Records, y en noviembre de 2008 la revista reveló las canciones de Warner Bros. Records con mejor desempeño en la misma lista, en la que «Crazy for You» se ubicó en el 30.º lugar. Asimismo, se convirtió en el segundo sencillo más exitoso de Madonna y en el 282.° de los sesenta años de historia de dicho ránquin (1958-2018).

##### Otras publicaciones

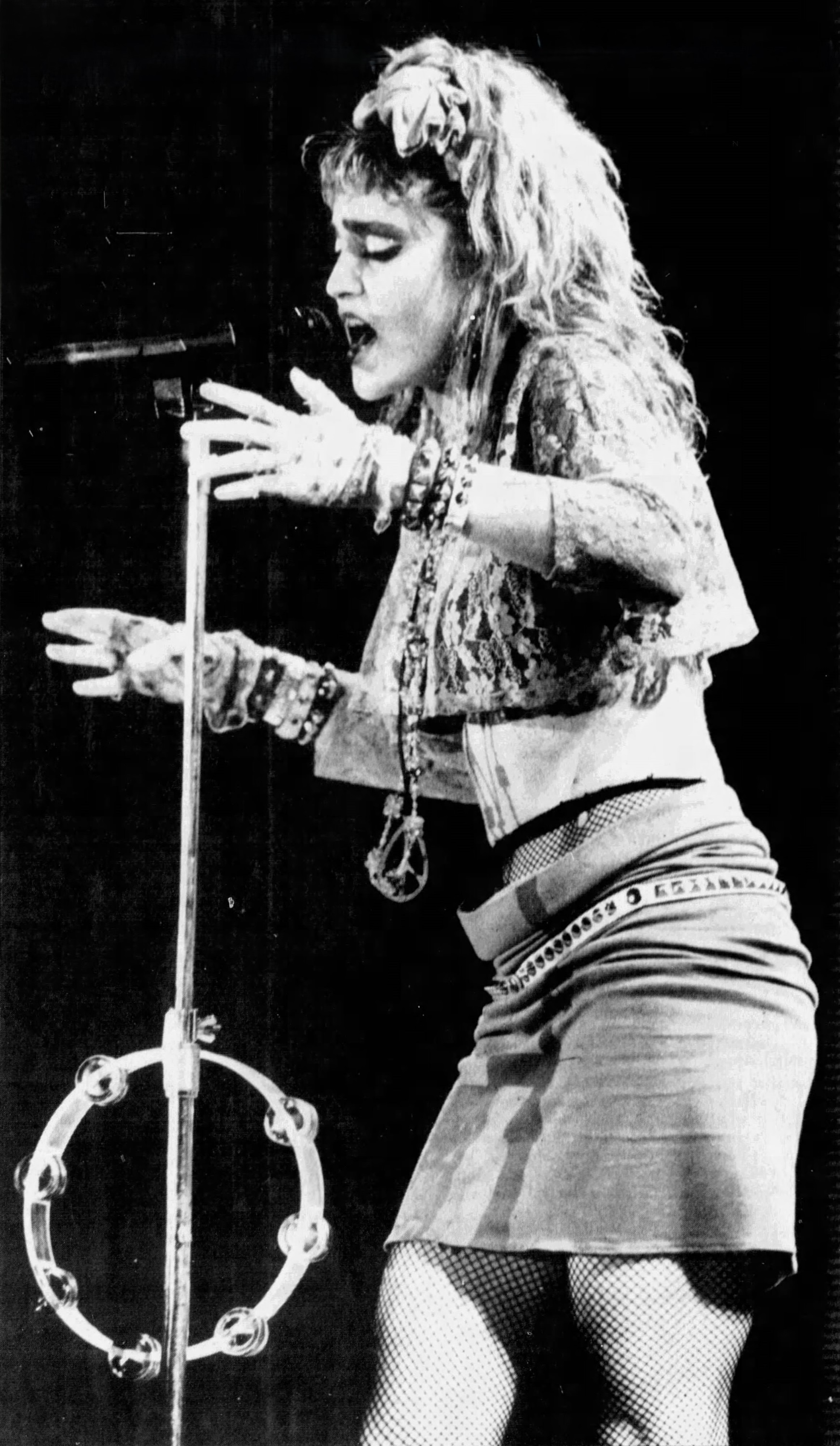
«Crazy for You» marcó el tercer número uno consecutivo de Madonna (fotografiada en 1985) en la lista Contemporary Hit Radio de Radio & Records, una hazaña que el periodista Ken Barnes consideró «poco común».

Además de Billboard, la canción ingresó a las listas de otras publicaciones musicales estadounidenses. Alcanzó el segundo puesto en el conteo Top 100 Singles de Cash Box. A diferencia del Hot 100, no pudo desplazar a «We Are the World» de la cima y estuvo tres semanas consecutivas en el segundo puesto. Si bien tuvo una ligera ventaja en transmisiones de radios, «World» la superó en ventas físicas. Aun así, fue su tercer sencillo en ubicarse entre los cinco primeros, así como el quinto en lograr un top diez de manera consecutiva, y permaneció veintiún semanas en total. Cash Box reportó que fue el cuarto sencillo más popular durante el primer trimestre de 1985, y al finalizar el año ocupó el noveno lugar entre los más exitosos.
Fue el tercer número uno consecutivo de Madonna en el ránquin Contemporary Hit Radio de Radio & Records, después de «Like a Virgin» y «Material Girl» —una «hazaña poco común», según Ken Barnes de la revista—, así como su cuarto top cinco. Permaneció quince semanas en total, dos de ellas en el primer puesto, y fue el sencillo de Madonna con mayor permanencia en ese recuento durante casi diez años. Radio & Records reportó que fue la canción más escuchada del año en las radios de éxitos contemporáneos. El éxito se trasladó a la lista de música contemporánea para adultos, donde ocupó el primer puesto durante tres semanas seguidas y se ubicó en la octava casilla de las canciones más populares de la temporada. Con un total de cinco semanas en la cima entre ambas listas, fue uno de los sencillos con mayor permanencia en el número uno de los diferentes conteos de Radio & Records durante 1985.
Llegó a lo más alto de los conteos Adult Contemporary y Top 40 de la revista Gavin Report, y finalizó como la segunda canción más escuchada de la temporada en este último, por detrás de «The Power of Love» de Huey Lewis and the News. Situación similar ocurrió en The Hit List —del periódico Observer-Reporter—, donde alcanzó el primer puesto en la edición del 3 de mayo y fue el segundo sencillo más popular de 1985, en este caso, después de «Axel F» de Harold Faltermeyer. Además de su presencia en las listas de radios top 40 y de adulto contemporáneo, destacó su desempeño en las emisoras de música rhythm and blues; en este sentido, alcanzó la primera posición en la Urban Hits Playlist de la revista Black Radio Exclusive, una lista de reproducción recomendada diseñada para ofrecer a los lectores información precisa sobre el cruce de géneros musicales. También ocupó el vigesimosexto puesto en el conteo de R&B de Gavin Report.

#### Canadá y Latinoamérica
En Canadá, «Crazy for You» debutó el 16 de marzo de 1985 en el puesto 70 de la lista Top 100 Singles de RPM; dos meses después, concretamente el 25 de mayo, ascendió al primer lugar. Al mes siguiente, mientras la canción se mantenía en la cuarta posición, el siguiente lanzamiento de Madonna, «Angel», subía al sexto lugar, por lo que la cantante colocó dos sencillos simultáneamente entre los diez primeros, una hazaña «extremadamente rara», según Tim Evans de RPM. Permaneció veinticinco semanas en total, cuando hizo su última aparición el 31 de agosto en el número 78, y fue el séptimo sencillo más exitoso del año. En la categoría de música contemporánea para adultos —también de RPM— alcanzó la segunda posición, por detrás de «Rhythm of the Night» de DeBarge. También tuvo un desempeño favorable en el conteo nacional de la revista The Record, donde alcanzó la cuarta casilla en la semana del 30 de mayo de 1985. A nivel local, el periódico The Globe and Mail reportó que fue el tercer sencillo más vendido durante dos semanas consecutivas en el área metropolitana de Toronto, según datos recopilados por The Record a partir de cifras de ocho tiendas minoristas.
«Crazy for You» logró un buen recibimiento en países de Latinoamérica. En la sección de las canciones más populares de la región, publicada en la edición del 28 de junio de 1985 de la revista neerlandesa Amigoe, llegó al segundo lugar en Perú, detrás de «One More Night» de Phil Collins. Asimismo, para la semana del 24 de junio, fue la tercera canción más escuchada en las principales radioemisoras de Paraguay y la sexta en Puerto Rico, según datos obtenidos por la agencia United Press International (UPI) y publicados en la revista La Opinión. Un mes después, para la semana del 29 de julio, ocupó el décimo lugar en la lista de las más escuchadas de Bolivia. Por último, fue la vigesimoséptima canción más reproducida del año en las emisoras de Brasil.

### África y Asia-Pacífico

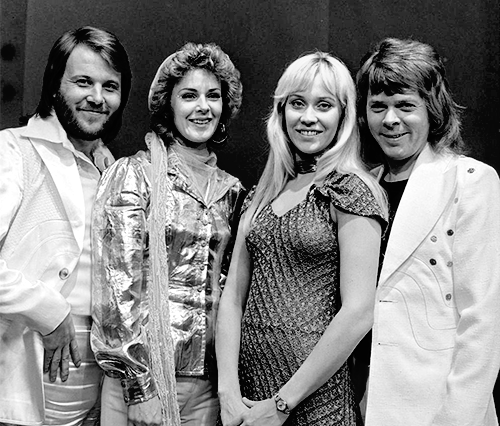
En la lista oficial de Australia, «Crazy for You» desplazó del primer puesto a «Angel»/«Into the Groove», de la misma Madonna. Esta hazaña convirtió a la cantante en la primera artista en diez años en reemplazarse a sí misma en el número uno desde ABBA (imagen).

«Crazy for You» ocupó el séptimo lugar en el ránquin de sencillos de Sudáfrica, siendo la tercera entrada y el tercer top diez de Madonna —después de «Like a Virgin» y «Material Girl»—, y permaneció once semanas en total. En los territorios de Asia-Pacífico, ingresó el 17 de junio de 1985 en el puesto 38 del conteo japonés de Oricon, y en la edición siguiente ascendió hasta el número 29. Estuvo presente diez semanas en total. En Singapur, ocupó la segunda posición en el recuento de Rediffusion Singapore, por debajo de «Clouds Across the Moon» del grupo RAH Band. En Nueva Zelanda, se ubicó por cuatro semanas no consecutivas en el segundo puesto de la lista oficial elaborada por la Recorded Music NZ. En total, estuvo presente dieciocho semanas, diez de ellas entre los diez primeros, y finalizó como el tercer sencillo más vendido de 1985, después de «We Are the World» y la versión de «I Got You Babe» de UB40 y Chrissie Hynde.
En Australia, debutó en la decimosexta posición de la lista ARIA Top 50 Singles en la edición del 30 de junio de 1985. Según el reportero Gavin Scott, se convirtió en un «éxito inmediato» al entrar a los veinte primeros tan solo tres semanas después de que el anterior lanzamiento de Madonna alcanzara el mismo hito. Un mes después —el 28 de julio— ascendió a la primera posición, siendo su tercer número uno, y desplazó al doble lado A «Angel»/«Into the Groove» —de la misma Madonna— al segundo puesto. Esta hazaña la convirtió en la primera artista en reemplazarse a sí misma en el número uno desde que ABBA lo lograra dos veces una década antes, con «I Do, I Do, I Do, I Do, I Do», seguida de «Mamma Mia» y «SOS» a finales de 1975 y principios de 1976. Para la edición siguiente, ambas canciones aún se encontraban en los dos primers lugares. Se mantuvo cuatro semanas seguidas en el primer puesto, hasta el 18 de agosto inclusive, y elevó a ocho el total de tiempo que Madonna encabezó la lista australiana, al incluir también las cuatro semanas previas de «Angel»/«Into the Groove» entre junio y julio. Finalizó como el tercer sencillo más vendido del año en el país, por detrás de «We Are the World» y «Angel»/«Into the Groove», y como el 79.º más exitoso de la década de 1980.
Aunque no ingresó a ninguna lista oficial en Malasia, cabe destacar que un artículo publicado en junio de 1985 reportó que «Crazy for You» había sido una de las varias canciones pirateadas por un centro de grabación ilegal de Kuala Lumpur, donde se habían copiado hasta 145 cintas de casete musical no autorizadas con temas de artistas extranjeros reconocidos, entre ellos Madonna. La policía local confiscó dichas cintas, junto con tres grabadoras maestras y cincuenta y siete reproductores de casete, en una operación que contó con la presencia de funcionarios de la Federación Internacional de Distribuidores de Fonogramas y Videogramas (IFPVD, por sus siglas en inglés).

### Europa

#### Reino Unido
En el Reino Unido, «Crazy for You» debutó en la vigesimoquinta posición de la lista de sencillos el 8 de junio de 1985. Ascendió de lugares gradualmente y en la edición del 29 de ese mes llegó hasta la segunda posición, solo por detrás de «Frankie» de Sister Sledge. En ese momento, fue el sencillo mejor posicionado de Madonna en la lista y su cuarto top diez. Cabe señalar que, en su séptima y última semana dentro de los diez primeros, se ubicó en la sexta casilla, al mismo tiempo que su siguiente lanzamiento, «Into the Groove», ingresaba a la cuarta. De este modo, fue la primera mujer en tener dos canciones simultáneamente entre las diez más vendidas desde que Donna Summer lograra la misma hazaña en diciembre de 1977. Para agosto, en plena «Madonnamanía», aún continuaba entre los veinte principales conjuntamente con la reedición de «Holiday» y su primer número uno, «Into the Groove», una hazaña «bastante impresionante para una debutante», lo que a su vez la convirtió en la primera artista femenina en la historia en colocar tres canciones en el top 50 británico. Permaneció un total de quince semanas y finalizó decimosexto entre los lanzamientos más exitosos del año. Para agosto de 1998, se ubicó en el segundo lugar de los sencillos de Madonna con mejor rendimiento en el conteo, tan solo por detrás de «Holiday». En la duodécima edición del libro Guinness British Hit Singles (1999), fue clasificado como el trigésimo tercer sencillo más exitoso en la historia del UK Singles Chart durante el período 1952-1998, con base en su rendimiento comercial acumulado.
Tras el relanzamiento de la canción como remezcla en febrero de 1991, en el marco de la promoción del recopilatorio The Immaculate Collection, «Crazy for You» ingresó el 2 de marzo de 1991 en el segundo puesto del UK Singles Chart, siendo el decimocuarto sencillo de Madonna en debutar directamente entre los diez primeros, una cifra que ningún otro artista había igualado hasta entonces, y el vigesimosexto top diez de su carrera en general. «Do the Bartman» de The Simpsons le impidió llegar a la cima, por lo que igualó la posición obtenida en 1985. Aun así, representó la remezcla que más alto había llegado en las listas hasta ese momento. Si bien lideró las ventas durante gran parte de la siguiente semana, se mantuvo en el segundo lugar el 9 de marzo, esta vez superado por «Should I Stay or Should I Go» de la banda The Clash, que también había sido relanzada para coincidir con su uso en una campaña publicitaria televisiva de los pantalones vaqueros Levi's 501. The Clash evitó que la cantante obtuviera su octavo número uno en ese momento, y de haber llegado a lo más alto, se habría convertido en la primera artista en conseguir dos sencillos número uno en la década de 1990. Estuvo presente ocho semanas y ocupó el 46.º lugar en la lista anual. El tema también ocupó el segundo lugar en el ranquin elaborado por la Media Research Information Bureau (MRIB) y publicado en la revista Sounds.
La Official Charts Company la nombró su balada más exitosa en el país y reportó que, de todos sus sencillos que alcanzaron el puesto número dos en el país, «Crazy for You» fue el más vendido. A diferencia de la lista elaborada por la Official Charts Company, la canción subió del tercero al primer puesto en el conteo de la revista Melody Maker a finales de junio de 1985, y puso fin a las dos semanas de «You'll Never Walk Alone», un sencillo benéfico interpretado por el supergrupo The Crowd. También ocupó la primera posición en el ranquin de sencillos de New Musical Express, siendo su primer número uno.

#### Otros mercados
«Frankie» de Sister Sledge también impidió que «Crazy for You» alcanzara el primer lugar en la lista oficial de Irlanda. En ese momento, empató con «Holiday» como el sencillo mejor posicionado de Madonna en el país y representó su cuarto top cinco, tras este último, «Like a Virgin» y «Material Girl». Luego de su relanzamiento como remezcla en 1991, alcanzó el tercer puesto en el conteo, por detrás de «Do the Bartman» y «Should I Stay or Should I Go». Ocupó los puestos noveno en Finlandia —siendo su segundo top diez, después de «Like a Virgin»—, décimo en Islandia, decimotercero en Bélgica y Suecia, decimosexto en Suiza, decimoséptimo en España, vigesimotercero en Austria y trigésimo sexto en Polonia.
En otros países europeos, ingresó a las listas en más de una publicación musical. Por ejemplo, en Alemania ocupó el séptimo puesto en el conteo elaborado por la revista Musikmarkt y publicado en la sección Hits of the World de Billboard, así como la vigesimosexta casilla en la lista Offizielle Deutsche Charts. En Francia, logró su máxima posición en el número 47 en el ránquin de ventas de la Syndicat National de l'Édition Phonographique, en tanto que en el conteo de ventas y radios combinadas llegó hasta la quincuagésima casilla en la edición del 18 de agosto de 1985. En Italia, debutó en la cuarta posición según datos de Germano Ruscitto, quien fuera director de la publicación Discografia internazionale, mientras que en Musica e dischi, considerada su competencia «directa», alcanzó el duodécimo lugar. En los Países Bajos, se ubicó en la undécima casilla del Single Top 100 el 22 de junio de 1985, y en la decimocuarta del Dutch Top 40 el 27 de julio.
En el European Top 100 Singles de Music & Media, debutó el 10 de junio de 1985 en el puesto 78, lo que marcó la quinta entrada de Madonna en el conteo. El rendimiento de la canción en las listas nacionales de Europa permitió que ascendiera hasta la sexta posición, donde se mantuvo por dos semanas seguidas. Ello representó el tercer top diez de la cantante, después de «Like a Virgin» y «Material Girl», y estuvo presente veintidós semanas en total. En el ránquin Airplay Top 50, también de Music & Media, ingresó en la decimosexta posición, siendo el mayor debut de la semana del 24 de junio, y poco más de un mes después subió hasta la décima. En el conteo Europarade, compilado a partir de once listas nacionales por la organización Tros Radio de Hilversum (Países Bajos), se ubicó en la octava casilla. Seis años después, cuando fue relanzada como remezcla, logró el mayor debut del año por una artista femenina en el Eurochart Top 100 Singles, luego de que ingresara al 36.º lugar en la edición del 20 de abril de 1991. Ascendió hasta el puesto seis la semana siguiente e igualó la posición obtenida en 1985. El recibimiento de la remezcla en las radios del continente fue más moderado, ya que alcanzó el vigesimoprimer lugar en la edición del 30 de marzo.

### Certificaciones y ventas
En julio de 1985, Madonna obtuvo el segundo disco de oro de su carrera otorgado por la Recording Industry Association of America (RIAA), luego de que «Crazy for You» superara el millón de ejemplares vendidos en los Estados Unidos. Además, fue uno de sus tres sencillos que recibió una certificación de oro en 1985, junto con «Like a Virgin» y «Angel»/«Into the Groove», de manera que fue la artista con más reconocimientos de este tipo ese año. Fue el cuarto sencillo más vendido del año, después de «We Are the World», «Careless Whisper» de George Michael con Wham! y «I Want to Know What Love Is» de Foreigner, respectivamente, y para diciembre de 1987 había superado los dos millones de copias físicas en EE. UU., según John Kalodner, de Geffen Records. A esto se le suman 211 000 descargas digitales vendidas hasta finales de abril de 2010, según la empresa Nielsen SoundScan. En Canadá, la Canadian Recording Industry Association (CRIA) lo certificó con un disco de oro en agosto de 1985 por la venta de cincuenta mil ejemplares en el país. Aunque no obtuvo certificación, la canción vendió 46 300 copias en formato vinilo ese año en Japón.
El 1 de septiembre de 1985, recibió un disco de oro por parte de la Industria Fonográfica Británica (BPI, por sus siglas en inglés), en representación de medio millón de copias comercializadas, siendo en su momento el cuarto sencillo más vendido de Madonna en el Reino Unido. No obstante, para finales de la década, era el tercero más vendido. Con un total de 782 000 ejemplares hasta agosto de 2017, se convirtió en su tercer sencillo con mayores ventas en el Reino Unido, solo por detrás de «Into the Groove» y «Like a Virgin». Además, fue su undécima canción con más descargas digitales hasta marzo de 2012 y la duodécima más reproducida en plataformas de streaming para junio de 2019.

## Recepción crítica

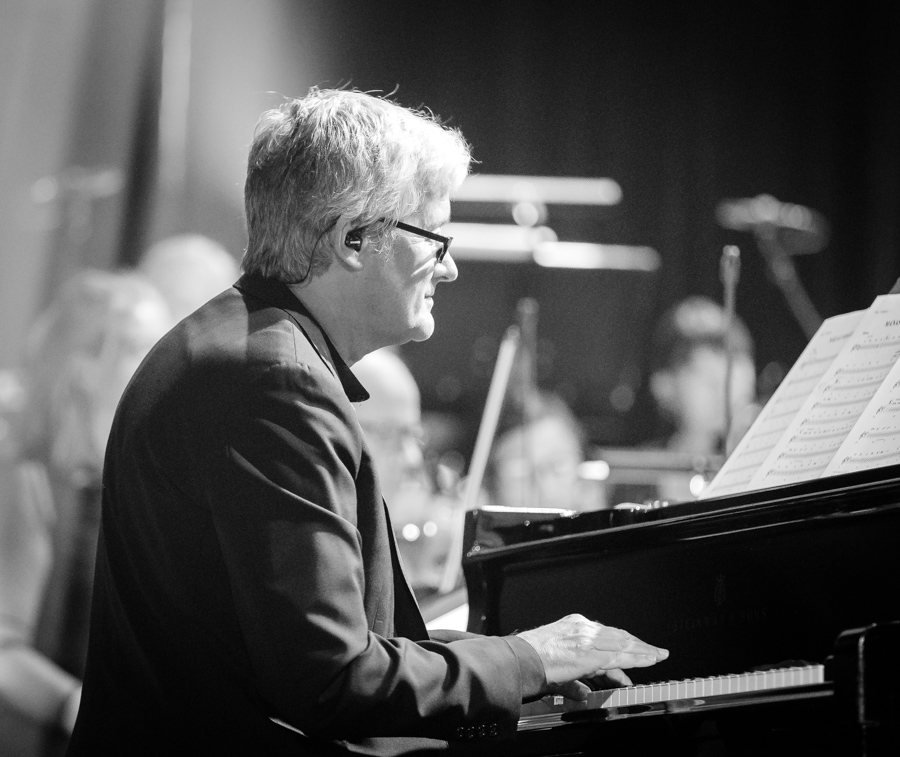
Mark Elliott, de la revista Dig!, afirmó que la decisión de Benitez de contratar a Rob Maunsey (imagen) resultó ser la «jugada maestra que llevaría a "Crazy for You" a nuevas alturas».

En términos generales, «Crazy for You» obtuvo reseñas positivas de críticos y periodistas musicales. Aspectos como la composición y la producción atrajeron comentarios favorables de la prensa. Paul Du Doyer, editor general de la Encyclopedia of Singles (1999), resaltó las cuerdas «envolventes» y el estribillo «ensoñador», y Yaelin Hough, de The Cornell Daily Sun, opinó que la letra capturaba la «emoción del amor». Aunque señaló que tenía un estilo «cursi», Noelly Russso, de Folha de S. Paulo, también valoró su ritmo «fuerte». A Len Comaratta, de Consequence, le pareció «muy lejos de ser cursi» y la consideró «prácticamente un clásico dentro del canon de las baladas roqueras». Steve Sullivan —del libro Encyclopedia of Great Popular Song Recordings— y Mark Elliott —de la revista Dig!— elogiaron el trabajo de Rob Mounsey como arreglista; Elliott añadió que la decisión de Benitez de contratarlo resultó ser la «jugada maestra que llevaría a "Crazy for You" a nuevas alturas». De manera similar, Rhino sostuvo que fue el trabajo en conjunto de Benitez y Mounsey el responsable de que el tema «funcionara tan bien». Edna Gundersen, de USA Today, la describió como «conmovedora y bellamente arreglada». Otros medios la calificaron como una balada «hermosa», «apasionada» y «sensual».
La prensa destacó el cambio de estilo musical de Madonna. En este sentido, el autor Karl Vorderman remarcó que supuso un cambio radical para la intérprete, a quien reconoció por su capacidad para adaptarse a otros géneros y «brillar» con un número lento y romántico; además, la nombró una de las mejores canciones de amor de los años 1980. Gavin Scott, del sitio Chart Beats, aseguró que el hecho de que no se pareciera «en nada» a sus sencillos anteriores jugó a su favor, ya que demostraba que «no podía encasillársela en un solo estilo musical». En la Encyclopedia of Contemporary Christian Music (2002), Mark Allan Powell observó que tuvo un efecto en la percepción crítica hacia la artista, al transformarla de un «objeto sexual de poca importancia» en una intérprete cuyas habilidades también podían atraer a oyentes menos influenciados por su imagen provocadora. De Billboard, Paul Grein afirmó que representó un lanzamiento «crucial», dado que, a diferencia de «Like a Virgin» y «Material Girl», que «eran prácticamente autoparodias que amenazaban con convertirla en una figura caricaturesca», esta balada romántica ayudó a ampliar y suavizar su imagen. De la misma publicación, Nancy Erlich mencionó que la cantante, «astuta y perspicaz, deja de lado su actitud callejera para la ocasión».
| «Crazy for You» es un triunfo porque ninguna cantante ha intentado una interpretación vocal tan indiferente a su propia desnudez, a su indecisión; [Madonna] a veces no sabe si susurrar o gruñir en el mismo compás, como en el verso slowly now we begin to move. Está tan embargada por el deseo que no le importa lo vergonzoso que suene. —Reseña de Alfred Soto, de Stylus Magazine. |

La crítica coincidió en que la artista también era capaz de interpretar baladas «serias» y «conmovedoras». J. Randy Taraborrelli destacó su habilidad para redefinir su identidad a voluntad y para identificarse por completo con este tipo de canciones de amor, sin dejar de interpretar otros temas «inteligentes y autocríticos» como «Material Girl» y «Like a Virgin». Mark Bego lo consideró un ejemplo del alcance de Madonna como cantante seria y de Benitez como productor de «mucho más alcance» de lo que normalmente se le reconocía. Steve Sullivan recalcó la interpretación «sensual, emocionalmente directa y totalmente convincente» de Madonna, quien demostró por primera vez que era «tan capaz de cantar baladas como canciones para la pista de baile». Para Scott Kearnan, de Boston.com, Madonna probó que podía crear una melodía exitosa «para que las adolescentes bailaran lentamente en el baile de graduación». Según Milo Miles, de The Boston Phoenix, el tema fue un ejemplo de que la «simple alegría y la afirmación romántica» tenían tanta influencia en ella como el deseo de ascenso social. Otros autores como Matt Damsker, Néstor U. Torre y Tom Bromley coincidieron en que la canción mostraba una faceta «baladística» sensible y a la vez seductora, y la distinguieron como una de las composiciones más sólidas de ese período de su carrera. El periódico Sun Sentinel reconoció que se mantuvo con «bastante firmeza» con el paso del tiempo, y Thomas Conner, de Tulsa World, resumió que la canción recordó al público que Madonna «puede cumplir con lo que predica».

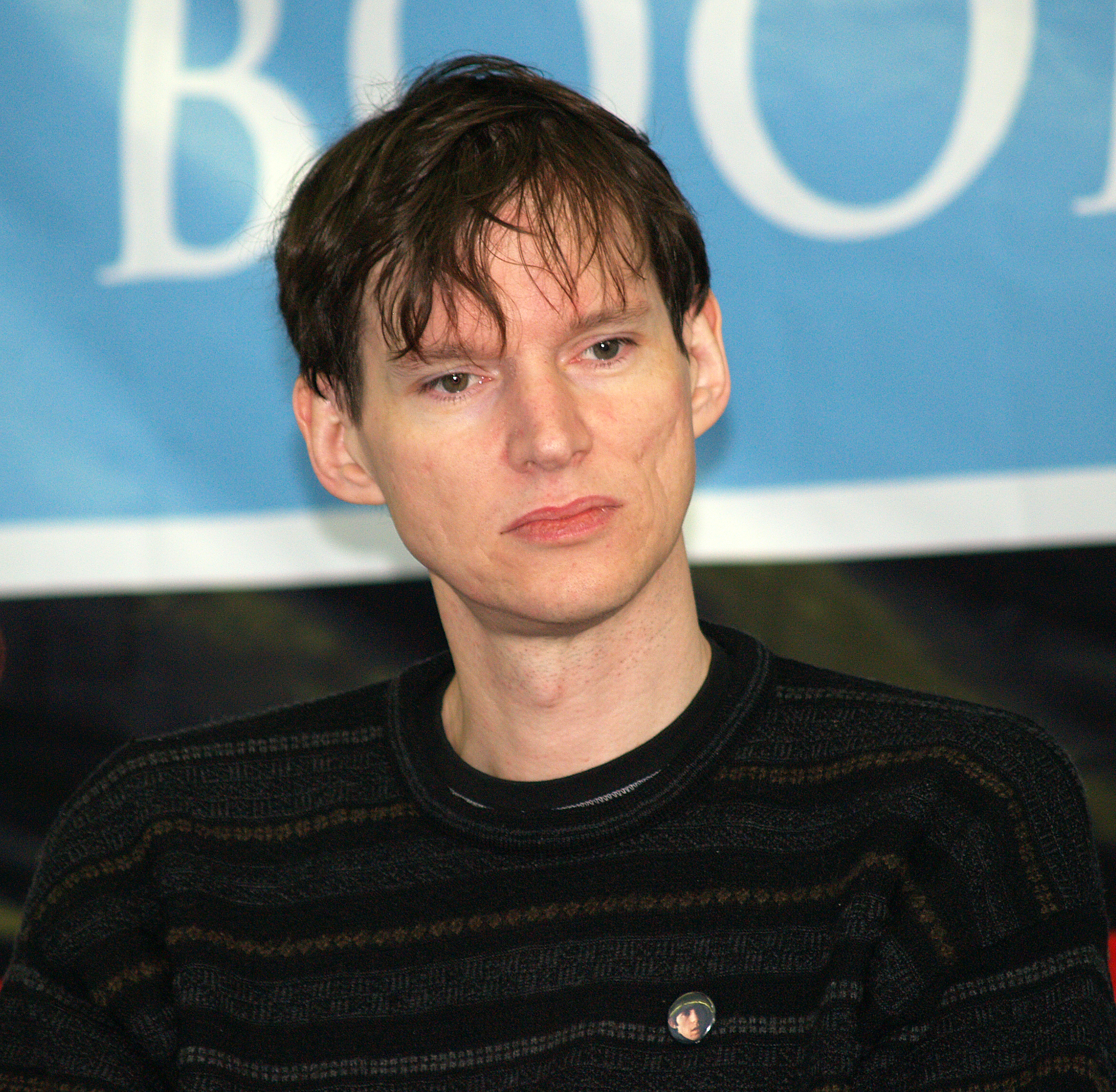
El crítico musical Rob Sheffield notó una sensación de añoranza en la voz de Madonna, especialmente cuando alcanzaba las notas graves y roncas.

Numerosos críticos reconocieron su interpretación vocal, en general distinguida como la más potente de su carrera hasta ese momento. Así lo reconoció Bob Remstein, del periódico Daily Bruin, quien afirmó que ofrecía su mejor ejecución vocal hasta la fecha y valoró que, «por una vez, canta en un registro lo suficientemente bajo como para adaptarse a su voz». En opinión de Joe Stuessy, uno de los autores de Rock and Roll: Its History and Stylistic Development (2006), no fue hasta el lanzamiento de «Crazy for You» cuando se hizo evidente su «verdadero potencial vocal» y que, pese a las dudas iniciales de los compositores, comprobó «convincentemente que podía manejar el estilo de balada más exigente». En su reseña para Smash Hits, Simon O'Brien también elogió su interpretación vocal y la naturaleza romántica y lenta, y concluyó que, con este lanzamiento, «podría empezar a ser tomada en serio y no solo admirada por hombres idiotas». Bego aseguró que la canción ayudó a mostrar una nueva faceta de sus talentos vocales, y Gavin Scott señaló que era prueba de que «realmente sabía cantar, contrariamente a las afirmaciones de sus detractores». Matthew Rettenmund observó que incluso los fanáticos quedaron «gratamente sorprendidos» por su voz grave, tras una serie de temas de estilo disco en registro de soprano. La historiadora Mary Gabriel mencionó que su actuación en la escena ambientada en el bar fue «electrizante», y la biógrafa Marie Cahill declaró que su breve actuación en la película puso de manifiesto que sus habilidades vocales «iban mucho más allá de la música disco». Rob Sheffield notó una sensación de añoranza en su voz, especialmente cuando alcanzaba las notas graves y roncas, mientras que Bruce Ward, de Ottawa Citizen, sostuvo que la cantaba «como si su corazón rebosara pasión». El personal de Cash Box señaló que mostraba su voz en un contexto diferente, más maduro y «comercializable». En otra reseña favorable, Tom Breihan, de Stereogum, manifestó que Madonna demostró ser una «gran cantante de baladas» y, si bien nunca fue una vocalista potente, sabía cómo «comunicar». Concluyó: «Su voz suena segura y, al mismo tiempo, nerviosa. No suena excitada, ni como si se aprovechara de la excitación ajena. En cambio, transmite una necesidad dolorosa».
En otras evaluaciones positivas, Brian Chin, de Billboard, afirmó que sonaba como un «gran sencillo». Del mismo modo, tanto Barry McIlheney —de Melody Maker— como Jan Moir —de Evening Times— lo nombraron un sencillo «glorioso» y «excelente», respectivamente. Peter Berk, de Cash Box, lo calificó como «rico y conmovedor» y uno de los más «memorables» del año para la música cinematográfica; además, lo incluyó entre los que tenían mayores posibilidades de recibir una nominación a mejor canción original en los premios Óscar. Críticos de medios como AllMusic, Billboard, Luta Democratica y Singapore Monitor la calificaron como una de las mejores canciones de la banda sonora de Vision Quest. Un redactor del libro Digital Audio's Guide to Compact Discs (1986) afirmó que los principales atractivos de dicho álbum eran los dos temas de la cantante, cuya participación lo salvaba de caer en el olvido. Rick Shefchik, del Anchorage Times, sostuvo que era una de esas canciones que el oyente querría adquirir por separado como sencillo, y R. Serge Denisoff y William D. Romanowski, autores de Risky Business (2017), afirmaron que hizo más por el álbum que por la propia película. También recibió elogios en las reseñas a los recopilatorios The Immaculate Collection (1990) y Something to Remember (1995), donde fue elegida entre las canciones más destacadas por The Straits Times, Hartford Courant y Sunday Mirror. Juan Carlos Cabrera, de Terra, la incluyó entre la música «más fresa» de la artista, «pero no menos interesante».
Otras opiniones fueron más variadas o regulares. Peter Edwards, de The Leader-Post, la consideró aceptable, aunque «nada espectacular». En lo que respecta a la música, Tom Breihan elogió el ritmo aportado por el teclado, el bajo sintetizado, la batería y los coros, pero cuestionó la incorporación del oboe, que añadía un elemento de easy listening innecesario. En una revisión a los sencillos más exitosos del año en el Billboard Hot 100, James Hunter, de LA Weekly, observó que el arreglo era «más espumoso de lo necesario» y no lograba un gran impacto, aunque agregó que el hecho de que Madonna tuviera dificultades para parecer retro jugaba a su favor. Drew Mackie, de la revista People, señaló que si bien marcó un hito importante en la carrera de Madonna gracias a su éxito comercial en los Estados Unidos, no era una de sus canciones más recordadas. Con una calificación de dos estrellas, Dan Bennett, del North County Blade Citizen, expresó que no tenía mucha «garra» para ser una balada, pero era mejor que muchas otras. Matthew Jacobs, del HuffPost, comentó que quizás seguía siendo su «mejor balada de amor», pero para los estándares actuales había decaído y resultaba «aburrida». Al Walentis, del Reading Eagle, declaró que representaba gran parte del poder baladístico de Madonna, pero también era un ejemplo «perfecto» de la «sensiblería insulsa que hace que el pop radiofónico sea tan poco desafiante». Por su parte, Peter B. King, de The Pittsburgh Press, consideró que era una de sus mejores canciones, en parte porque no había sido escrita por ella misma.

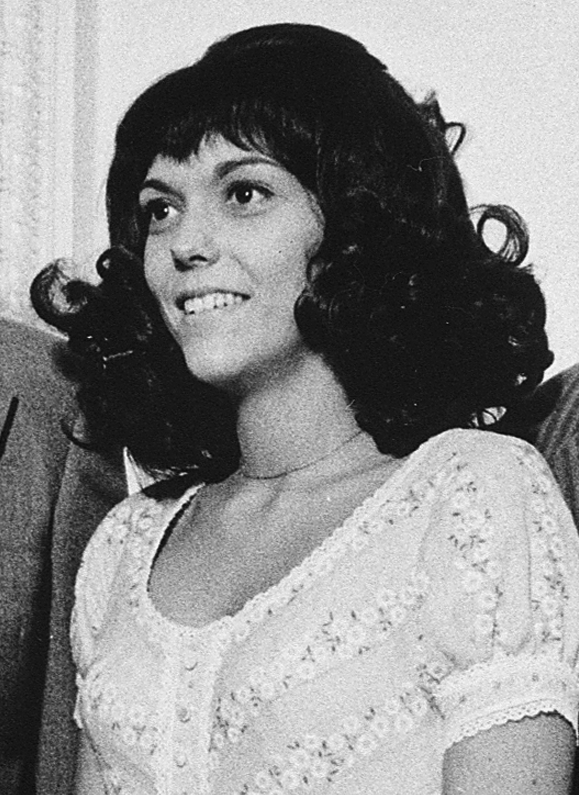
En un comentario desfavorable, Andy Strickland, de la revista Record Mirror, sugirió que la cantante Karen Carpenter (imagen) habría hecho una mejor interpretación de «Crazy for You» que Madonna.

Los comentarios negativos se encaminaron hacia el registro vocal de Madonna, que no conformó a varios críticos. Así lo hizo notar Andy Strickland, del Record Mirror, quien afirmó que no era su mejor interpretación, ya que su voz «luchaba por momentos», y sugirió que Karen Carpenter lo habría hecho mejor. Eric Henderson, de Slant Magazine, sostuvo que dejaba en evidencia la inestabilidad que caracterizaba su forma de cantar en sus inicios, mientras que Chuck Campbell, de Star-News, dijo que ponía de manifiesto sus «primeras debilidades vocales». Ricardo Alexandre, de O Estado de S. Paulo, criticó los «gorjeos» de su voz y observó que fue una artista que «aprendió a cantar» con el paso del tiempo, al comparar desfavorablemente su interpretación con la de «Forbidden Love», de su álbum Bedtime Stories (1994). Craig S. Simon, de Telegram & Gazette, notó que su registro era «más áspero» y que mostraba «menos consciencia de sí misma». Más La revista Zit sentenció: «No sabe actuar, no sabe cantar, no escribe canciones tan buenas, pero por alguna razón millones adoran a Madonna. [...] Bonito cuerpo, lástima la voz».
Otras críticas apuntaron a distintos aspectos como la producción, el estilo musical o la inclusión en recopilatorios. Tom Long, del Santa Cruz Sentinel, calificó el trabajo de Benitez como «algo mediocre» y añadió que muestra «cuánto mérito merece el productor Nile Rodgers» por su labor en el álbum Like a Virgin. Andrew Harrison, de la revista Select, la definió como una balada «aburrida», mientras que Erik Anderson, de Awards Watch, la llamó «soporífera y genérica». Una reseña del periódico neerlandés de Volkskrant sostuvo que la fuerza artística de Madonna no residía en baladas «pomposas» como esta. Justin Myers, del sitio The Guy Liner, destacó el verso I see you through the smoky air, can't you feel the weight of my stare, pero etiquetó la canción en general como su «peor balada», un «total bodrio» y el «tipo de canción que les gusta a los que no son fanáticos de Madonna». Para María Raha, en su libro Cinderella's Big Score: Women of the Punk and Indie Underground (2005), formaba parte de un «baúl lleno de letras trilladas sobre la antigua tradición de la música pop: el amor». Jean Carey, del Tampa Bay Times, cuestionó su inclusión en el recopilatorio The Immaculate Collection y la tildó de «francamente espantosa». El Chicago Tribune aseveró que era «tan mediocre» como «Material Girl», y la calificó como una de las canciones del año más sobrevaloradas y reproducidas en exceso. Por último, Chris Roberts, de la revista Sounds, concluyó que no aportaba «nada en absoluto» a la discografía de la artista.

## Vídeo musical

### Producción

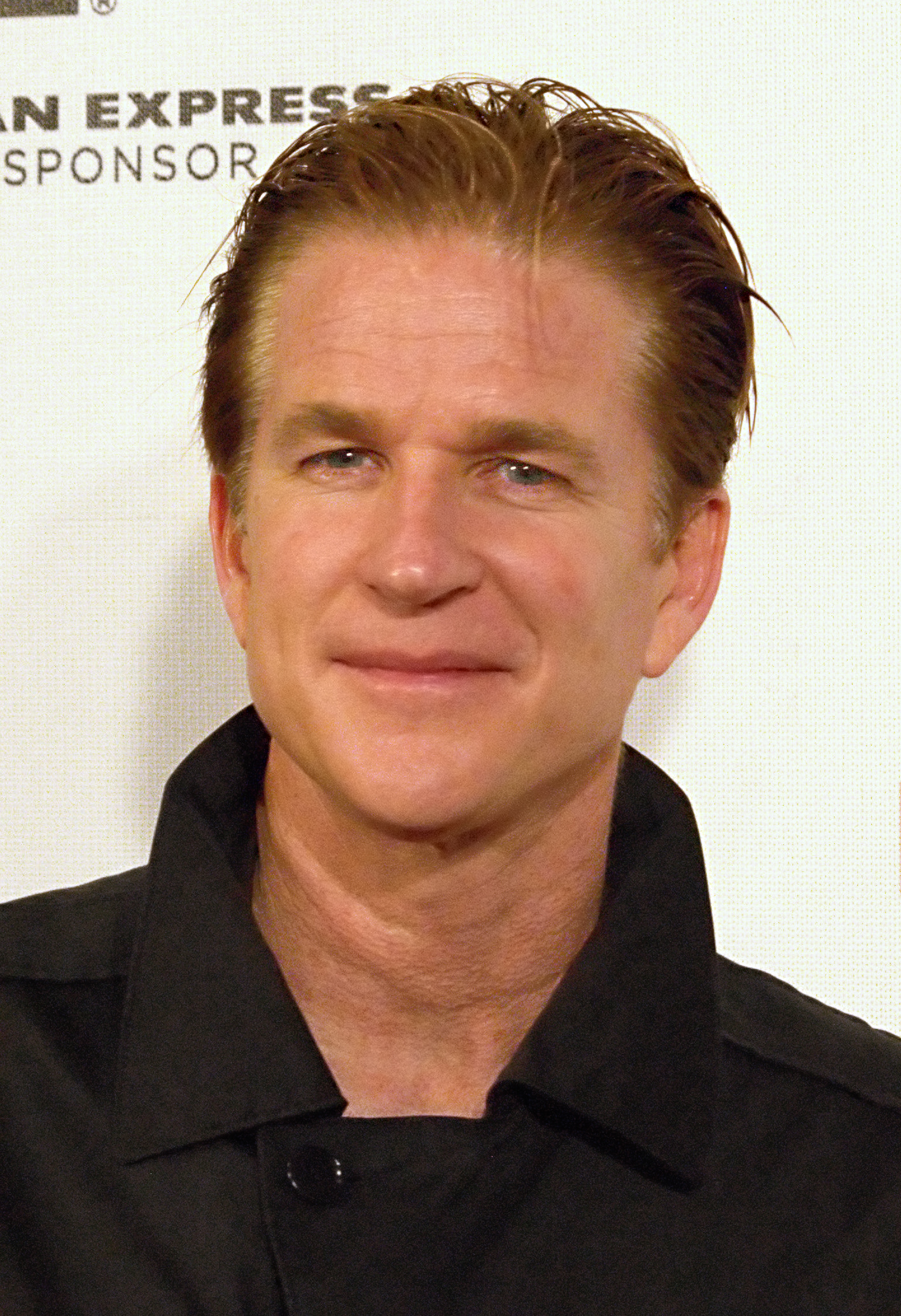
El videoclip transcurre en el bar local, durante la escena del baile lento entre los personajes de Matthew Modine (imagen) y Linda Fiorentino.

El videoclip de «Crazy for You» se compone íntegramente de imágenes de Vision Quest. Por tal motivo, la producción audiovisual no supuso un éxito financiero. La dirección estuvo a cargo de Harold Becker, mientras que Owen Roizman fue responsable de la cinematografía y Mayry Winetrobe de la edición. Madonna eligió una apariencia juvenil y «desalineada», caracterizada por el cabello rubio largo y cardado, con raíces oscuras visibles, una falda, pulseras de goma y abundantes joyas como accesorios, maquillaje recargado y un vestuario en capas que dejaba al descubierto parte de su cuerpo.
Durante el rodaje de lo que posteriormente sería el videoclip, los actores apenas se cruzaron brevemente con la cantante, quien, según Modine, lució un estilo muy similar al de Boy George, con el mismo cabello recogido y accesorios característicos como una diadema de encaje y pendientes con forma de cruz. En una entrevista, el actor recordó: «Era una chica más [allí]. Llegó e interpretó "Crazy for You", y todos pensamos: "Vaya, esa es una balada realmente hermosa". [...] Luego se fue. Estuvo unas seis o siete horas, y creo que ni siquiera se quedó a almorzar». Asimismo, expresó que era evidente que la cantante estaba «increíblemente centrada en su carrera y su trabajo».
El videoclip transcurre en el bar local, durante la escena clave del baile lento entre los personajes de Modine y Fiorentino. Madonna interpreta la canción con una banda de rock acompañándola, en escenas intercaladas con otras tomas de la película. A diferencia del filme, donde apenas hace una aparición breve de pocos segundos, para el vídeo se incluyó más metraje adicional de la artista. Benitez explicó que el videoclip da la impresión de que canta todo el tema en la película, pero allí solo la enfocan para un verso y luego la cámara vuelve a los personajes principales. En abril de 1985, «Crazy for You» se incluyó junto con vídeos de otros artistas en un compilatorio publicado por WEA Music Canada, y en septiembre de 2009 formó parte del DVD recopilatorio de Madonna Celebration: The Video Collection.

### Estreno
En los Estados Unidos, «Crazy for You» tuvo su estreno oficial en MTV el 23 de enero de 1985, junto con «Gambler», la otra canción de Madonna de Vision Quest. Ambos temas se unieron a «Like a Virgin», que aún seguía en rotación tras tres meses, y para el mes siguiente la cantante tenía en total cuatro vídeos transmitiéndose en MTV: los tres mencionados más «Material Girl». Logró una amplia difusión en el canal y se ubicó en el noveno lugar de los quince vídeos más populares, según un conteo publicado en Cash Box. Asimismo, alcanzó el cuarto puesto en una lista elaborada por la empresa Music Video Services, basada en la rotación de vídeos en más de doscientos canales de televisión y clubes nocturnos del país. Su permanencia de cuatro meses concluyó el 30 de abril, aún dentro de la categoría heavy rotation. En otros países como Brasil tuvo su estreno el 4 de agosto en el programa Clip-Show, conducido por Sérgio Galvão, mientras que en España se emitió por primera vez cuatro días después —el 8— en Auanbabulubabalambambú, dirigido y presentado por Carlos Tena.
Según el listado «Euroclips» de Music & Media, que recopilaba los videoclips más transmitidos en catorce países europeos a partir de reportes de cincuenta programas de televisión musical, «Crazy for You» comenzó a emitirse a mediados de mayo de 1985 en cadenas como la británica Sky Channel. Posteriormente, se incorporó a la programación de otros canales, tales como Music Box (Reino Unido), Veronica TV (Países Bajos), musicbox (Alemania) y RTL (Francia). En el programa Top of the Pops de BBC One, se estrenó el 13 de junio, y dos semanas después ya era el segundo vídeo más visto del programa, por debajo de «Frankie» de Sister Sledge. En julio, fue incluido en la categoría Heavy Plays de Sky Channel, que indicaba que era uno de los clips con mayor rotación de la cadena. Ese mismo mes, también se encontraba entre los más exitosos en los principales canales del continente. Seis años después, tras su reedición como sencillo de The Immaculate Collection, el videoclip volvió a emitirse en Top of the Pops, esta vez en el episodio del 28 de febrero de 1991, presentado por Jackie Brambles.

### Recepción
En un comentario favorable, Keith Thomas, de The Spokesman-Review, describió las tomas sensuales de Madonna como «cautivadoras» y señaló que su actuación estaba «llena de una inquietante pasión incesante». Asimismo, elogió la edición y cómo las tomas de la película se integraban «a la perfección» con la interpretación de la cantante. Concluyó que, aunque no era especialmente original, el vídeo no estaba «nada mal». Marc Andrews, autor de Madonna: Song by Song (2022), lo calificó como el mejor fragmento de Vision Quest resumido en poco más de cuatro minutos, y agregó que la «icónica Madonna» estaba en su «gloria» de mediados de los ochenta. Daryl Easlea, uno de los autores de Madonna: Blond Ambition (2012), sostuvo que los visuales subrayaron y reforzaron la consolidación de Madonna como una superestrella del videoclip. Para R. Serge Denisoff y William D. Romanowski, el vídeo resultó mejor que la propia película. Por el contrario, Eric Diaz, de Nerdist, señaló que no era especialmente bueno debido a que, al igual que otras canciones de bandas sonoras de Madonna, contaba únicamente con fragmentos del filme editados en conjunto, lo que, en su opinión, los descalificaba como videoclips destacados de la cantante. Mirangie Alayon, del sitio Is Morbo, resaltó la iluminación de neón «perfecta» y calificó la apariencia de Madonna como uno de los mejores looks de su carrera.

## Presentaciones en vivo
| Las emociones crudas que mostró compensó fácilmente cualquier falta de comportamiento escandaloso, especialmente cuando cantó «Crazy for You». Hubo momentos en la carrera de Madonna, durante las actuaciones en vivo, en los que trascendió la canción y el momento. «Crazy for You» fue uno de ellos. [...] Mientras entonaba el estribillo con fuerza, se llevó la mano al rostro para ocultar más lágrimas. Y entonces, la mujer a la que los detractores tildaban de depredadora sexual adoptó una postura de total vulnerabilidad. Echó la cabeza hacia atrás, exponiendo y extendiendo el cuello. Fue algo visceral. Animal. Poético. —La historiadora Mary Gabriel sobre la presentación de «Crazy for You» en The Virgin Tour. |

Madonna interpretó «Crazy for You» por primera vez en su gira debut The Virgin Tour, realizada entre abril y junio de 1985. Era la novena canción del repertorio, compuesto por material de Madonna y Like a Virgin, sus dos primeros álbumes de estudio. La artista lució un conjunto negro que consistía en un micro top con flecos y una falda que dejaba al descubierto su ombligo, así como crucifijos de diferentes tamaños. A diferencia de las otras canciones del repertorio, de estilo disco y más animadas, para «Crazy for You» el ritmo disminuyó a una actuación más lenta y «suplicante». En general, la prensa elogió su interpretación vocal. Por ejemplo, Scot Skinner, del Arizona Daily Star, declaró que, aunque su voz «quejumbrosa» no era nada del otro mundo, demostraba saber cantar en canciones como «Crazy for You». Igualmente, Robert Hilburn, de Los Angeles Times, declaró que durante la actuación daba muestras de ser una buena cantante, mientras que Paul Grein, de Billboard, resaltó su registro «más profundo y ronco» que reflejaba la profundidad de la letra de la canción. Patrick Macdonald, del periódico The Seattle Times, expresó que hizo un «trabajo precioso y estremecedor» y que «eliminó cualquier idea de que no sabe cantar». Kent Andrade, del periódico Daily Bruin, sostuvo que la canción «sobrevivió» porque Madonna no sobrecargó su voz, y un reportero del Chicago Tribune, en un comentario similar, afirmó que sonaba «menos chillona y penetrante de lo habitual». Por el contrario, Tom Saul, del Ocala Star-Banner, aseguró que «la oirás cantar con su voz fina y chillona». Por su parte, David Alenson, de Cash Box, declaró que fue uno de los temas que «realmente dejó entrever el abanico musical de Madonna. Otros críticos lo denominaron uno de los mejores y más destacados momentos del espectáculo, e incluso Edward Pevos, de MLive Michigan, la consideró una de las más «icónicas» de su carrera en general. La presentación figuró en el videoálbum Madonna Live: The Virgin Tour, filmado durante los dos conciertos realizados en Detroit en mayo de 1985.

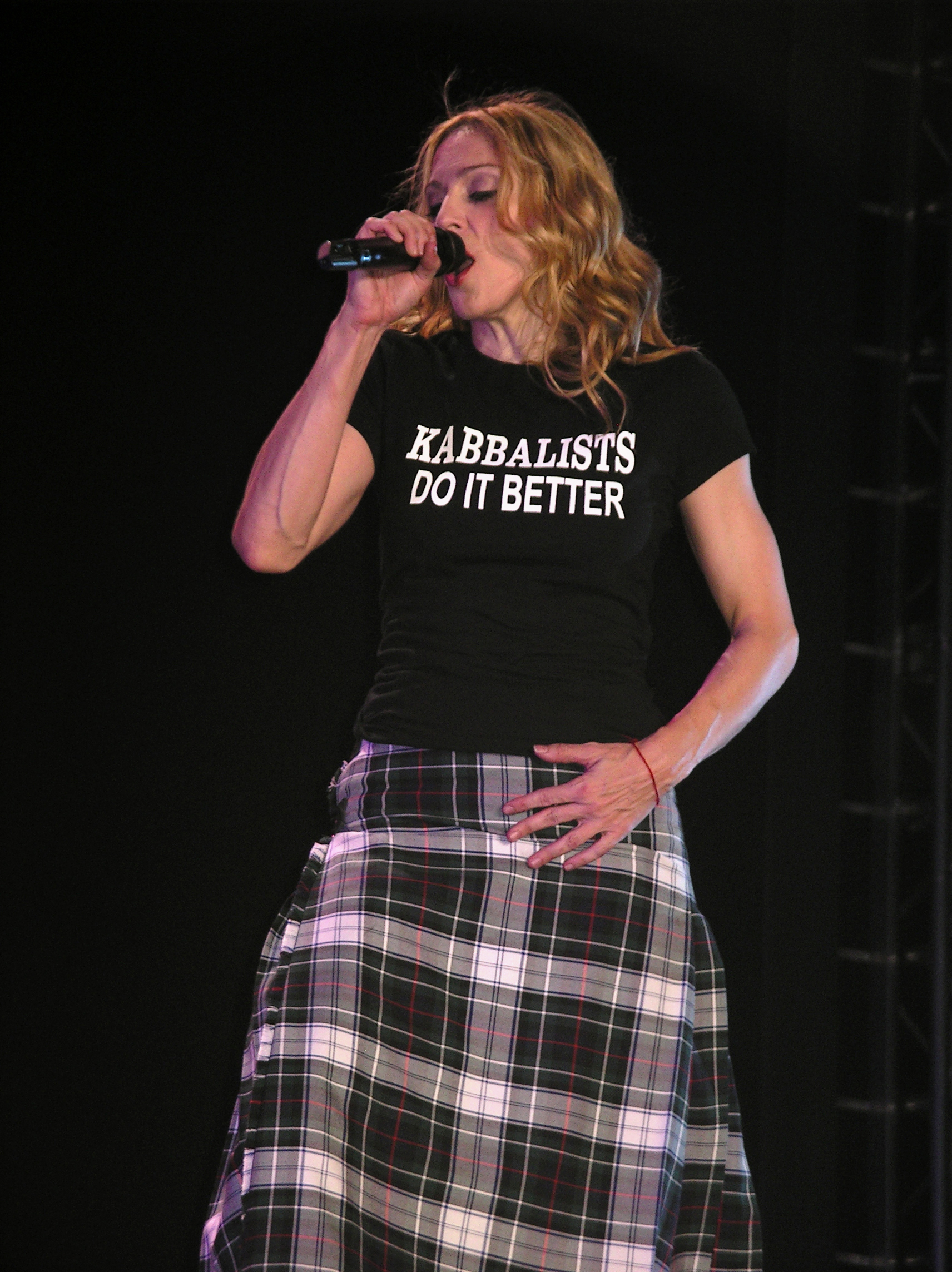
Durante la presentación de «Crazy for You» en el Re-Invention World Tour (2004), Madonna llevaba una camiseta con la leyenda Kabbalists Do It Better.

Diecinueve años después, Madonna presentó «Crazy for You» en el Re-Invention World Tour, realizado entre mayo y septiembre de 2004. Formó parte del quinto y último acto del concierto, de temática escocesa, y fue interpretada después de «Papa Don't Preach» (1986) y antes de «Music» (2000). Para esta ocasión, la pieza fue «reinventada» a tal punto de ser «irreconocible hasta que [Madonna] empieza a cantar», según Michael McKnight, uno de los tecladistas de la gira. La artista, que cantó «con sinceridad y sin artificios» desde una plataforma elevada sobre el escenario, dedicó la canción a sus fanáticos que la «habían apoyado durante los últimos veinte años». Lució una falda escocesa a cuadros en blanco y negro, en un guiño a la ascendencia de su entonces esposo, Guy Ritchie, y una camiseta negra con la leyenda Kabbalists Do It Better («Los cabalistas lo hacen mejor»), una referencia tanto a sus estudios religiosos como a la playera que usó en el videoclip de «Papa Don't Preach», que decía Italians Do It Better. En otros conciertos, sustituyó la palabra por otras como Midwesterners, Italians, Irish o Brits. Debajo de ella, llevaba una camiseta sin mangas blanca. Hacia el final, se quitaba la prenda y la arrojaba hacia los admiradores «enloquecidos», mientras la música se deslizaba hacia las notas de «Music». La presentación fue descrita como «nostálgica», «sentida», «maravillosa y cargada de emoción». De la BBC, John Hand resaltó el «esplendor sentimental», y Sarah Rodman, del Boston Herald, declaró que la dedicatoria significó un «momento dulce en lo que fue un concierto realmente espectacular». La interpretación vocal atrajo opiniones favorables, como la de Jim Farber, del New York Daily News, quien escribió que fue «extraordinario escucharla cantar con tanta fuerza», y Audra Halleck, del Allegheny Times, quien afirmó que «cantó a todo pulmón». Por su parte, Mike Weatherford, de Las Vegas Review-Journal, lo nombró uno de los «escasos momentos tranquilos» de la noche y describió la interpretación como «razonablemente moderada». En la misma línea, Jay Lusting, de The Star-Ledger, que la describió como una versión «cálida y relajada», lo llamó el momento «más tranquilo del concierto». En comentarios menos favorables, Spencer Patterson, de Las Vegas Sun, notó un par de quiebres en su voz durante la actuación, y Marian Liu, de The Mercury News, señaló que se escuchó «un poco demasiado aguda». Neva Chonin, del SFGate, la calificó como «sensiblera», y Joshua Klein, del Chicago Tribune, aseguró que se veía «absolutamente ridícula [...] canturreando "Crazy for You" a los 45 años».

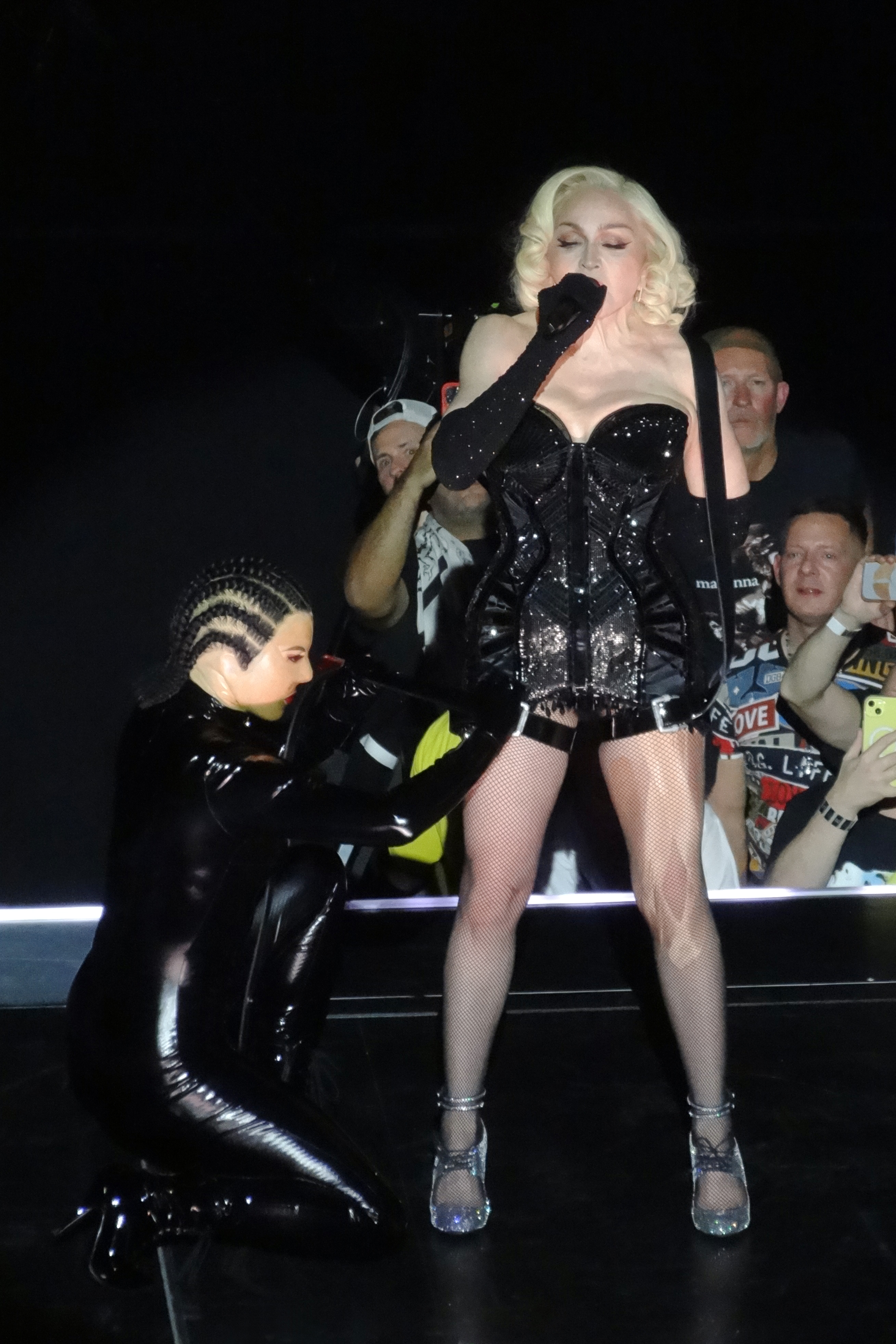
Madonna luciendo una versión renovada del corsé cónico de Jean-Paul Gaultier durante la interpretación de «Crazy for You» en la gira The Celebration Tour (2023-2024). A su lado, una «doble» de la cantante personificada como en el videoclip de «Human Nature».

Aunque no se incluyó en el repertorio oficial, Madonna interpretó «Crazy for You» el 25 de febrero de 2016 durante el segundo concierto de Manila (Filipinas) —en el marco de su gira Rebel Heart Tour—, como homenaje por el trigésimo aniversario de la Revolución EDSA y la lucha del pueblo filipino por la democracia. Antes de la actuación, dijo: «Creo que hace treinta años lucharon por la libertad, ¿cierto? Se llama People Power Freedom [sic], ¿lo he dicho bien? ¡Arriba la democracia y la libertad! Esa es la revolución del amor. Y por eso lucha un corazón rebelde». La artista caminó por el escenario acercándose a sus fanáticos, quienes iluminaban el recinto Mall of Asia Arena con sus teléfonos. La actuación se dio en el segmento latino-gitano del espectáculo, en donde la cantante solía interpretar algún tema de su discografía a petición del público. El personal de CNN Philippines señaló que el público «enloqueció cuando tocó las primeras notas». Edwin P. Sallan, del sitio de noticias Interaksyon, comentó que, en un país en el que abundan las baladas románticas, «Crazy for You» era «sin duda la canción más entrañable para la legión de fanáticos filipinos de Madonna». Días después, volvió a cantar el tema en el concierto realizado en Singapur el 28 de febrero, que The Business Times destacó como uno de los favoritos del público, así como en el primer recital de Brisbane, el 16 de marzo.
«Crazy for You» figuró en el cuarto acto de la gira The Celebration Tour (2023-2024), que conmemoró los cuarenta años de carrera artística de Madonna. Para esta ocasión, se interpretó en un arreglo acortado, como parte de un mashup con «Human Nature» (1995), perteneciente al álbum Bedtime Stories. Madonna portó una versión renovada del corsé cónico de Jean-Paul Gaultier, con un acabado metálico que daba la impresión de una armadura plateada. Durante el número de «Human Nature», se producía un acto opresivo cuando un grupo de hombres vestidos de policías simulaban una detención como las que ocurrían en los años 1980 en las discotecas donde se reunía la comunidad LGBTIQ+. Luego de que los guardias arrestaban y ataban a Madonna, una «doble» personificada como en el videoclip de «Human Nature» —con ropa de PVC y trenzas africanas— acudía a su rescate y la liberaba. A continuación, la artista respondía cantando «Crazy for You» a su yo más joven, en un «conmovedor reconocimiento a su valentía». El público la acompañaba cantando con ella e iluminando el recinto con sus celulares. Como final, Madonna encendía un fósforo, y el escenario se «incendiaba» y se transformaba en una especie de «hoguera», lo cual daba paso al quinto acto del espectáculo, con el vídeo interludio de «The Beast Within» (1990). Considerado uno de los momentos «sorprendentes» y destacados del concierto, su interpretación fue elogiada por un reportero del Indo-Asian News Service, quien destacó el hecho de que su voz no sonara alterada, y por Shaad D'Souza, de Pitchfork, quien afirmó que la artista «se deslizó con soltura». John Vettesse, de WXPN, admitió que, aunque su voz podía sonar áspera y tosca en algunos momentos, «se elevó en melodías gloriosas», como se escuchó en la canción. En cambio, Caryn Ganz, de The New York Times, sintió que se escuchaba «forzada» en varias ocasiones y que el público «tampoco alcanzó los agudos de "Crazy for You"». Sobre la actuación en sí, Mireia Pería, de Jenesaispop, resaltó que se centrara únicamente en ella y en el foco que la iluminaba, y observó que el mashup sirvió para mostrar «sus dos caras: la provocadora descarada y la tierna enamorada». Para Mikael Wood, de Los Angeles Times, la combinación de ambas canciones resultó «inexplicable» y la narrativa había sido «desordenada». De manera similar, Alexis Petridis, de The Guardian, advirtió que era difícil describir la transición de dichos temas «como algo que no sea desconcertante». Jed Gottlieb, del Boston Herald, señaló que la percusión añadida resultaba innecesaria.

## Versiones de otros artistas
Una de las primeras versiones de «Crazy for You» se dio en 1985, el mismo año de su lanzamiento, cuando la cantante hongkonesa Patricia Chan grabó una adaptación en chino tradicional para su álbum Pat Chan, publicado por EMI. La traducción estuvo a cargo de Gu Qianmin, con arreglos de Richard Yuen. También ese mismo año, la cantante mexicana Byanka interpretó una versión en español titulada «Poco a poco» para su álbum homónimo, con traducción de José T. Martínez, y el grupo Springbok la incluyó en el recopilatorio Hit Parade Singles 69. Al año siguiente, la hongkonesa Anita Mui y el japonés Tadao Hayashi grabaron sus propias versiones para sus álbumes Bad Girl y Tadao Hayashi, respectivamente. Minako Honda, llamada «la Madonna de Japón» por la prensa de su país, interpretó la canción en el concierto Rise Up en septiembre de 1986. Siew Tin Koh, de The Straits Times, observó que su vestuario y estilo de interpretación se asemejaban a los de la cantante estadounidense. La italiana Anna Oxa la cantó en vivo en la tercera emisión de la décima edición del programa de variedad musical Fantastico, transmitido el 21 de octubre de 1989 en el canal Rai 1. Durante los primeros días de su carrera musical, a finales de la década de 1980, la canadiense Alanis Morissette solía interpretarla en desfiles de moda y eventos benéficos realizados en Ottawa. De manera similar, varios años antes de iniciar su carrera, la cantante de música urbana contemporánea y neo soul estadounidense Nicci Gilbert presentó «Crazy for You» en un concurso de talentos. Otra reinterpretación provino de la cantautora japonesa Seiko Matsuda, incluida en su álbum Eternal (1991), y ese mismo año el grupo de dance británico Beats International lanzó una versión reggae como lado B de su sencillo «The Sun Doesn't Shine». En octubre de 1996, la actriz y cantante japonesa Chisa Yokoyama presentó el tema en un concierto en Los Ángeles, y posteriormente apareció en el álbum en vivo Live in L.A. (1997). Otros solistas, como Tracy Huang, Domingo Quiñones, Earl Klugh y Acker Bilk, así como agrupaciones como State of the Heart, Wiseguys y The Pacifists —en colaboración con Carroll Thompson— también grabaron versiones durante los años 1980 y 1990.
Una reinterpretación del grupo vocal estadounidense Stanford Mixed Company figuró en el material The Other Side of Blue, publicado en enero de 2000. La cantante galesa Jessica Garlick saltó a la fama en la primera temporada del programa de cazatalentos Pop Idol (2001-2002), cuando obtuvo el 12,4 % de los votos por su interpretación de «Crazy for You», lo que le permitió avanzar hasta el grupo de los diez finalistas. Anteriormente, había elegido esa canción para su audición inicial ante los jueces del concurso. En noviembre de 2001, el cantante brasileño Sylvio de Oliveira presentó una reinterpretación afrobrasileña de éxitos de Madonna —entre ellos «Crazy for You»— en el Centro Cultural São Paulo. Otras adaptaciones en diferentes géneros musicales incluyen una grabación instrumental a cargo del grupo Westwind Players, que figuró en Love Is in the Aire, Vol. 1 (2002), una en género jazz vocal por la artista japonesa Reyna Muramoto para su material Smile (2003), otra en estilo blues por la estadounidense Sharrie Williams para Hard Drivin' Woman (2004), y una remezcla dance producida por el grupo italiano In.Deep para Let's Hear It for the 80s, Vol. 2 (2004). En enero de 2004, la discográfica Hear Music lanzó un álbum recopilatorio conceptual titulado Sweetheart: Love Songs, que fue distribuido principalmente en tiendas Starbucks, en el que distintas estrellas grabaron lo que consideraban una canción de amor clásica. Descrita como una elección «inusual», la cantante japonesa Miho Hatori, integrante de Cibo Matto, reelaboró radicalmente la canción para este material y produjo un número de estilo jazzístico con una sección de vientos, que William Tilland, de AllMusic, elogió como uno de los aspectos destacados del disco. Por el contrario, el personal de The Buffalo News no quedó conforme y comentó que aportaba «poco para elevar el estatus de esa canción más allá de una mera nimiedad pop».
En abril de 2005, estrellas de telenovelas y ganadores de concursos de talento del Reino Unido rindieron homenaje a la cantante en un evento llamado Madonna Mania, transmitido por la cadena ITV1. Entre ellos, el cuarteto vocal G4 ofreció una interpretación del tema que, en opinión de Rupert Smith, de The Guardian, fue «vergonzosa» y debería «enviarlos de vuelta al olvido». En otro comentario negativo, el Warrington Guardian aseguró que el grupo «sumó el asesinato de uno de los mejores temas de Madonna a su creciente lista de delitos capitales contra canciones clásicas. El falsete del rubio asustaba a los perros, y los otros tres acompañantes eran simplemente espantosos». El 25 de mayo de 2005, el sello Universal Music lanzó a la venta el álbum en vivo Sakura Sings Ballads: Smooth Side, de la japonesa Sakura Teresa, donde figuró su interpretación de «Crazy for You», filmada en el Salón Público Central de la ciudad de Osaka en diciembre del año anterior. Otro artista hongkonés, Chet Lam, también grabó el tema para su trabajo discográfico Camping (2006), que incluyó otras reinterpretaciones, así como canciones originales. La banda estadounidense New Found Glory publicó una versión pop punk en agosto de 2007, y posteriormente se añadió a su álbum From the Screen to Your Stereo Part II, lanzado el 10 del mes siguiente por Drive-Thru Records. John Moore, de la revista AMP, resaltó que el grupo interpretara material «original» como «Crazy for You», y Drew Beringer, de AbsolutePunk, elogió la interpretación de Max Bemis. El dúo inglés de música electrónica Groove Armada grabó la canción —con la participación de Alan Donohue de la banda The Rakes en la voz principal— para el recopilatorio doble Radio 1: Established 1967, también de 2007. BBC America la ubicó en el 47.º lugar de las cincuenta mejores canciones británicas de ese año. Dos adaptaciones en bossa nova formaron parte de los recopilatorios Milk Bossa in Movies (2009), a cargo de Rachelle Spring, así como de In Spring e In Summer (ambas de 2010) por Atelier Bossa-Conscious.

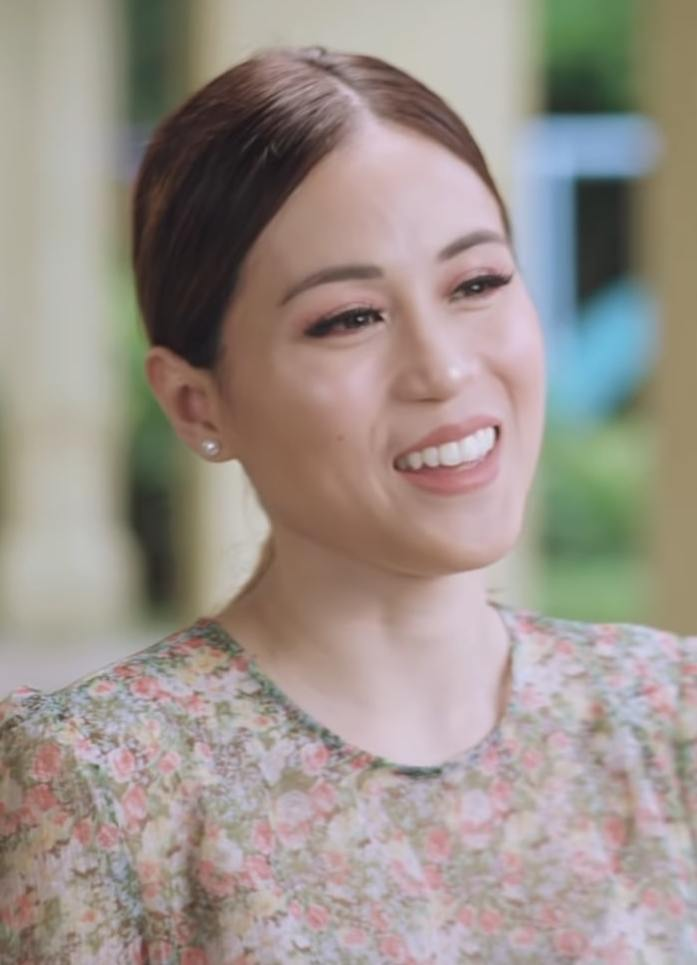
Toni Gonzaga grabó una versión del tema para su álbum You Complete Me (2006).

Cabe destacar que, durante los años 2000, numerosos artistas y grupos originarios de Filipinas versionaron «Crazy for You». Por ejemplo, la cantante y actriz Isabel Granada la grabó con el título «Baliw Na Puso» (en inglés, «Crazy Heart») para su disco In the Mood for Love, lanzado en 2000. Un año después, el grupo vocal femenino Teenhearts la interpretó para su álbum homónimo de 2001. Según David Gonzales, de AllMusic, que la describió como «potente», tenía un ritmo de fondo vibrante y con una fuerte presencia del bajo, aunque la melodía conservaba la «ternura de la original de Madonna». Mary Ann A. Bautista, del Philippine Daily Inquirer, señaló que le daba un toque «delicado y dulce», con un aire más suave y bubblegum. En los inicios de su carrera, a principios de la década, la banda de rock Sponge Cola tocó una versión acústica en vivo que se volvió un éxito viral y ganó popularidad entre oyentes ocasionales, además de los seguidores del grupo, hasta convertirse en una de las descargas «favoritas» de Internet. La grabación se difundió ampliamente a través de Kazaa, uno de los primeros sitios de intercambio de archivos, y llegó a descargarse y compartirse como copia pirata mediante otras redes entre pares. La banda terminó siendo asociada con la canción de Madonna, a tal punto que algunas fanáticas creyeron que se trataba de una composición original. El vocalista Yael Yuzon comentó: «Nos pareció gracioso tocarla. ¡Ni siquiera sabíamos los acordes, pero no importó! Luego, con el tiempo, pasó que nos etiquetaron como "la banda de 'Crazy for You'", cosa que ahora tratamos de evitar». Cuando se le preguntó si volverían a cantarla en vivo, respondió: «Tal vez. Si tenemos amigos entre el público que quieran escucharla». Otros artistas filipinos incluyen a Nyoy Volante, que cantó el tema en un concierto en 2005; Michael Cruz, para el álbum Solo 2 (2005); y MYMP y Toni Gonzaga, para New Horizon y You Complete Me (2006), respectivamente.

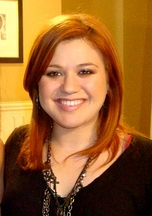
Kelly Clarkson interpretó la canción durante un concierto en febrero de 2012.

Durante el concierto realizado en el recinto Riverdome at Horseshoe Casino de Bossier City el 4 de febrero de 2012, en el marco de su gira Stronger Tour, la cantante estadounidense Kelly Clarkson interpretó «Crazy for You» a petición de dos fanáticos presentes entre el público. Más tarde, admitió que cantar el tema le hizo pensar en un amor del pasado. El grupo de pop japonés Nona Reeves incluyó su adaptación en su segundo álbum de versiones Choice II, publicado en junio de 2012 por Billboard Records. En noviembre de 2012, durante la segunda temporada del programa de competencias estadounidense The X Factor, el cantante Arin Ray interpretó una versión simplificada de «Crazy for You» como parte de la temática de la semana dedicada a las divas de la música. Britney Spears, una de las juezas del programa y mentora de Ray, seleccionó la canción especialmente para él. Sin embargo, la actuación no fue bien recibida por el resto del jurado, y Ray finalizó en la undécima posición en la tabla de clasificación de esa semana. Para el disco Are We Not Men? We Are Diva! (2014), el supergrupo de punk Me First and the Gimme Gimmes grabó una versión en ukelele «deslumbrante y frágil», según Brendan Manley, de Alternative Press. Con un estilo comparado con el de Jimmy Buffett, incorporó elementos de saxofón propios del yacht rock y algunas pausas prolongadas, pero mantuvo el ritmo relajado. Curtis Zimmermann, redactor del sitio Cover Me Songs, afirmó que el resultado era «mucho mejor» que la original y la incluyó en el decimotercer puesto de las mejores versiones de canciones de Madonna. Por el contrario, Tom Breihan, de Stereogum, la calificó como «increíblemente desagradable». Tres años después, a finales de abril de 2017, la banda la interpretó en una sesión en vivo realizada en los estudios Paste de Manhattan.

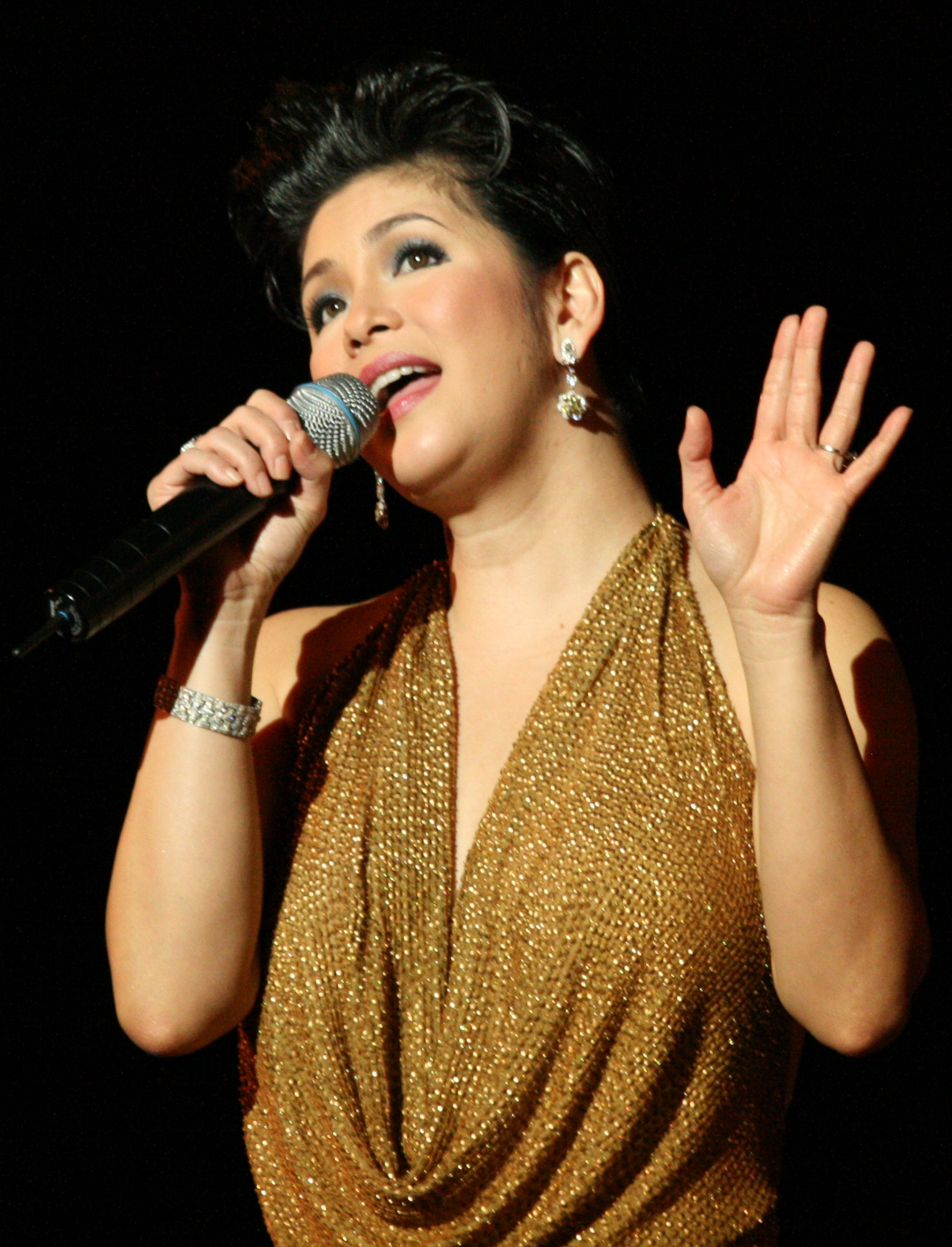
La versión de la filipina Regine Velásquez fue publicada como el sencillo principal de su álbum Reginified en 2024.

En febrero de 2015, con motivo del trigésimo aniversario del lanzamiento del sencillo, el cantante y actor estadounidense Jason Dottley publicó su propia versión, producida por Dee Martello. Musicalmente, la reinterpretación de Dottley —quien afirmó sentir una conexión inmediata con la letra de la canción— es más melancólica y «oscura» que la original, con toques de EDM a cargo de Martello, concebidos especialmente para la pista de baile. El lanzamiento estuvo acompañado de un videoclip dirigido por Wes Rolan y coprotagonizado por el modelo y actor Drew Shaw, quien personificó al «objeto de obsesión» de Dottley. Para el cantante, filmar un vídeo le dio la oportunidad de ofrecer una perspectiva «totalmente nueva» al significado de la canción, una visión que describió como «un fuego ardiente en su corazón» que solo podría apagar si la realizaba. Rodado en blanco y negro e inspirado en la obra de Alfred Hitchcock, muestra al cantante acechando a un hombre, observándolo solo a través de su ventana, e insertando luego sus propias fantasías sexuales en la historia. Dottley descubrió a Shaw mientras realizaba el casting para otro proyecto y, en su opinión, «fue el único actor que podía imaginar en pantalla». El cantante Danny Tetley, concursante del programa británico The X Factor, presentó el tema en vivo a finales de octubre de 2018. Tetley, que previamente había superado una infección de garganta que le impidió cantar por un tiempo, recibió una ovación de parte del público, aunque los jueces no estuvieron conformes con su actuación y sugirieron que la elección había sido incorrecta. Otros artistas que versionaron la canción durante la década de 2010 fueron Rhythm Method, Alice Lamb, Jim Speake, The Company, Karizma Dup y Marty Thomas.
El 28 de febrero de 2021, la artista filipina Regine Velásquez realizó en Manila un concierto llamado Freedom, transmitido en vivo a nivel mundial, en el que interpretó canciones seleccionadas personalmente, entre ellas una «hermosa» versión de «Crazy for You» que dedicó a su esposo, el cantante Ogie Alcasid. Dos años después, en febrero de 2023, la incluyó en el repertorio de su residencia Solo, que tuvo lugar en el recinto Samsung Performing Arts Theater de Macati. Velásquez grabó una versión de estudio del tema para su álbum Reginified, publicado a finales de noviembre de 2024. Publicada como el sencillo principal del disco, su reinterpretación contó con un videoclip protagonizado por las personalidades de televisión Fyang Smith y JM Ibarra. Se estrenó el 11 de abril de 2025 y sirvió como continuación de la historia de amor representada en el anterior vídeo de la cantante, «Wherever You Are». Una producción en género jazz a cargo del grupo The Funky JC's apareció en su álbum Greetings from The Funky JC's, editado en agosto de 2023. A finales de ese año, la cantante y compositora Ashlie Amber interpretó el tema en el programa de competición de música country My Kind of Country —transmitido en el servicio Apple TV+— para «mostrar su talento y representar mejor sus emociones», y ese mismo mes su adaptación se lanzó como sencillo promocional. Las bandas 08/80 y Party Time, el actor Mateo Oxley y los cantantes Bob Gentry, Den Bartolo y Carren Eistrup —en colaboración con Sheena Palad— son otros de los artistas que versionaron la canción en la década de 2020.

### Álbumes tributo

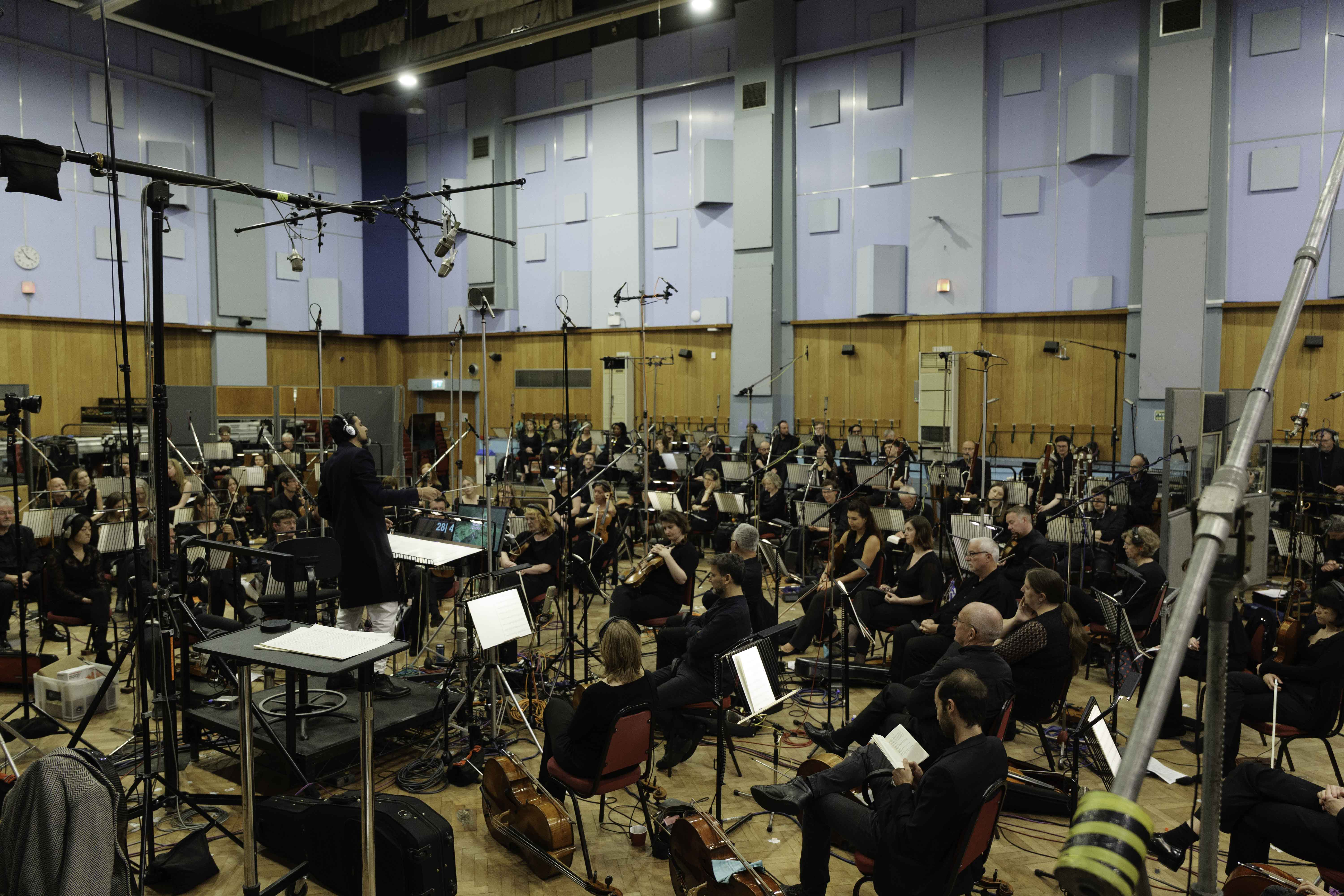
La Royal Philharmonic Orchestra grabó una versión instrumental de «Crazy for You» en 1998.

Otros artistas interpretaron «Crazy for You» especialmente para álbumes homenaje a Madonna, entre ellos la británica Rosanna para el disco Rosanna Sings the Songs of Madonna (1985); la banda brasileña Fusion Band para Sucessos de Madonna (1989); la estadounidense Sheela en una versión reggae (1994); Samantha Murray para A Tribute to Madonna y Yardbyrds para The Material Girl, ambos de 1999; Dannie Scott para Tranceformed (2000); Blonde Ambition para Platinum Blonde NRG (2005); el saxofonista Bennett Carl, que la adaptó a una canción de amor de jazz suave para A Smooth Sax Tribute (2005); y Studio Group, Madonna Tribute Band y Studio 99 para sus respectivos álbumes de 2006. Para el álbum tributo Through the Wilderness, editado en CD a finales de noviembre de 2007 a través del sello Manimal Vinyl, la interpretación de la banda Lion of Panjshir incluyó instrumentos como tabla, sitar y rasgueos acústicos, aunque sin perder «ni un ápice de la chispa erótica» de la original, según Stephen M. Deusner, de Pitchfork, gracias a la voz «audaz y jadeante» de Ariana Delawari. Descrita como «increíble y conmovedora», el periodista Jon Caramanica observó que los últimos treinta segundos eran «escalofriantes», ya que Delawari y su «tradicional acompañamiento afgano aceleran febrilmente, logrando el sudor que Madonna nunca alcanzó del todo o pudo alcanzar». Según Paul Beahan, fundador de Manimal Vinyl, la inclusión de la canción surgió de manera espontánea, cuando Delawari grabó una maqueta básica y se la envió por correo electrónico.
«Crazy for You» fue grabada en versiones instrumentales por orquestas y otros conjuntos musicales, tales como las orquestas Alan Devito (1994), Royal Philharmonic (1998), Spectrum (1999), Starsound (2001), Evening Star (2002), The Klone (2003), The Gary Tesca (2006) y Roma Symphony Orchestra, así como las bandas de jazz Blowing Free (2008) y Smooth Jazz Express (2010), la agrupación Music Box Mania (2014), el músico de new age Robert Brandon (2015), el conjunto japonés Relaxing Piano Crew (2015) y el cuarteto Midnite String (2016). En su reseña del álbum Tribute to Madonna (2002) del cuarteto de cuerdas Vitamin String, en colaboración con Da Capo Players, el crítico Johnny Loftus observó que la melodía instrumental estaba «acentuada por los cálidos tonos de un violonchelo». Otros artistas que grabaron su adaptación para álbumes homenaje a la cantante incluyen las agrupaciones The Pop Allstars (2008), The Serenadas (2008), The Tune Robbers (2008), Strike A Pose (2009), Material Girls (2010), The Chant Masters (2012) y Causeway, este último para Italians Do It Better (2021), un recopilatorio producido por Johnny Jewel, director del sello homónimo al álbum.
«Crazy for You» también fue adaptada a música infantil para los discos Rock-A-Bye: Madonna (2005), Babies Go Madonna (2006), del grupo Sweet Little Band, Babies & Kids (2008), de Morocco's Band, Soothing Lullaby Arrangements of Songs Made Famous by Madonna (2010), de Baby Blanket Music, Lullaby Renditions of Madonna (2011), de Steven Charles Boone para la línea de CD Rockabye baby!, y Lullaby Versions (2014), de Twinkle Twinkle Little Rock Star. Melissa Totten, una imitadora reconocida a nivel internacional, interpretó la pista para el álbum doble Forever Madonna, lanzado en julio de 2008, en el que también se incluyó una remezcla de su versión titulada «Klubkidz House Party Mix». Con motivo del sexagésimo aniversario de Madonna, la canción formó parte del repertorio de una gira teatral realizada en 2018 en el Reino Unido por la imitadora Jodie Jane Jackson, conocida artísticamente como Material Girl. El espectáculo, que rendía tributo a la vida y obra de la cantante, llevaba al público a un recorrido por sus escándalos, controversias y su música, narrado desde la perspectiva de la protagonista.

## Uso en otros medios
En 1985, «Crazy for You» apareció en la telenovela brasileña de TV Globo A Gata Comeu, protagonizada por Christiane Torloni y Nuno Leal Maia, como el tema principal del personaje Alice (Sônia Regina), enamorada de Rafael (Eduardo Tornaghi). La canción, que ya era popular en la radio brasileña, se añadió posteriormente a la banda sonora internacional, publicada por Opus Columbia, propiedad de Sony Music. Sin embargo, según Guilherme Bryan y Vincent Villari, autores del libro Teletema: A História da Música Popular Através da Teledramaturgia Brasileira (2014), los representantes nacionales de Warner Music autorizaron que se añadiera al álbum, pero los representantes internacionales de la misma discográfica, a quienes se les consultó tardíamente, prohibieron su inclusión en el material y su uso como tema central de la telenovela. Por consiguiente, los LP que se habían distribuido hasta ese momento debieron ser retirados apresuradamente de las tiendas del país, y la música ya no se reprodujo en la serie. Para evitar posibles problemas con el lanzamiento y así devolver rápidamente el disco a las tiendas, se decidió sustituir la canción de Madonna por «Smooth Operator», de la banda Sade, que también formaba parte del catálogo de Sony Music. Desde entonces, las copias en vinilo de la banda sonora que incluían «Crazy for You» se convirtieron en artículos «extremadamente raros» y costosos para los coleccionistas. Una versión instrumental suena en «13 Candles», el decimoséptimo episodio de la tercera temporada de la serie de televisión estadounidense Full House, emitido el 9 de febrero de 1990, en una escena durante la fiesta de cumpleaños de D. J. Tanner (Candace Cameron Bure). En 1998, el tema se escuchó en algunas escenas de la telenovela brasileña Pérola Negra, emitida por la cadena SBT.
Fue incluida en el episodio «Lows in the Mid-Eighties» (2000) de la serie de televisión estadounidense Will & Grace, así como en la película 13 Going on 30, estrenada en abril de 2004. En esta última, se escucha en dos ocasiones: la primera ocurre en la fiesta de cumpleaños número trece de Jenna (Christa B. Allen), cuando Lucy Wyman (Alexandra Kyle) insulta a Matt Flamhaff (Sean Marquette) y le quita la cinta de «Burning Down the House» de Talking Heads para reproducir «Crazy for You». La canción empieza a sonar durante una partida del juego «siete minutos en el paraíso», mientras Jenna espera a Matt dentro de un armario. Cerca del final del filme, vuelve a escucharse cuando Matt y Jenna adultos (Mark Ruffalo y Jennifer Garner, respectivamente) se casan y viven juntos. John Houlihan, supervisor musical de la película, comentó que la letra encajaba «perfectamente» con el personaje y que su inclusión representaba un contraste con el resto de la banda sonora del filme. La idea de repetir el tema al final de la trama surgió a último momento, y Houlihan propuso al director Gary Winick que el compositor superpusiera una orquesta de sesenta músicos sobre la voz de Madonna. Explicó: «Como era el final, queríamos que fuera un momento grande y emotivo. [...] Es un gran final feliz para las versiones adultas de los personajes, que están escuchando la música que escuchaban a los trece años». La canción formó parte de la banda sonora de la película, que salió a la venta en abril de 2004 a través de Hollywood Records. En septiembre de 2006, se estrenó a través de los canales ABS-CBN y The Filipino Channel la telenovela de drama y comedia Crazy for You, sobre dos trabajadores filipinos en el extranjero, cuyo título está tomado de la balada de Madonna. En «Long John Peter», duodécimo y último episodio de la sexta temporada de la serie de televisión animada Padre de familia, emitido el 4 de mayo de 2008, el personaje Chris Griffin canta un fragmento del tema cuando ve por primera vez a Anna, una becaria veterinaria, y se enamora de ella.

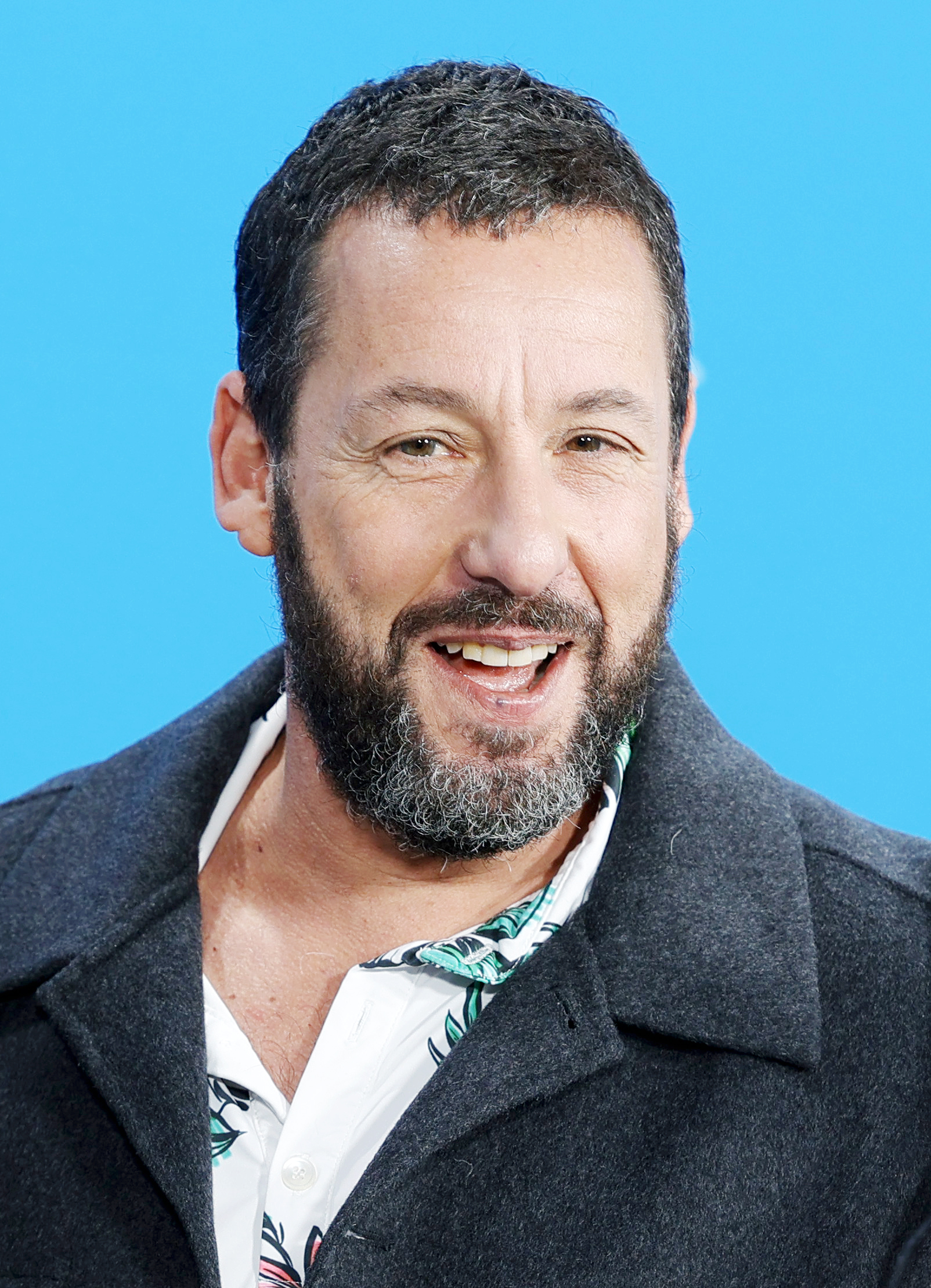
La canción apareció en una escena de la comedia The Do-Over (2016), producida y protagonizada por Adam Sandler.

También apareció en la comedia The Do-Over (2016), producida y protagonizada por Adam Sandler. En una escena descrita por Jessica Scott, de Slash Film, como «repugnante», una «exuberante belleza» (Paula Patton) y una exnovia «psicótica» (Kathryn Hahn) terminan peleándose en cámara lenta al ritmo de «Crazy for You», mientras Max Kessler (Sandler) y Charlie McMillan (David Spade) observan «embobados». Un extracto se escuchó en el segundo capítulo de la segunda temporada de la telecomedia británica de la BBC Peter Kay's Car Share, transmitido en abril de 2015. El episodio «Rosalie», el penúltimo de la segunda temporada de la serie de Netflix GLOW, emitido el 29 de junio de 2018, incluyó una secuencia con la canción como música de fondo. En dicha escena, Ruth (Alison Brie) acompaña a Sam (Marc Maron) al baile escolar de su hija para ayudar a resolver un conflicto familiar. Cuando la pareja sale a la pista de baile, el ambiente animado cambia mientras se reproduce «Crazy for You», momento en que él la besa. El supervisor musical de la serie, Bruce Gilbert, explicó que eligió el tema porque era el «tipo de éxito que uno esperaría escuchar en una discoteca o un baile hacia 1985».
En Valley Girl (2020), una adaptación de la original de 1983, el personaje de Randy (Josh Whitehouse) canta con su banda una versión acústica y punk de «Crazy for You». La guionista de la película, Amy Talkington, reveló que la intención era crear nuevas interpretaciones de las canciones; en el caso de la de Madonna, quiso llevarla en una «dirección completamente diferente [y] creo que esa es realmente sorprendente». La versión figuró en la banda sonora del filme, publicada en mayo de 2020. En una entrevista con The Daily Telegraph de 2023, la actriz Rebekah Staton explicó que su personaje Alice Newman, de la serie de BBC One The Following Events Are Based on a Pack of Lies, era una admiradora de Madonna «desde siempre» y que baladas como «Crazy for You» formaban parte de los recuerdos del personaje y condicionaban su ideal de que «caería en los brazos de un hombre y él la salvaría».

## Premios y nominaciones
«Crazy for You» obtuvo una nominación a mejor interpretación vocal pop femenina en la 28.ª ceremonia anual de los premios Grammy, celebrada el 25 de febrero de 1986 en Los Ángeles. Aunque perdió ante «Saving All My Love for You» de Whitney Houston, se destacó por ser la primera nominación de la cantante en dicha ceremonia. Obtuvo una candidatura a mejor tema musical de una película en la vigesimoprimera edición de los Your Choice for the Film Awards, producida por RKO Television y elaborada a partir de una encuesta a propietarios de salas de cine de los Estados Unidos. Aunque finalmente no fue nominada, cabe señalar que estuvo entre las elegibles para una nominación a mejor canción original en los premios Óscar.
En la tercera entrega anual de los Pop Awards, celebrada en Beverly Hills a finales de mayo de 1986 por la Asociación Estadounidense de Compositores, Autores y Editores (ASCAP, por sus siglas en inglés), Bettis y Lind obtuvieron una placa como reconocimiento por su composición en «Crazy for You», que había sido una de las canciones pop más reproducidas en los Estados Unidos durante el periodo comprendido entre octubre de 1984 y septiembre de 1985. Este último también fue honrado por su trabajo como compositor en los BMI Pop Awards, también realizados en mayo de ese año en Nueva York.

## Legado

### Reconocimientos
En reseñas retrospectivas, «Crazy for You» fue reconocida por mostrar nuevas cualidades vocales de Madonna y, al mismo tiempo, atraer a un público más maduro. En este sentido, Taraborrelli argumentó que fue fundamental para la creciente fascinación del público, además de contribuir a que su popularidad alcanzara su punto máximo. El sitio oficial de Rhino expresó que, históricamente hablando, fue una canción muy importante para ella porque la presentó a un público adulto contemporáneo por primera vez y sirvió para exponer a sus admiradores que «no solo estaba destinada a convertirse en una «diva del dance pop, sino que también era perfectamente capaz de crear una balada conmovedora». Según Kelly Stitzel, de Popdose, al haber ingresado en las listas de R&B y de música contemporánea para adultos, su atractivo entre distintos públicos le permitió atraer a «legiones de nuevos admiradores».
La balada marcó un nuevo camino para la artista y expuso la versatilidad que más adelante la caracterizaría. Además, el cambio de estilo musical demostró que aquellos que la desestimaron como una «figura de brillo y glamur sin ningún tipo de alcance» estaban equivocados y se vieron forzados a reconsiderarla. Para Jessica Jalali, de Screen Rant, la canción mostró su alcance y versatilidad multifacética, y ofreció al público una idea de su capacidad para reinventarse. Katie Atkinson, de Billboard, declaró que fue un cambio de sonido «perfecto» para los seguidores jóvenes que buscaban una canción lenta con la que acercarse a su pareja. Del programa de televisión Biography, Wendy Mead argumentó que, si bien ya había causado sensación con «Like a Virgin» en 1984, fue «Crazy for You» el que se desvió «radicalmente» de su habitual estilo dance pop y el que ayudó a consolidar su estatus como una «auténtica estrella del pop». Bruce Pollock sostuvo que Madonna encarnó una figura de «descarada provocadora» con la canción, que representó un «salto cuántico» en términos de «seducción provocativa y autoconocimiento ingenioso», en contraste con otras composiciones que retrataban a la mujer como víctima, marioneta o perdedora.
«Crazy for You» es considerado un «clásico instantáneo» y un momento cumbre en la carrera de Madonna. Al respecto, la biógrafa Caroline Sullivan —que lo citó como uno de los «tantos clásicos instantáneos» de su catálogo— afirmó que supuso un «gran momento» para ella por su éxito en las listas estadounidenses y por ser su primera «gran balada». Igualmente, David Greenwald, de The Oregonian, lo destacó como el primer momento notable de su carrera. Varios medios la denominaron la «canción de baile lento por excelencia», y con el tiempo se volvería un clásico en los bailes de graduación de todo el mundo. La propia Madonna declaró durante mucho tiempo que era su tema favorito de su antiguo catálogo. El autor Rob Harvilla la proclamó su mejor balada, y otras publicaciones como Entertainment Weekly y Radio & Records la calificaron como una de las más grandes y exitosas de su carrera. Por su parte, los periódicos Today y Manila Standard la definieron como una de las «gemas» de su repertorio y uno de sus clásicos «absolutamente indispensables». David N. Paulson, de The Tennessean, aseguró que terminó escribiendo un nuevo capítulo en su carrera, además de convertirse en «uno de los muchos momentos destacados en el prestigioso catálogo» de Bettis.

### Listados

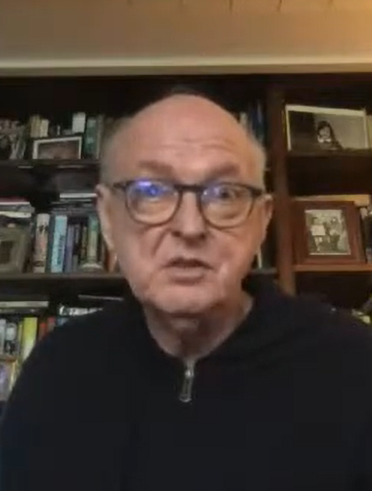
En el conteo de los 1001 mejores sencillos de la historia, Dave Marsh ubicó a «Crazy for You» en el puesto 148.

«Crazy for You» es catalogada como una de las mejores canciones de Madonna de todos los tiempos. Al respecto, numerosos medios de comunicación —entre ellos revistas, periódicos y sitios web especializados en música— la incluyeron en sus respectivas listas de las más destacadas de su carrera. Entre otros conteos, Stacy Hensley y Steve Peake, de Examiner y ThoughtCo, respectivamente, la nombraron una de las canciones más notables de la cantante de los años 1980; y Louis Weber, uno de los editores de The Extraordinary Book of Lists (2007), la posicionó en el quinto lugar de sus veinticinco sencillos más populares. También figuró en el conteo de The Arizona Republic de las canciones más importantes de la artista provenientes de bandas sonoras, mientras que la revista colombiana Semana la distinguió como uno de sus cinco temas que «dejaron huella en el cine». El sitio PopCrush la nombró su mejor canción de amor y una de las más emotivas de su repertorio.
En el año 2000, quedó en el séptimo lugar —con el 5.4 % de los votos— en una votación realizada por sus admiradores con el fin de determinar su mejor canción número uno en el Hot 100 de Billboard. Tres años después, la revista Q solicitó a sus lectores que eligieran los veinte mejores temas de la artista, y «Crazy for You» logró el undécimo puesto. En otra encuesta de 2004 para el canal de música VH1, fue elegida por los espectadores y votantes como uno de los mejores sencillos que deberían haber sido número uno en el Reino Unido, pero que nunca lo fueron. Los lectores británicos de la revista Digital Spy la escogieron como la novena canción favorita de Madonna en un sondeo realizado en agosto de 2008, siendo su única balada presente entre los diez primeros puestos. En diciembre de 2023, BBC Radio 2 pidió a los oyentes que escogieran hasta cinco de sus temas favoritos de la intérprete en una votación llamada Your Ultimate Madonna Song, que fue transmitida en vivo por la emisora; al publicarse la lista completa, «Crazy for You» se ubicó en la séptima posición.
En las encuestas de lo mejor de 1985, los lectores de la revista Smash Hits lo calificaron como el octavo mejor sencillo del año, y el periódico Observer-Reporter lo nominó como mejor sencillo en su propia encuesta de lectores, al tiempo que Madonna obtuvo una candidatura a mejor vocalista. El sitio Chart Beats la clasificó en el duodécimo puesto de las 220 mejores canciones de 1987, mientras que Victor Bondi, en American Decades (1996), lo incluyó entre los eventos más notables de la década de 1980. También fue nombrado uno de los mejores sencillos de la década de 1980 y de todos los tiempos, ya sea por críticos o por el público. Por ejemplo, en 1988 se ubicó en el décimo puesto en la encuesta anual de la emisora independiente británica Capital Radio —conocida con el nombre de «Salón de la Fama» (Hall of Fame)— sobre los mejores sencillos de la historia según los oyentes. En el conteo de los 1001 mejores sencillos de la historia, Dave Marsh lo ubicó en el puesto 148 y resaltó que desempeñó un papel importante en la carrera de la artista al consagrarla no solo como una cantante de baladas, sino también como «reina de los salones de baile».
Sumado a lo anterior, también ha sido nombrada una de las mejores canciones de amor de todos los tiempos. Figuró en varias encuestas votadas por el público de emisoras, revistas y cadenas de televisión sobre los temas románticos más destacados de la historia. En junio de 2005, los lectores de Entertainment Weekly la eligieron como la mejor canción romántica de la música pop, con un 39 % de los 11 521 votos emitidos. En 2018, Troy L. Smith, de la revista en línea Cleveland, la calificó como la tercera mejor canción de amor de los años 1980, y subrayó que, aun con todos los sencillos de Madonna que ayudaron a definir la cultura pop durante las décadas de 1980 y 1990, «Crazy for You» seguía siendo su canción más «atemporal»: «Sin artificios, modas pasajeras ni metáforas disparatadas. Su interpretación vocal y su convicción se sostienen por sí solas».
A continuación, se muestra una tabla más completa con los reconocimientos que obtuvo la canción en distintos listados y conteos:
| Año  | Autor/ Publicación   | Listado | Posición | Ref.    |
| ---- | -------------------- | --- | -------- | ------- |
| 1988 | Capital Radio        | Salón de la Fama: los sencillos favoritos de todos los tiempos según los oyentes                                  | 10       | [ 665 ] |
| 1989 | Dave Marsh           | Los 1001 mejores sencillos de la historia                                                                         | 148      | [ 86 ]  |
| 1990 | Swellsville          | Los mejores sencillos de los años 1980                                                                            | 33       | [ 672 ] |
| 1992 | Mike Read            | Las canciones favoritas de todos los tiempos de Gran Bretaña                                                      | 234      | [ 93 ]  |
| 1992 | Mike Read            | Las veinte mejores canciones de artistas femeninas                                                                | 14       | [ 673 ] |
| 1995 | Billboard            | Las 100 canciones más exitosas de películas                                                                       | 66       | [ 674 ] |
| 1995 | Billboard            | Las canciones más exitosas de 1985                                                                                | 13       | [ 675 ] |
| 1995 | Billboard            | Las 5000 canciones más exitosas de la era del rock                                                                | 689      | [ 676 ] |
| 1997 | Bruce Pollock        | Las 7500 canciones más importantes del rock and roll                                                              | —        | [ 677 ] |
| 2000 | Gregory J. P. Godek  | Las 100 mejores canciones de amor del siglo XX                                                                    | 52       | [ 678 ] |
| 2001 | Michaelangelo Matos  | Los 100 mejores sencillos de los años 1980                                                                        | 100      | [ 679 ] |
| 2002 | David Jasen          | Las 2000 canciones más queridas y recordadas (1899-1999)                                                          | —        | [ 680 ] |
| 2002 | Handbag              | Las mejores canciones de amor de todos los tiempos                                                                | 4        | [ 681 ] |
| 2003 | VH1                  | Las 100 mejores canciones de amor                                                                                 | 38       | [ 682 ] |
| 2005 | David Mansour        | Las veinticinco canciones de baile lento por excelencia (principios de los setenta hasta mediados de los ochenta) | —        | [ 683 ] |
| 2005 | New York Post        | Las 25 mejores canciones de bailes de graduación de los últimos 25 años                                           | —        | [ 684 ] |
| 2006 | Entertainment Weekly | Las mejores canciones románticas de la música pop (según los lectores)                                            | 1        | [ 670 ] |
| 2007 | New York Daily News  | Las 100 mejores canciones de amor                                                                                 | 65       | [ 685 ] |
| 2007 | Rolling Stone        | Las 25 mejores canciones de baile lento de la historia                                                            | 3        | [ 686 ] |
| 2007 | Stereogum            | Las 100 mejores canciones de amor                                                                                 | 65       | [ 687 ] |
| 2008 | Gregory J. P. Godek  | Las 99 mejores canciones de amor del siglo XX (y XXI)                                                             | 11       | [ 688 ] |
| 2009 | The Observer         | 1000 canciones que todos deben escuchar                                                                           | —        | [ 689 ] |
| 2012 | Popdose              | Las 100 mejores canciones de amor de todos los tiempos                                                            | 76       | [ 61 ]  |
| 2013 | Smooth Radio         | Las 500 mejores canciones de todos los tiempos                                                                    | 65       | [ 690 ] |
| 2013 | Yahoo!               | Las mejores baladas de amor y canciones lentas de los años 1980                                                   | 6        | [ 691 ] |
| 2014 | Yahoo!               | Las 40 mejores canciones de amor románticas de todos los tiempos                                                  | 14       | [ 692 ] |
| 2017 | ThoughtCo            | Las 100 mejores canciones de amor de todos los tiempos                                                            | 34       | [ 51 ]  |
| 2018 | B101 (iHeartRadio)   | Las 500 mejores canciones de los 80                                                                               | 65       | [ 693 ] |
| 2018 | Cleveland            | Las 80 mejores canciones de amor de los años 80                                                                   | 3        | [ 671 ] |
| 2020 | Smooth Radio         | Las 20 mejores canciones de amor de los 80                                                                        | 19       | [ 694 ] |
| 2021 | Cleveland            | Todas las canciones número uno de la década de 1980 clasificadas de peor a mejor                                  | 69       | [ 63 ]  |
| 2023 | Billboard            | Las 65 mejores canciones de películas de todos los tiempos                                                        | 27       | [ 41 ]  |
| 2023 | Business Insider     | Las 60 mejores canciones de amor de todos los tiempos                                                             | 42       | [ 695 ] |
| 2023 | Virgin Radio UK      | Las 100 mejores power ballads de los 80                                                                           | 90       | [ 696 ] |

### Impacto comercial
Según Peter Berk, de Cash Box, el éxito de «Crazy for You» contribuyó a que la banda sonora de Vision Quest resultara «tan atractiva para los compradores de discos». Asimismo, declaró que demostró cuánto puede hacer una canción exitosa para promover una película que, de otro modo, habría «caído en el olvido». Igualmente, Julius Robinson —de la misma publicación— afirmó que el «exitoso sencillo» puso a Madonna en el mapa y que la película «quedó archivada» hasta que ella alcanzó un estatus aún mayor. Los biógrafos Mark Bego y Rebecca Gulick coincidieron en que su presencia cantando la balada en la escena del bar fue lo más destacado y recordado en una película «por lo demás poco memorable». En la misma línea, un editor de la revista mensual polaca Film señaló que la obra del director Becker debía su popularidad a la canción, y que el filme «quedará grabado en la memoria del público como aquella en la que Madonna cantó por primera vez "Crazy for You"». Otra opinión similar provino de Rik Flynn, de la revista Classic Pop, quien afirmó que fue otro de sus sencillos el que superó «con creces» a la película para la que fue escrito, lo que resaltó «aún más su excelencia en la industria».
Fue tal la popularidad de Madonna y el éxito de la canción que tanto la película como la banda sonora fueron retituladas como Crazy for You en Australia, Europa, Nueva Zelanda y otros países como Argentina y Singapur. Con el tiempo, la cinta llegaría a asociarse directamente con Madonna. En los Estados Unidos, el título se mantuvo como Vision Quest, decisión que fue cuestionada por Anne Thompson, del periódico LA Weekly, al señalar que muchos consumidores no asociaron la canción con la película debido a la diferencia de títulos, lo que dificultó que el público cinematográfico se familiarizara con su promoción musical. Incluso John Kalodner, de Geffen Records, reflexionó que, debido a su relativo éxito, «realmente debería haberse titulado Crazy for You para coordinar con la canción y el videoclip de Madonna». Tiempo después del estreno, durante una visita a Roma para promocionar el filme y discutir un posible papel en otra película, Modine vio un afiche gigante con el rostro de la cantante y la frase Crazy for You en italiano (Pazzo Per Te). En un principio, pensó que se trataba de un concierto que la cantante ofrecería allí, pero al observar con más detenimiento y verse a sí mismo en una escena del filme con los brazos en alto, comprendió que era un póster que publicitaba el estreno italiano de Vision Quest y que el título y la estrategia de promoción europea se habían modificado para destacar a la cantante. Expresó: «Me encanta el nombre Vision Quest y todo lo que implica. [...] Pero Crazy for You también es un gran título. Así que todo salió bien [...] Así lo quiso el destino». Aunque breve e «intrascendente», la participación de la artista causó una «fuerte impresión» y terminó siendo «enormemente influyente», lo que le otorgó una exposición importante. Más aún, le ayudó a conseguir su primer papel protagónico en su siguiente película comercial, la comedia Desperately Seeking Susan —de Orion Pictures—, por delante de otras actrices consagradas como Diane Keaton, Kelly McGillis, Ellen Barkin y Melanie Griffith.
Para Mário Bendetson, de la revista brasileña Manchete, desplazar a la «inalcanzable» «We Are the World» del primer puesto de las listas de éxitos fue el mayor logro de Madonna. De manera similar, Mark Elliott, de la revista Dig!, señaló que haber apartado al sencillo del primer puesto hablaba del «nivel de popularidad» de la cantante en 1985. Incluso se atribuyó este suceso como una posible «revancha» por parte de Madonna por no haber sido invitada a participar de la grabación del tema benéfico. Inicialmente, Bettis tuvo sus dudas de que llegaría a la cima del Hot 100 tras permanecer en el segundo puesto por tres semanas consecutivas, pero luego le sorprendió mucho que finalmente lograra superar a USA for Africa. En una entrevista, reconoció: «Jon y yo dijimos: "Si tienes que perder contra algo, que sea contra ["We Are the World"]. Por suerte, en la última semana, logramos superarla, lo cual demuestra cuán exitosa era la canción y cuán popular la artista». Unos días después de que Geffen le informara que era el sencillo más popular del país, Benitez compartió la noticia con Quincy Jones —productor de la canción benéfica— y Lionel Richie —coautor— una noche en que los tres se encontraban cenando en el mismo lugar. En una entrevista, recordó entre risas: «Me acerqué y les dije: "Chicos, mi canción acaba de llegar al número uno. Acabamos de sacar[los] del primer puesto. Y Quincy me agarró del brazo y le dijo a Lionel: "Está bien, tú tira. Lo partiremos en dos"».
En otra entrevista de 1988, Benitez afirmó que, gracias a «Crazy for You», pudo impulsar su carrera como productor discográfico. De hecho, seis meses después de su lanzamiento, y luego de que se convirtiera en su primer número uno, firmó un contrato con Warner Bros. Records que estipulaba que el logotipo de su sello, Jellybean Productions, aparecería en los lanzamientos de cuatro artistas nuevos por año durante los siguientes dos años. Tras el éxito del tema, amplió sus créditos de estudio y produjo grabaciones y remezclas para otros artistas como Whitney Houston, The Pointer Sisters, Paul McCartney y Michael Jackson. El empresario Steve Rubell, copropietario de los clubes Studio 54 y Palladium, consideró que Benitez se había convertido más en un productor de discos comerciales que en un DJ vanguardista.
El tema marcó el primero de una larga serie de éxitos de Madonna vinculados con películas que, según Stuart Derdeyn, de The Province, culminaría con la ganadora del Óscar «Sooner or Later», de la adaptación de Dick Tracy (1990). Bill Lamb, de ThoughtCo, escribió que su éxito en el número uno amplió significativamente la imagen de Madonna como una cantante capaz de hacer más que canciones dance. Por su parte, BBC News lo destacó como uno de los «éxitos pegadizos» que contribuyeron a consolidarla no solo como una estrella de los años 1980, sino también como un «talento brillante para la autopromoción». Así como la popularidad del tema amplió la imagen de Madonna, también lo hizo para Lind, quien hasta ese momento tendía a ser encasillado como un «especialista» en éxitos de R&B, dado su anterior trabajo en «Boogie Wonderland» y con otros artistas como Ramsey Lewis, Jennifer Holliday, Ren Woods y D. J. Rogers. El compositor declaró: «La mayoría de mis versiones eran R&B y dance. Estoy orgulloso de "Boogie Wonderland", pero [...] "Crazy for You" es tan gratificante: la gente está respondiendo a una canción de verdad, una canción con melodía». Sobre el relanzamiento del sencillo en el Reino Unido en 1991, el editor Robert Matthew-Walker aseguró que el hecho de que ingresara en las listas directamente en el segundo puesto significó un logro «verdaderamente notable para una canción de seis años de antigüedad».

### Influencia cultural
La Opinión de Málaga declaró que temas como «Crazy for You» se convirtieron en «auténticos himnos de diferentes generaciones». Mark Elliott explicó que, aunque en un principio pudo parecer una elección inusual dado el anterior repertorio de Madonna de canciones animadas con influencias dance, «el público la acogió de inmediato». Eric Henderson, de Slant Magazine, reconoció que era uno de los temas de los años 1980 por los que los seguidores de Madonna de aquella época sienten un «afecto particularmente curioso». Por su carácter romántico y popularidad, ha sido recomendada en publicaciones y libros como una balada apropiada para el primer baile de las parejas en su día de bodas. Además, suele ser una elección habitual en repertorios de karaoke.
Seguidores de la serie de televisión Buffy the Vampire Slayer (1997-2003) utilizaron la canción como banda sonora en montajes audiovisuales no oficiales para explorar la relación romántica entre los personajes Willow Rosenberg (Alyson Hannigan) y Tara Maclay (Amber Benson). Según el teórico Rob Cover, en el libro Music, Sound and Silence in Buffy the Vampire Slayer (2010), estos vídeos amateur pueden considerarse una forma de filking, es decir, la creación de canciones u otras formas musicales sobre, alrededor o desde la perspectiva de personajes extraídos de una obra de ficción. En el caso de «Crazy for You», se la menciona como una canción reconocible al instante que permite resignificar visualmente la relación lésbica existente entre ambos personajes. Para Cover, debido a la escasez de representaciones explícitas de la homosexualidad y el homoerotismo en televisión hasta ese momento, la elaboración de estos materiales designaba un nuevo enfoque dentro de las prácticas de fan art en general.

## Lista de canciones y formatos
| 7"  |                                         |          |  |
| N.º | Título                                  | Duración |  |
| 1.  | «Crazy for You»                         | 4:08     |  |
| 2.  | «I'll Fall in Love Again» (Sammy Hagar) | 4:11     |  |

| 7" (Canadá, Estados Unidos) |                          |          |  |
| N.º                         | Título                   | Duración |  |
| 1.                          | «Crazy for You»          | 4:08     |  |
| 2.                          | «No More Words» (Berlin) | 3:54     |  |

| 7" (Brasil, Costa Rica, México, Perú) |                            |          |  |
| N.º                                   | Título                     | Duración |  |
| 1.                                    | «Crazy for You»            | 4:08     |  |
| 2.                                    | «Only the Young» (Journey) | 3:54     |  |

| 12" (Europa) |                                         |          |  |
| N.º          | Título                                  | Duración |  |
| 1.           | «Crazy for You»                         | 4:08     |  |
| 2.           | «I'll Fall in Love Again» (Sammy Hagar) | 4:11     |  |
| 3.           | «Only the Young» (Journey)              | 4:01     |  |

| 7", casete (1991) |                                   |          |  |
| N.º               | Título                            | Duración |  |
| 1.                | «Crazy for You» (Remix)           | 3:42     |  |
| 2.                | «Keep It Together» (Single Remix) | 4:30     |  |

| 12", CD (1991) |                                           |          |  |
| N.º            | Título                                    | Duración |  |
| 1.             | «Crazy for You» (Remix)                   | 3:45     |  |
| 2.             | «Keep It Together» (Shep Pettibone Remix) | 7:46     |  |
| 3.             | «Into the Groove» (Shep Pettibone Remix)  | 8:29     |  |

## Posicionamiento en listas
| País/Continente   | Lista (1985)                   | Posición más alta |
| ----------------- | ------------------------------ | ----------------- |
| Alemania          | Musikmarkt                     | 7                 |
| Alemania          | Offizielle Deutsche Charts     | 26                |
| Australia         | ARIA Top 50 Singles            | 1                 |
| Austria           | Ö3 Austria Top 40              | 23                |
| Bélgica (Flandes) | Ultratop 50 Singles            | 13                |
| Bolivia           | UPI                            | 10                |
| Canadá            | RPM Top Singles                | 1                 |
| Canadá            | RPM Adult Contemporary         | 2                 |
| Canadá            | The Record                     | 4                 |
| España            | AFYVE                          | 17                |
| Estados Unidos    | Billboard Hot 100              | 1                 |
| Estados Unidos    | Billboard Adult Contemporary   | 2                 |
| Estados Unidos    | Billboard Hot 100 Airplay      | 1                 |
| Estados Unidos    | Billboard Hot 100 Sales        | 2                 |
| Estados Unidos    | Billboard Hot Black Singles    | 80                |
| Estados Unidos    | Cash Box Top 100 Singles       | 2                 |
| Estados Unidos    | Gavin Report A/C               | 1                 |
| Estados Unidos    | Gavin Report R&B               | 26                |
| Estados Unidos    | Gavin Report Top 40            | 1                 |
| Estados Unidos    | Observer-Reporter The Hit List | 1                 |
| Estados Unidos    | R&R Adult Contemporary         | 1                 |
| Estados Unidos    | R&R Contemporary Hit Radio     | 1                 |
| Europa            | TROS Europarade                | 8                 |
| Europa            | European Top 100 Singles       | 6                 |
| Europa            | European Airplay Top 50        | 10                |
| Finlandia         | Suomen virallinen lista        | 9                 |
| Francia           | SNEP                           | 47                |
| Francia           | Tubes en France                | 50                |
| Irlanda           | IRMA                           | 2                 |
| Islandia          | RÚV                            | 10                |
| Italia            | Musica e dischi                | 12                |
| Italia            | Discografia Internazionale     | 4                 |
| Japón             | Oricon                         | 29                |
| Nueva Zelanda     | RMNZ                           | 2                 |
| Países Bajos      | Dutch Top 40                   | 14                |
| Países Bajos      | Single Top 100                 | 11                |
| Paraguay          | UPI                            | 3                 |
| Perú              | UPI                            | 2                 |
| Puerto Rico       | UPI                            | 6                 |
| Polonia           | LP3                            | 36                |
| Reino Unido       | Melody Maker                   | 1                 |
| Reino Unido       | NME                            | 1                 |
| Reino Unido       | OCC UK Singles Chart           | 2                 |
| Singapur          | Rediffusion Singapore          | 2                 |
| Sudáfrica         | Springbok Radio                | 7                 |
| Suecia            | Sverigetopplistan              | 13                |
| Suiza             | Schweizer Hitparade            | 16                |

| País/Continente | Lista (1991)              | Posición más alta |
| --------------- | ------------------------- | ----------------- |
| Europa          | Eurochart Hot 100 Singles | 6                 |
| Europa          | European Airplay Top 50   | 21                |
| Irlanda         | IRMA                      | 3                 |
| Reino Unido     | UK Singles Chart          | 2                 |
| Reino Unido     | MRIB                      | 2                 |

| País           | Lista (1985)                   | Posición |
| -------------- | ------------------------------ | -------- |
| Australia      | ARIA Top 50 Singles            | 3        |
| Brasil         | Mais Tocadas                   | 27       |
| Canadá         | RPM Top 100 Singles            | 7        |
| Estados Unidos | Billboard Hot 100              | 9        |
| Estados Unidos | Billboard Adult Contemporary   | 20       |
| Estados Unidos | Cash Box Top 100 Singles       | 9        |
| Estados Unidos | Gavin Report A/C               | 13       |
| Estados Unidos | Gavin Report Top 40            | 2        |
| Estados Unidos | Observer Reporter The Hit List | 2        |
| Estados Unidos | R&R Adult Contemporary         | 8        |
| Estados Unidos | R&R Contemporary Hit Radio     | 1        |
| Nueva Zelanda  | RMNZ                           | 3        |
| Países Bajos   | Dutch Top 40                   | 89       |
| Países Bajos   | Single Top 100                 | 58       |
| Reino Unido    | UK Singles Chart               | 16       |
| País           | Lista (1991)                   | Posición |
| Reino Unido    | UK Singles Chart               | 46       |

| País           | Lista (1980-1989)          | Posición |
| -------------- | -------------------------- | -------- |
| Australia      | ARIA Top 50 Singles        | 79       |
| Estados Unidos | R&R Contemporary Hit Radio | 74       |
| Estados Unidos | R&R Adult Contemporary     | 56       |

| País           | Lista (1958-2018)                     | Posición |
| -------------- | ------------------------------------- | -------- |
| Estados Unidos | Billboard Hot 100 (1958-2018)         | 282      |
| Estados Unidos | Billboard Hot 100 (Women) (1958-2018) | 88       |
| Reino Unido    | UK Singles Chart (1952-1998)          | 33       |

## Certificaciones y ventas
| País (organismo certificador) | Certificación | Unidades certificadas/Ventas |
| ----------------------------- | ------------- | ---------------------------- |
| Canadá (CRIA)                 | Oro           | 50 000                       |
| Estados Unidos (RIAA)         | Oro           | 2 000                        |
| Japón                         | —             | 46 300                       |
| Reino Unido (BPI)             | Oro           | 782 000                      |
| Digital                       |               |                              |
| Estados Unidos                | —             | 211 000                      |

## Créditos y personal
- Madonna: voz
- John Bettis: composición
- Jon Lind: composición
- John «Jellybean» Benitez: producción
- Rob Mounsey: coros, piano, teclado, arreglos, dirección de orquesta
- George Marge: oboe
- Stephen Bray: batería
- Thom Wilson: ingeniería de sonido
- Greg Fulginiti: masterización

Créditos y personal atribuidos a múltiples fuentes.

### En español
- Failde, Augusto; Doyle, William (1996). Éxito latino: Secretos de 100 profesionales latinos de más poder en Estados Unidos. Simon & Schuster. ISBN 0-684-82629-1.
- Falconi, Francesco (2017). Loco por Madonna. La Reina del Pop. Babelcube Inc. ISBN 150717795X.

### En inglés
- Andersen, Christopher (1991). Madonna, unauthorized. Simon & Schuster. ISBN 0-671-73532-2.
- Andrews, Marc (2022). Madonna Song by Song. Fonthill Media LLC. ISBN 978-1-78155-844-7.
- Ash, Russell; Crampton, Luke (1993). The Top 10 of Music. Headline Book Publishing. ISBN 0-7472-0798-4.
- Ash, Russell (1997). The Top 10 of Everything 1998. DK Publishing, Inc. ISBN 0-7894-2199-2.
- Attinello, Paul; Halfyard, Janet K.; Knights, Vanessa, eds. (2010). Music, Sound, and Silence in Buffy the Vampire Slayer. Ashgate Publishing Limited. ISBN 978-0-7546-6041-5.
- Barger, Eric (1990). From Rock to Rock: The Music of Darkness Exposed!. Huntington House, Inc. ISBN 0910311617.
- Bego, Mark (1985). Madonna!. Pinnacle Books. ISBN 0-523-42576-7.
- ————— (2000). Madonna: Blonde Ambition. Cooper Square Press. ISBN 0-8154-1051-4.
- Bernstein, Jonathan (1997). Pretty In Pink: The Golden Age of Teenage Movies. St. Martin's Press. ISBN 0-312-15194-2.
- Bondi, Victor, ed. (1996). American Decades: 1980-1989. Gale Research. ISBN 0-8103-8881-2.
- Braheny, Tom (1995). The Craft & Business of Songwriting. Writer's Digest Books. ISBN 0-89879-653-9.
- Bromley, Tom (2012). Wired for Sound: Now That's What I Call an Eighties Music Childhood. Simon & Schuster. ISBN 978-1-84983-393-6.
- Bronson, Fred (1995). Billboard's Hottest Hot 100 Hits. Billboard Books. ISBN 0-8230-7646-6.
- —————— (2003). The Billboard Book of Number 1 Hits. Billboard Books. ISBN 0-8230-7677-6.
- Brunning, Bob (1998). 1980s Pop. Heinemann Library. ISBN 0-431-09094-7.
- Cahill, Marie (1991). Madonna. Gallery Books. ISBN 0-8317-5705-1.
- Canale, Larry, ed. (1986). Digital Audio's Guide to Compact Discs. Bantam Books. ISBN 0-553-34356-4.
- Cantin, Paul (1997). Alanis Morissette: You Oughta Know. Stoddart Publishing. ISBN 0-7737-5871-2.
- Clayton, Marie (2010). Madonna: The Illustrated Biography. Trans Atlantic Press. ISBN 978-1-907176-19-7.
- Clerk, Carol; Appel, Stacey (2012). Madonna Style. Omnibus Press. ISBN 978-1-78038-152-7.
- Cranna, Ian, ed. (1985). The Rock Yearbook VI. Virgin Books. ISBN 0-86369-089-0.
- Cross, Mary (2007). Madonna: A Biography. Greenwood Press. ISBN 978-0-313-33811-3.
- Denisoff, R. Serge; Romanowski, William D. (2017). Risky Business: Rock in Film. Routledge. ISBN 0-88738-843-4.
- Downey, Pat; Albert, George; Hoffmann, Frank (1994). Cash Box Pop Singles Charts 1950-1993. Libraries Unlimited. ISBN 1-56308-316-7.
- du Noyer, Paul, ed. (1999). The Encyclopedia of Singles. Parragon Book Services. ISBN 0-75253-337-1.
- Easlea, Daryl; Fiegel, Eddi (2012). Madonna: Blond Ambition. Backbeat Books. ISBN 978-1-61713-034-2.
- Eddy, Chuck (1997). The Accidental Evolution of Rock'n'Roll: A Misguided Tour Through Popular Music. Da Capo Press. ISBN 0-306-80741-6.
- Faith, Karlene (1997). Madonna, Bawdy & Soul. University of Toronto Press. ISBN 0-8020-4208-2.
- Feldman, Christopher G. (2000). The Billboard Book of Number 2 Singles. Billboard Books. ISBN 0-8230-7695-4.
- Fouz-Hernández, Santiago; Jarman-Ivens, Freya, eds. (2004). Madonna's Drowned Worlds: New Approaches to Her Cultural Transformations, 1983-2003. Ashgate Publishing Limited. ISBN 0-7546-3371-3.
- Friskics-Warren, Bill (2005). I'll Take You There: Pop Music and the Urge for Transcendence. Continuum. ISBN 978-0-8264-1700-8.
- Gabriel, Mary (2023). Madonna: A Rebel Life. Hachette Book Group. ISBN 978-0-316-45644-9.
- Gambaccini, Paul; Rice, Tim; Rice, Jonathan (1993). The Guinness Book of British Hit Singles (9.ª edición). Guinness Publishing. ISBN 0-85112-526-3.
- Gnojewski, Carol (2008). Madonna: Express Yourself. Enslow Publishers, Inc. ISBN 0-7660-2442-3.
- Godek, Gregory J. P. (2008). 1001 Ways to be Romantic (PDF). Sourcebooks, Inc. ISBN 978-1-4022-1646-6.
- Griffin, Nancy; Masters, Kim (1996). Hit and Run: How Jon Peters and Peter Guber Took Sony for a Ride in Hollywood. Simon & Schuster. ISBN 0-684-80931-1.
- Grus, Joel (2009). Your Religion Is False. Brightwalton LLC. ISBN 0-9824-818-0-2.
- Gulick, Rebecca (1993). Madonna: Portrait of a Material Girl. Bison Books Ltd. ISBN 1-56138-236-1.
- Harvilla, Rob (2023). 60 Songs That Explain the '90s. Hachette UK. ISBN 9781538764947.
- Heatley, Michael, ed. (1993). The Ultimate Encyclopedia of Rock: The World's Most Comprehensive Illustrated Rock Reference. Harper Perennial. ISBN 0-06-271576-3.
- Hibbert, Tom, ed. (1986). The Rock Yearbook VII. Virgin Books. ISBN 0-86369-169-2.
- Hoffmann, Frank; Cooper, B. Lee; Haney, Wayne S. (2013). Rock Music in American Popular Culture: Rock 'n' Roll Resources. Routledge. ISBN 1-56024-861-0.
- James, David (1991). Madonna, Her Complete Story: An Unauthorized Story. Publications International, Ltd. ISBN 0-451-82240-4.
- Jasen, David A. (2002). A Century of American Popular Music: 2000 Best-Loved and Remembered Songs (1899-1999). Routledge. ISBN 0-415-93700-0.
- King, James (2018). Fast Times and Excellent Adventures: The Surprising History of the '80s Teen Movie. Hachette UK. ISBN 978-1-47212-373-2.
- King, Norman (1991). Madonna: The Book. William Morrow and Company. ISBN 0-688-10389-8.
- Kohn, Al; Kohn, Bob (1996). Kohn on Music Licensing (2.ª edición). Aspen Law & Business. ISBN 1-56706-289X.
- Koopmans, Andy (2003). Madonna. Lucent Books. ISBN 1-59018-138-7.
- Lluch, Alex A.; Lluch, Elizabeth (2010). 1001 Most Popular Asked Wedding Questions: From WedSpace.com. WS Publishing Group. ISBN 978-1-934386-88-0.
- Madden, Caroline (2024). Virginity on Screen: The First Time in American Teen Films. McFarland & Company. ISBN 978-1-4766-8500-7.
- Mansour, David (2005). From Abba to Zoom: A Pop Culture Encyclopedia of the Late 20th Century. Andrews McMeel Publishing. ISBN 0-7407-5118-2.
- Marsh, Dave (1999). The Heart Of Rock & Soul: The 1001 Greatest Singles Every Made. New American Library. ISBN 0-452-26305-0.
- Matthew-Walker, Robert (1991). Madonna: The Biography. Pan Books. ISBN 0-330-31482-3.
- McAleer, Dave, ed. (1994). The Warner Guide to UK & US Hit Singles: 40 Years of Top 20 Charts from 1954 to the Present Day. Little, Brown and Company. ISBN 0-316-91076-7.
- McPhee, Erica (2005). Will Young: The Biography. Michael O'Mara Books. ISBN 1-84317-175-9.
- Morgan, Michelle (2015). Madonna. Londres: Robinson. ISBN 978-1-47211-886-8.
- Morton, Andrew (2001). Madonna. St. Martin's Press. ISBN 0-312-28786-0.
- Nachbar, John G.; Lausé, Kevin, eds. (1992). Popular Culture: An Introductory Text. Bowling Green State University Popular Press. ISBN 0-87972-571-0.
- O'Brien, Karen; Bolton, Jane, eds. (1999). Guinness British Hit Singles (12.ª edición). Guiness World Records Ltd. ISBN 0-85112-092-X.
- Pollock, Bruce (1995). Popular Music, 1980-1989: A Revised Cumulation. Popular Music. Gale Research. ISBN 0-7876-0205-1.
- —————— (1997). The Rock Song Index: Essencial Information on the 7,500 Most Important Songs of Rock and Roll. Schirmer Books. ISBN 0-02-8720687.
- Potter, ed. (2000). The Cambridge Companion to Singing. Cambridge University Press. ISBN 0-521-62225-5.
- Powell, Mark Allan (2002). Encyclopedia of Contemporary Christian Music. Hendrickson Publishers. ISBN 1-56563-679-1.
- Raha, María (2005). Cinderella's Big Score: Women of the Punk and Indie Underground. Seal Press. ISBN 1-58005-116-2.
- Randall, Lee (1992). The Madonna Scrapbook. Citadel Press. ISBN 0-8065-1297-0.
- Read, Mike (1992). Labatt's 500: Britain's All-Time Favourite Tracks. Mandarin Paperbacks. ISBN 0-7493-1467-2.
- Rees, Dafydd; Lazell, Barry; Osborne, Roger (1995). Forty Years of NME Charts (2.ª edición). Pan Macmillan. ISBN 0-7522-0829-2.
- Rettenmund, Matthew (1995). Encyclopedia Madonnica. St. Martin's Press. ISBN 0-312-11782-5.
- Rolling Stone Press (1997). Madonna: The Rolling Stone Files. Hyperion. ISBN 0-7868-8154-2.
- Romanowski, Patricia; George-Warren, Holly, eds. (1995). The New Rolling Stone Encyclopedia Of Rock & Roll: Completely Revised And Updated. Fireside. ISBN 0-684-81044-1.
- Rooksby, Rikky (2004). The Complete Guide to the Music of Madonna. Omnibus Press. ISBN 978-0-7119-9883-4.
- Seery, John Evan (1996). Political Theory for Mortals: Shades of Justice, Images of Death. Cornell University Press. ISBN 0-8014-3259-6.
- Sheffield, Rob (2010). Talking to Girls About Duran Duran: One Young Man's Quest for True Love and a Cooler Haircut. Dutton. ISBN 978-0-525-95156-8.
- Stadiem, William (2013). Moneywood: Hollywood in Its Last Age of Excess. St. Martin's Press. ISBN 978-0-312-65689-8.
- Stuessy, Joe; Lipscomb, Scott David (2006). Rock and Roll: Its History and Stylistic Development (5.ª edición). Pearson Prentice Hall. ISBN 0-13-193098-2.
- Sullivan, Caroline (2014). Madonna: Ambition. Music. Style. Carlton Books Limited. ISBN 978-1-78097-563-4.
- Sullivan, Steve (2017). Encyclopedia of Great Popular Song Recordings. 3-4. Bloomsbury Publishing. ISBN 978-1-4422-5448-0.
- Taraborrelli, J. Randy (2002). Madonna: An Intimate Biography. Berkley Books. ISBN 0-425-18669-5.
- Victor, Barbara (2001). Goddess. Cliff Street Books. ISBN 0-06-019930-X.
- Voller, Debbi (1990). Madonna: The Illustrated Biography. Omnibus Press. ISBN 0-7119-2185-7.
- Vorderman, Karl (2008). A Concise Guide to Eighties' Music. Parkbench Publications. ISBN 978-0-9555756-6-2.
- Weber, Louis, ed. (2007). The Extraordinary Book of Lists: A Colossal Collection of Fascinating Facts and Intriguing Information. West Side Publishing. ISBN 978-1-4127-1420-4.
- Whitburn, Joel (2007). Joel Whitburn Presents Billboard Top Adult Songs, 1961-2006: Chart Data Compiled from Billboard's Adult Contemporary Charts, 1961-2006, and Adult Top 40 Charts, 1996-2006 (4.ª edición). Record Research Inc. ISBN 0-89820-169-1.
- Wiley, Mason; Bona, Damien (1996). Inside Oscar: The Unofficial History of the Academy Awards (10.ª edición). Ballantine Books. ISBN 0-345-40053-4.
- Zaleski, Annie (2024). We Found Love, Song by Song: The Stories Behind 100 Romantic Hits. Hachette UK. ISBN 978-0762487004.

### En otros idiomas
- Muzikland (2018). 香港流行音樂專輯101：第一部 1971-1987 (en chino tradicional). Compañía editorial Zhonghua. ISBN 978-9888513710.
- Pennanen, Timo (2021). Sisältää hitin (PDF) (en finés). Otava. ISBN 978-952-7460-01-6.
- Vita, Vito (2020). Musica solida (en italiano). Miraggi Edizioni. ISBN 978-88-3386-053-4.